# Preromantismus

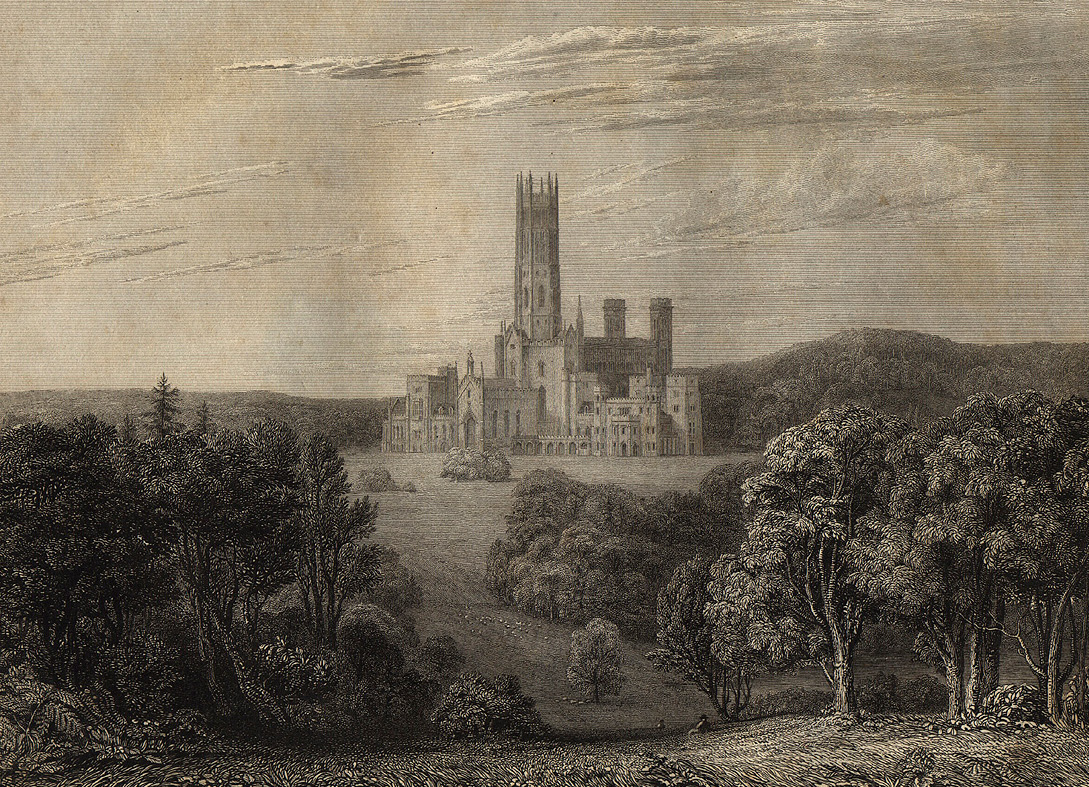
Preromantická scenérie Fonthill Abbey (z knihy Delineations of Fonthill Abbey Johna Ruttera z roku 1823).

Termínem preromantismus je označován umělecký proud, který vznikl přibližně v polovině 18. století jako reakce na klasicismus a osvícenství a který ohlašoval blížící se romantismus. Protože se orientoval na posílení emocionální působivosti uměleckých děl, bývá často nazýván sentimentalismem.

## Znaky preromantismu

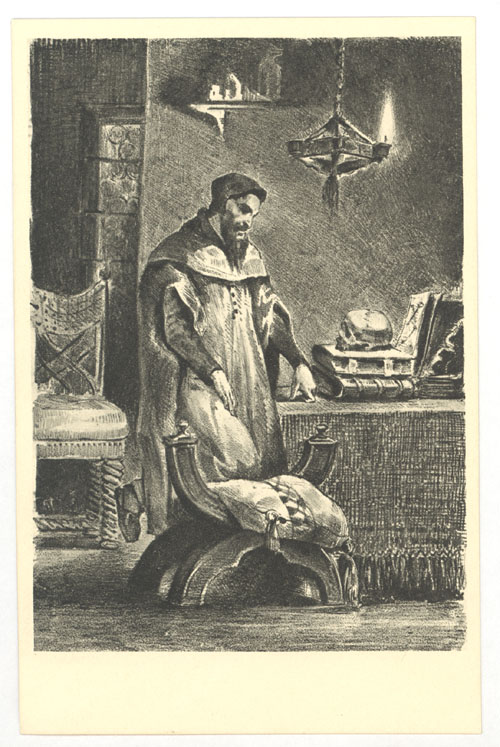
Faust

Preromantismus představuje souhrn různých uměleckých projevů a estetických tendencí v evropských literaturách na předělu mezi klasicismem a romantismem, který vznikl jako výraz nového životního postoje a uměleckého stylu měšťanstva. Tato nastupující sociální třída v něm zdůrazňovala citové hodnoty prostého, nezkaženého člověka (nejen šlechtic, ale i měšťan může prožívat nejušlechtilejší city), čímž vyjadřovala svůj protest proti chladnému rozumářství klasicismu (jako uměleckého směru aristokracie) a proti stavovskému feudálnímu zřízení, které jí neposkytovalo možnost plného uplatnění a všestranného svobodného rozvoje. Navíc začalo měšťanstvo na rozdíl od klasicistních uměleckých zásad chápat umění jako prostředek k proměně světa.
Preromantismus našel své vyjádření hlavně v literatuře, ve výtvarném umění se příliš neprojevil (zde ještě v Napoleonově době převládá pozdní klasicismus, tzv. empír, jen v architektuře ustupují do pozadí pečlivě střižené francouzské parky a oblíbenými se stávají neupravené parky anglické připomínající divokou přírodní scenérii a vycházející z tehdy módních myšlenek Jeana-Jacquesa Rousseaua o pobytu ve volné a nespoutané přírodě).
Jako literárněvědní pojem se ale preromantismus objevil až v roce 1924, kdy jej začal prosazovat francouzský literární vědec Paul Van Tieghem (1871–1948), přičemž dodnes nedošlo k jeho všeobecnému přijetí. Paul Van Tieghem označil za preromantiky takové autory, kteří byli dříve považováni za klasicisty nebo osvícence, ale v jejich tvorbě se začal objevovat zvýšený zájem o přírodu a city. Protože jde o dodatečně vytvořený pojem, nemohl se žádný z autorů, řazených k preromantikům, k tomuto proudu za svého života hlásit.

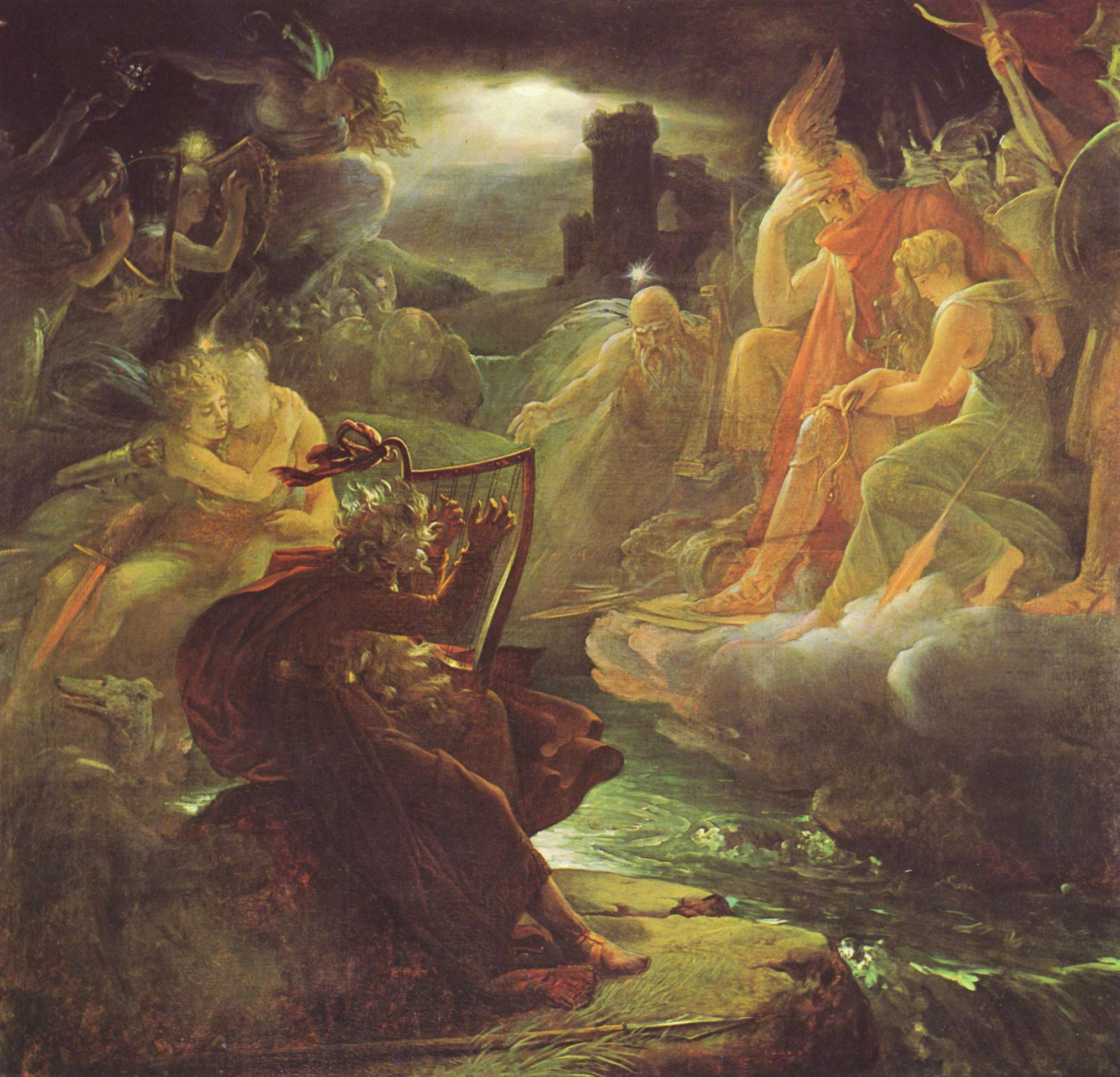
Ossianovy zpěvy

Preromantičtí spisovatelé zdůrazňují oproti rokokové konvenční galantnosti a rozumářské tradici opravdovost citu, hloubku vášně, prožitek srdce a právo každého člověka na plný, neomezovaný citový život. Cit není jimi vnímán jako chaotická síla, nýbrž je pro ně zdrojem morálních hodnot, a proto nemusí být regulován rozumem. Za silný inspirační zdroj je považována lidová poezie, horlivě sbíraná a napodobovaná. Rozvíjí se vztah k přírodě (příroda není komplikovaným strojem řídícím se přesnými zákony, nedá se plně ovládnout, ale naopak je tajemná, nevyzpytatelná, mnohotvárná a vzbuzuje úžas), k fantazii i k dávnověku. Ideální kulisou pro jejich díla je proto přírodní svět neporušený civilizací. Častými motivy jsou pochmurná opuštěná jezera, hřbitovy a hrobky (anglická hřbitovní škola), noční scenérie a měsíční svit, trosky hradů, symbol mnicha, poustevníka, vězně nebo poutníka. Mnohdy literatura tohoto období utíká od soudobé civilizace do vzdálené minulosti (hlavně do pohanského a křesťanského dávnověku) nebo do exotického prostředí dalekých, především orientálních krajů. Preromantický básník se často stylizuje do postoje barda, mluvčího národního kolektivu, jindy se opět skrývá do anonymity lidového pěvce, nebo také vystupuje v roli věštce a proroka. Jeho nejtypičtějšími znaky je smysl pro velikost, vznešenost, původnost, starobylost, obdiv pro lid a jeho duchovní kulturu.

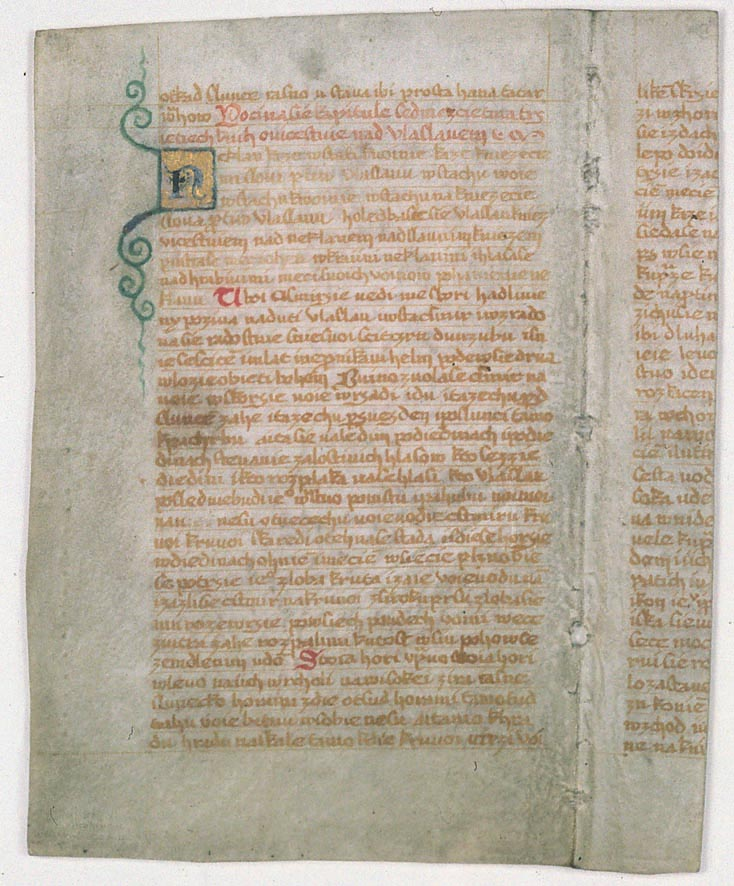
Rukopis královédvorský

Preromantismus soustředil pozornost na autentické projevy národní kultury, a to nejen lidové slovesnosti, ale i starých literárních památek. Pokud se v některých národních literaturách takovýchto starobylých rukopisů nedostávalo, vlastenecky smýšlející nadšenci činili pokusy zaplnit tyto mezery literárními podvrhy. V Anglii tak byly „nalezeny“ Ossianovy zpěvy (1761–1765), které mladý skotský učitel James Macpherson vydával za překlady básní skotského barda ze 3. století, v Rusku bylo objeveno Slovo o pluku Igorově (Слово о полку Игореве), které podle oficiální verze vzniklo ve 12. století, ale které je mnohými rovněž považováno za podvrh. V Čechách došlo roku (1817) k vytvoření Rukopisu královédvorského (údajně ze 13. století) a zelenohorského (údajně z 9. století), za jejichž autory jsou považováni Václav Hanka a Josef Linda.
Odklon preromantismu od klasicismu není však zcela radikální, proto v něm můžeme vystopovat některé klasicistické prvky, zejména zálibu pro antické autory. I zde je však zásadní rozdíl: zatímco klasicisté oceňovali vyrovnanost římské literatury (Vergilius), preromantikům je bližší Homér a starověká řecká kultura vůbec, v níž spatřují výraz národního ducha.
Mnohé obrazy a scenérie preromantiků se postupem doby staly až schematickými uměleckými prostředky (černý nebo kolportážní román), jiné přešly do poezie romantismu, kde se plně rozvinuly.

## Preromantismus v národních literaturách

### Anglická literatura

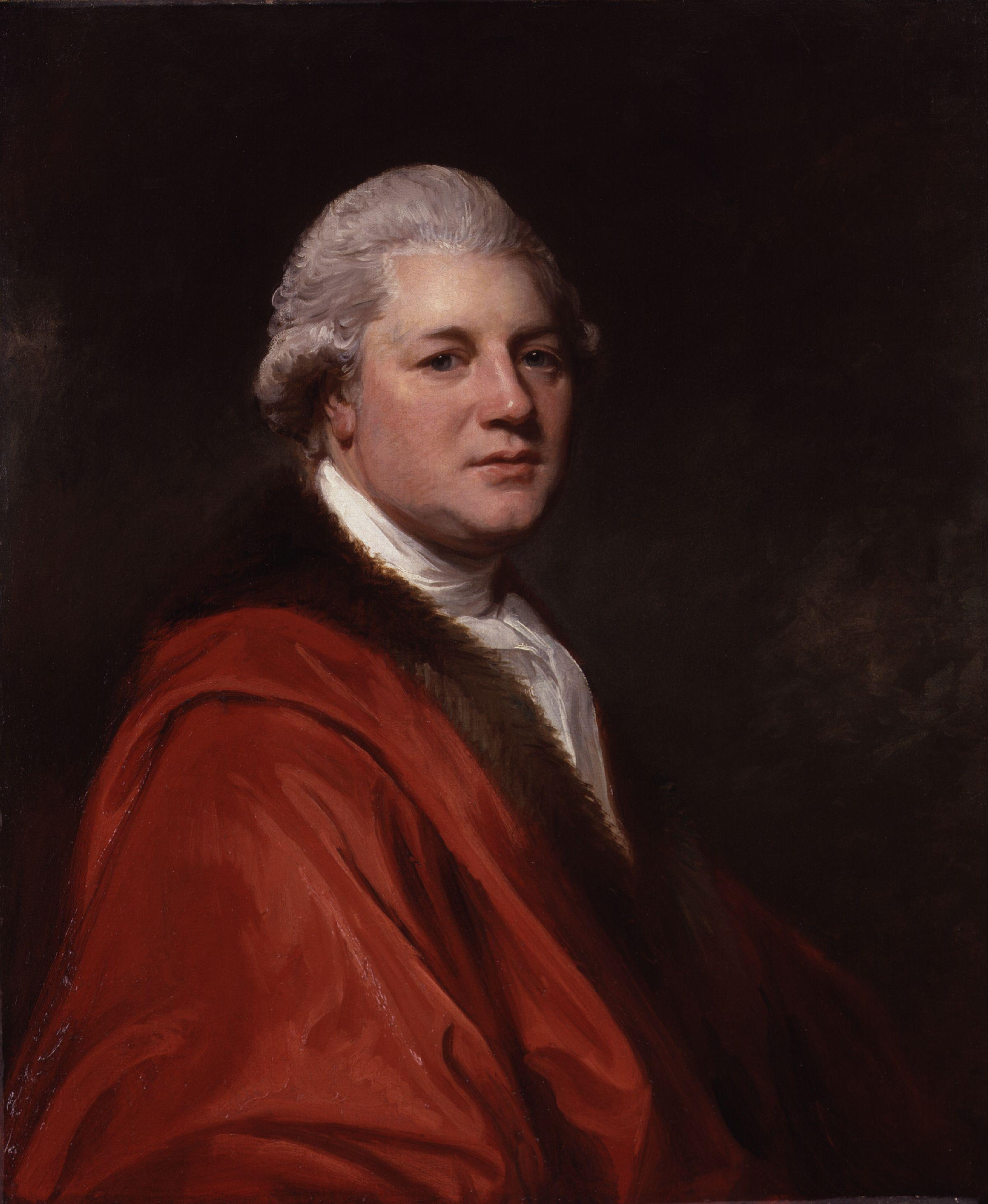
James Macpherson

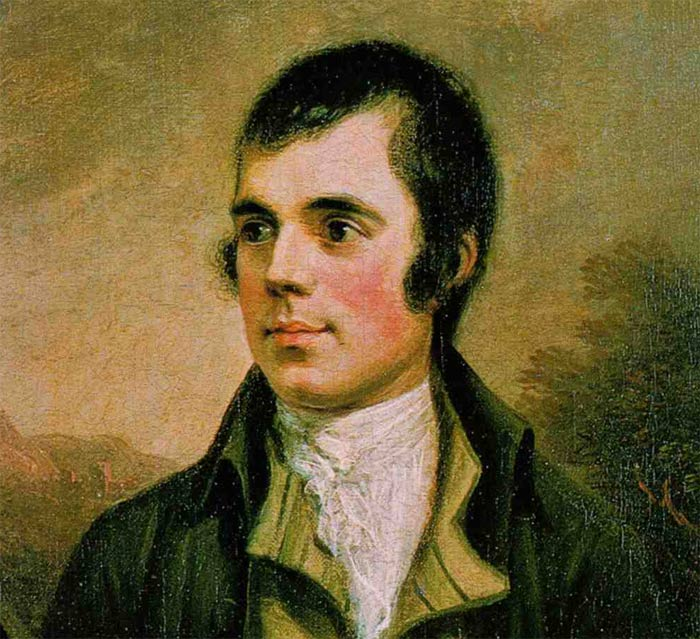
Robert Burns

Anglie je považována za místo zrodu preromantismu, jehož významnými představiteli jsou básníci
- Edward Young (1681–1765), autor básně Nářek aneb Noční rozjímání o životě, smrti a nesmrtelnosti (1742–1745, The Complaint, or Night Thoughts on Life, Death, and Immortality), která měla velký ohlas po celé Evropě a stala se základním dílem tzv. hřbitovní školy. Za preromantický manifest je označována jeho prozaická práce Úvahy o původní tvorbě (1759, Conjectures On Original Composition).
- James Thomson (1700–1748), mimo jiné autor ódy Vládni, Británie! (1740, Rule, Britannia!), která se stala britskou vlasteneckou písní.
- Thomas Gray (1716–1771), autor slavné Elegie psané na hřbitově vesnickém (1751, Elegy Written in a Country Churchyard), jednoho z reprezentativních děl tzv. hřbitovní školy.
- William Collins (1721–1759), autor ód vyznačujících se bohatstvím obraznosti a citu.
- Thomas Percy (1729–1811), který vydal roku 1765 první sbírku starých anglických balad Památky staré anglické poezie (Reliques of Ancient English Poetry),
- další básníci tzv. hřbitovní školy, jejímž hlavním tématem jsou pochmurné meditace o smrtelnosti, např. Thomas Parnell (1679–1718), Robert Blair (1699–1746), Mark Akenside (1721–1770), Joseph Warton (1722–1800) nebo jeho bratr Thomas Warton (1728–1790).
- William Cowper (1731–1800), jehož básně mají převážně náboženský obsah vyznačující se bázní před Bohem.
- James Macpherson (1736–1796), známý především jako „překladatel“ jím „objevené“ staré gaelské poezie Ossianovy zpěvy (1761–1765, The Works of Ossian),
- Thomas Chatterton (1752–1770, který pod jménem Thomase Rowleyho, fiktivního mnicha z 15. století, zveřejňoval svá falza středověké literatury,
- William Blake (1757–1827), ve své době nedoceněný básník, malíř, mystik a vizionář, který především v dílech Snoubení nebe a pekla (1790–1793, The Marriage of Heaven and Hell), Zpěvy nevinnosti a zkušenosti (1789–1794, Songs of Innocence and of Experience) a v tzv. Prorockých knihách (Prophetic Books), na kterých pracoval v letech 1789–1820 a jejichž tématem je narušení života člověka přísným právním rámcem a konvenčními společenskými systémy, prezentoval svou vizi člověka a vesmíru na základě vlastního složitého mytologického systému
- Robert Burns (1759–1796) považovaný za skotského národního básníka.

Angličtí preromantičtí básníci
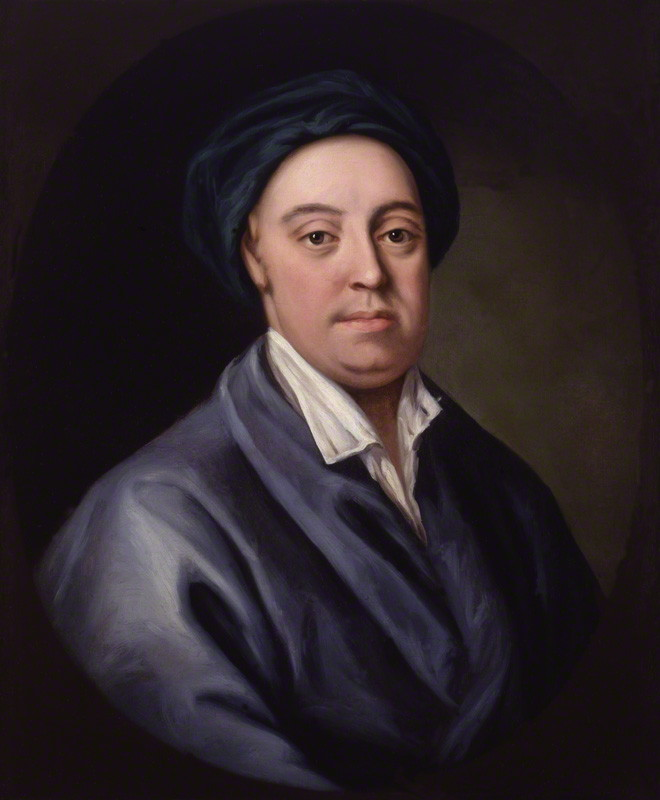
James Thomson
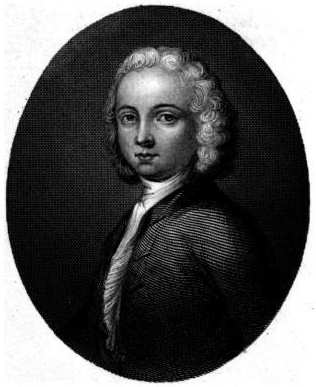
William Collins
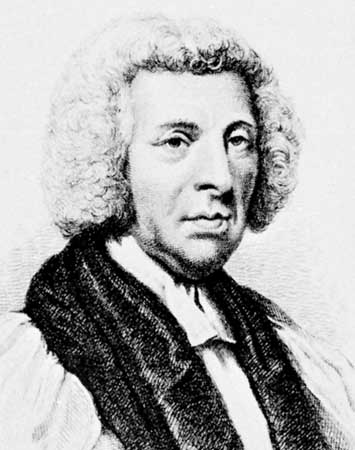
Thomas Percy
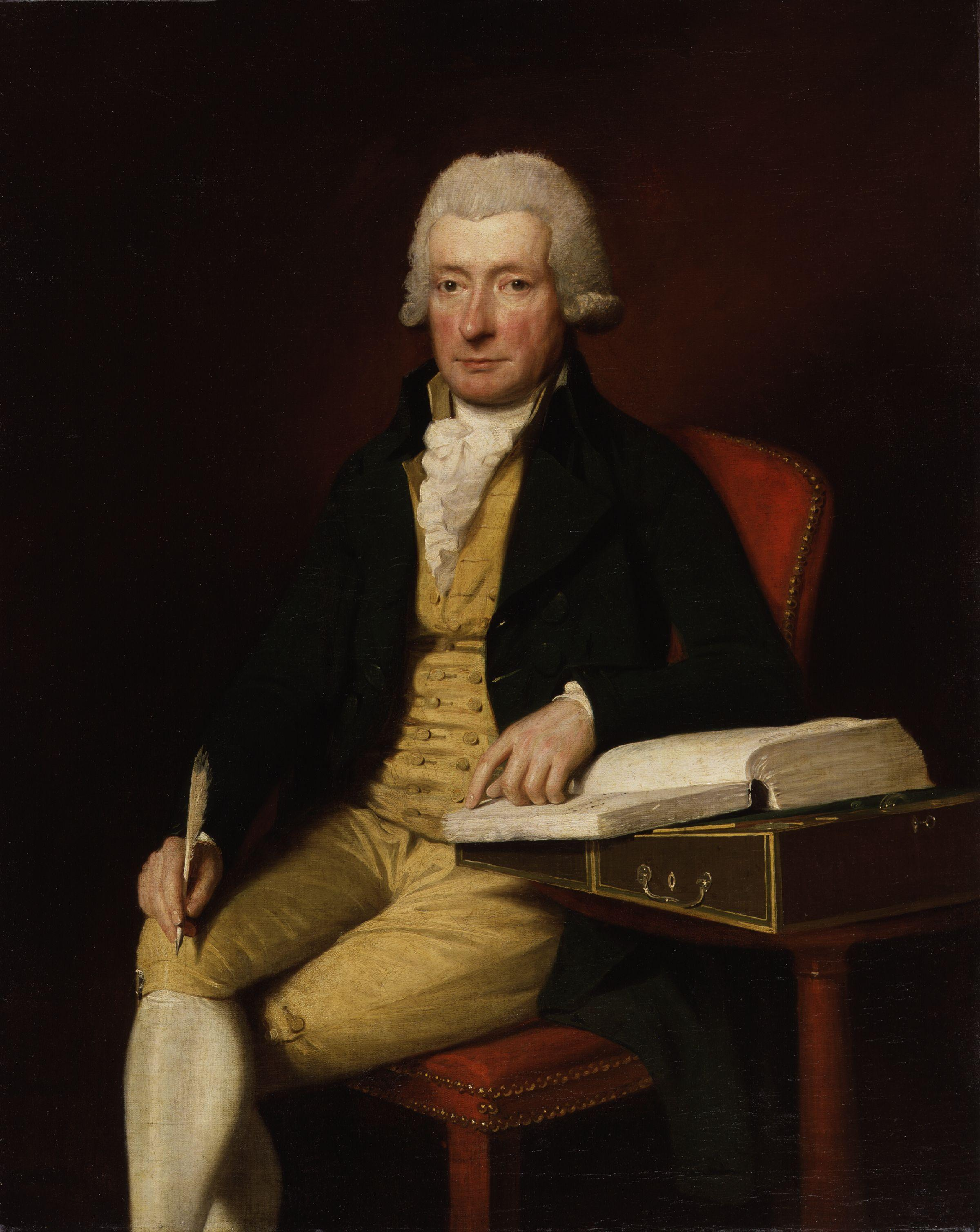
William Cowper
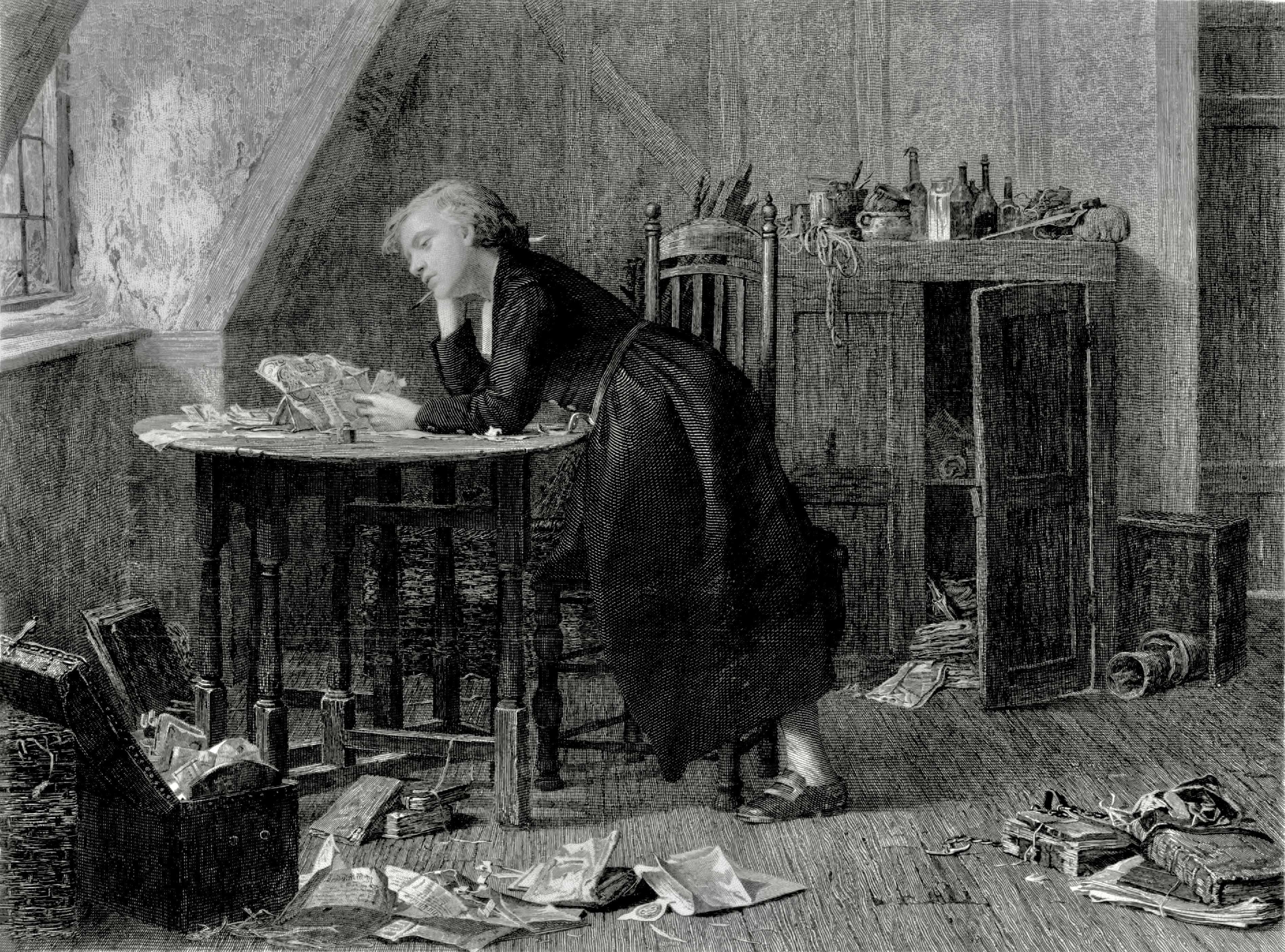
Thomas Chatterton
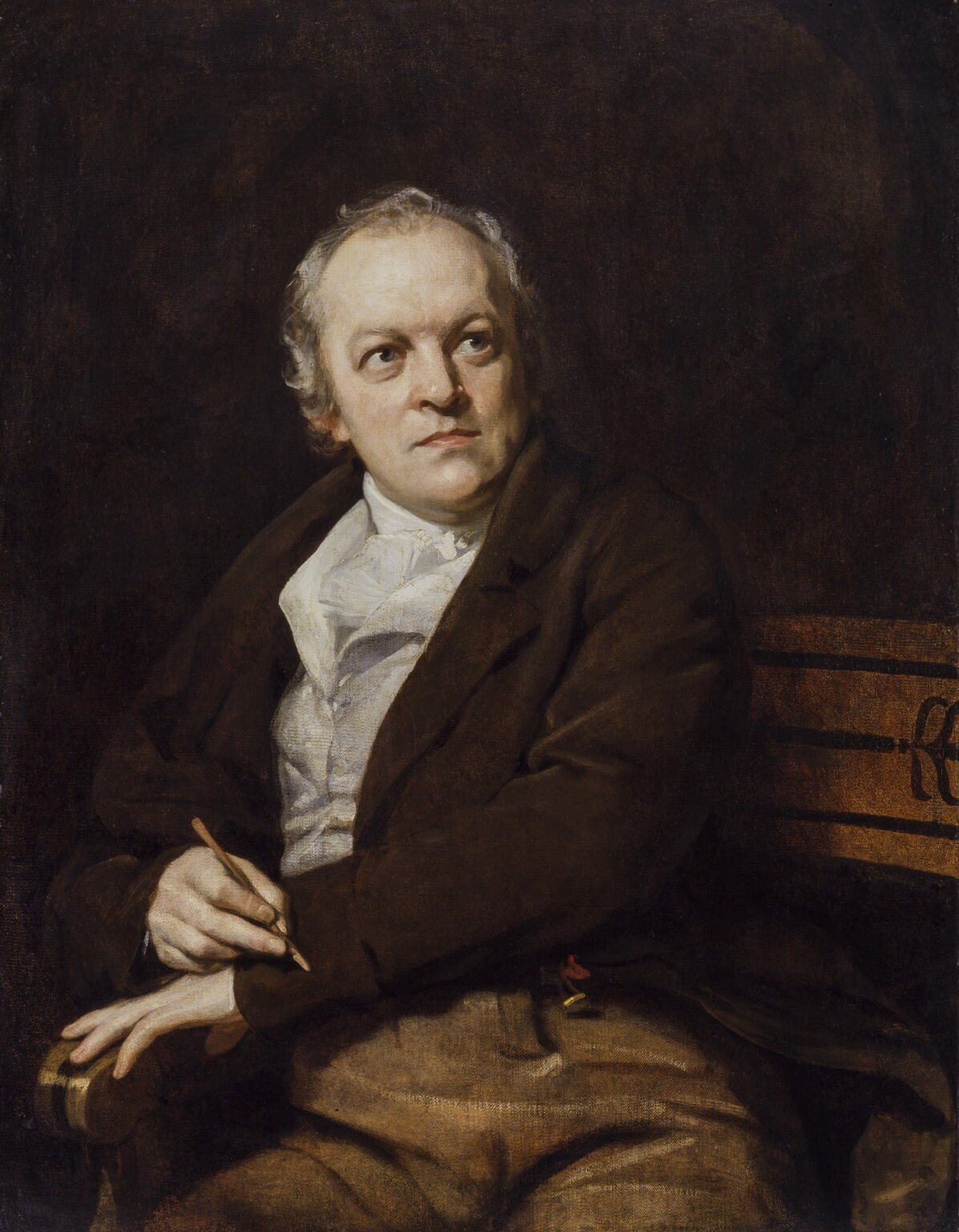
William Blake

Představitelé hřbitovní školy
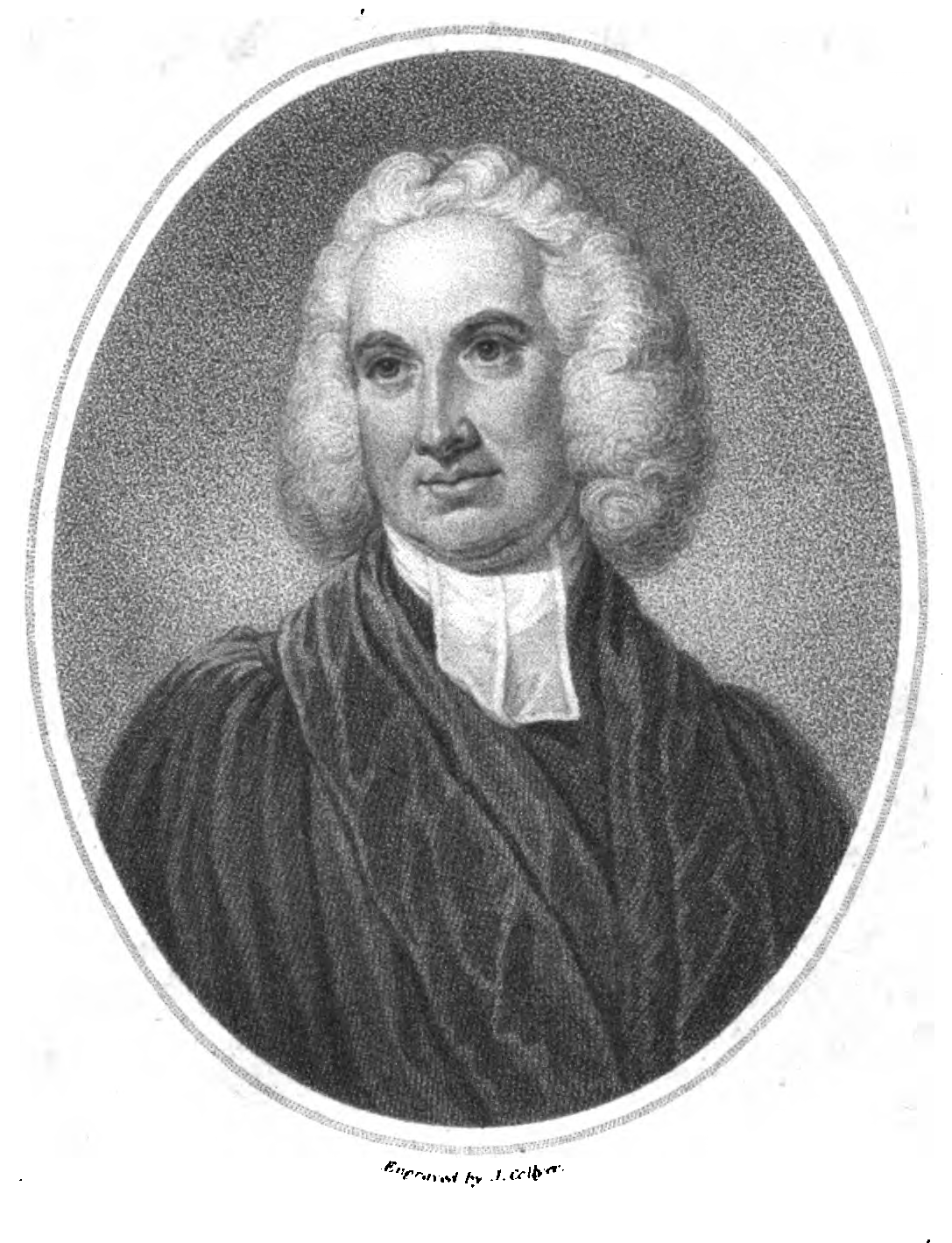
Edward Young
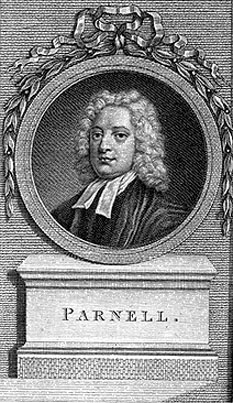
Thomas Parnell
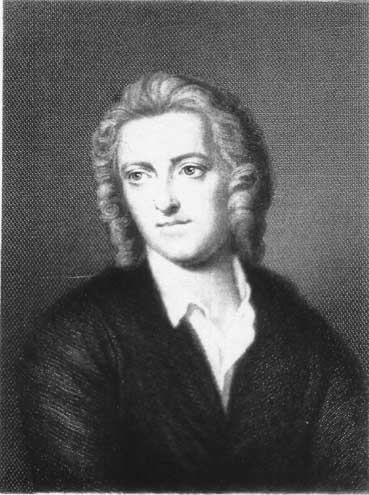
Thomas Gray
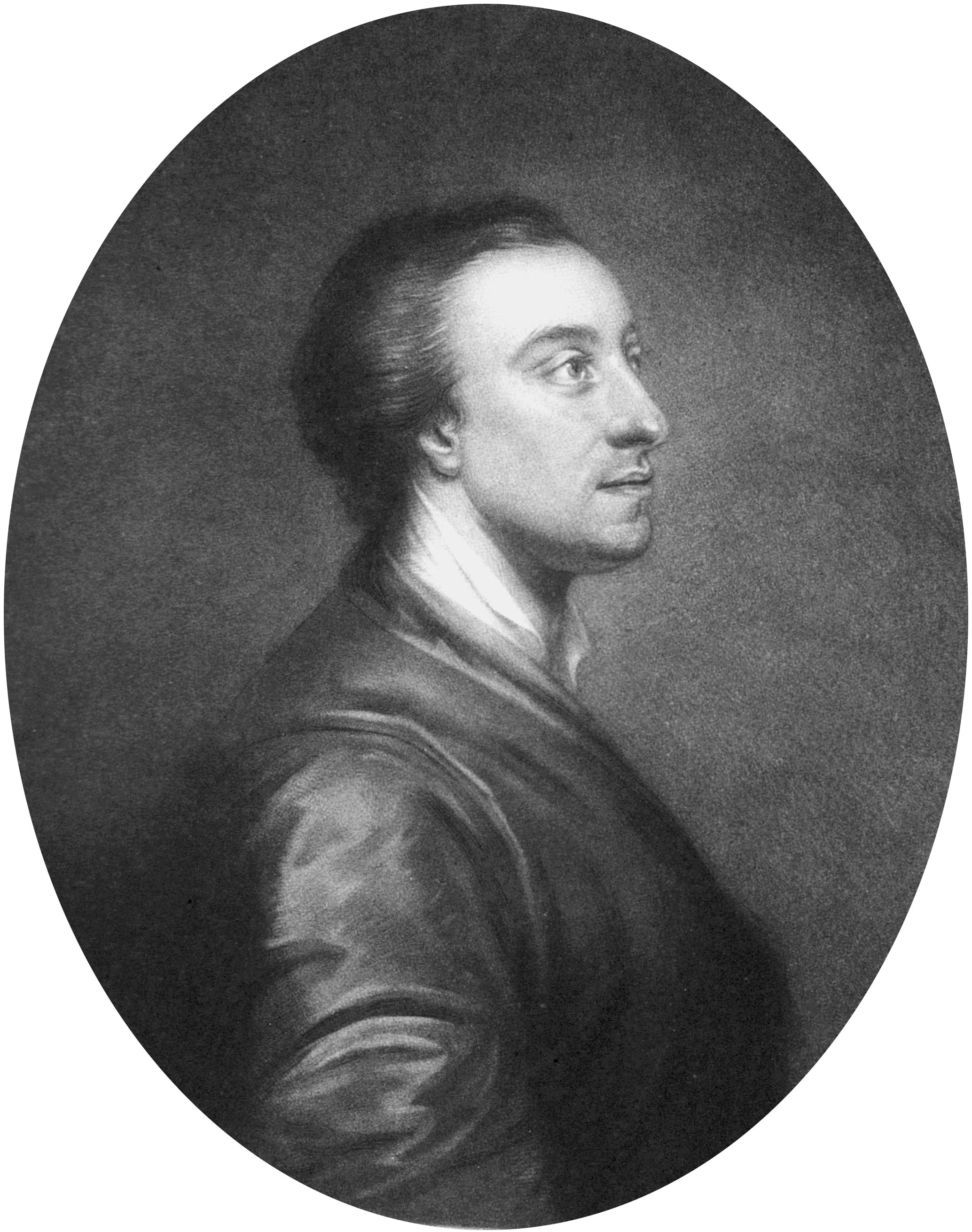
Mark Akenside
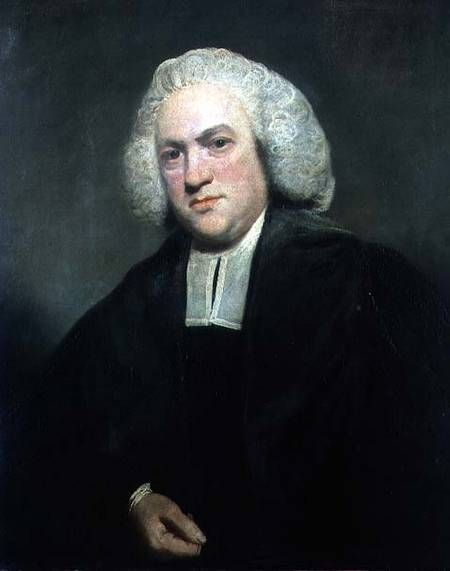
Joseph Warton
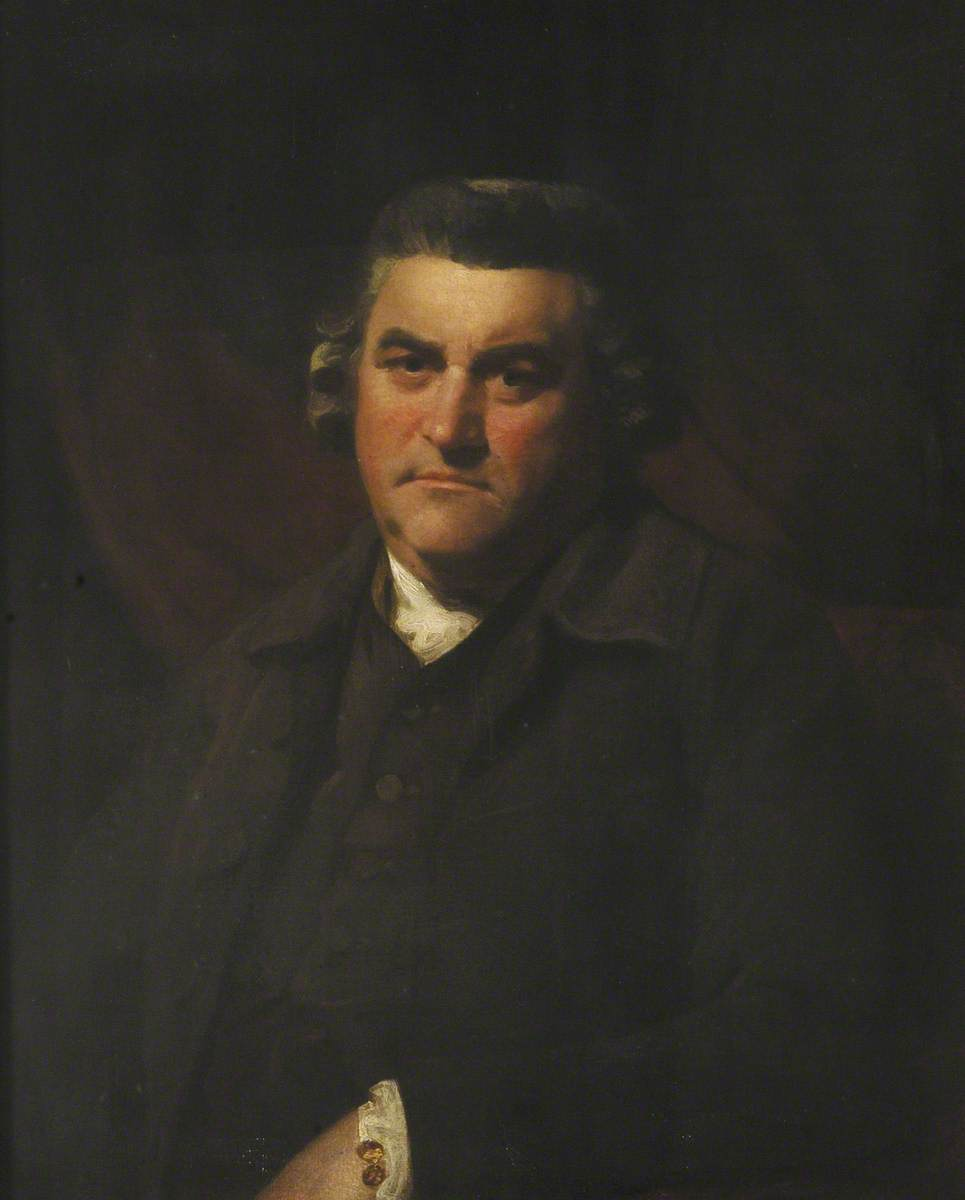
Thomas Warton

Z anglických preromantických prozaiků a dramatiků jsou nejznámější:

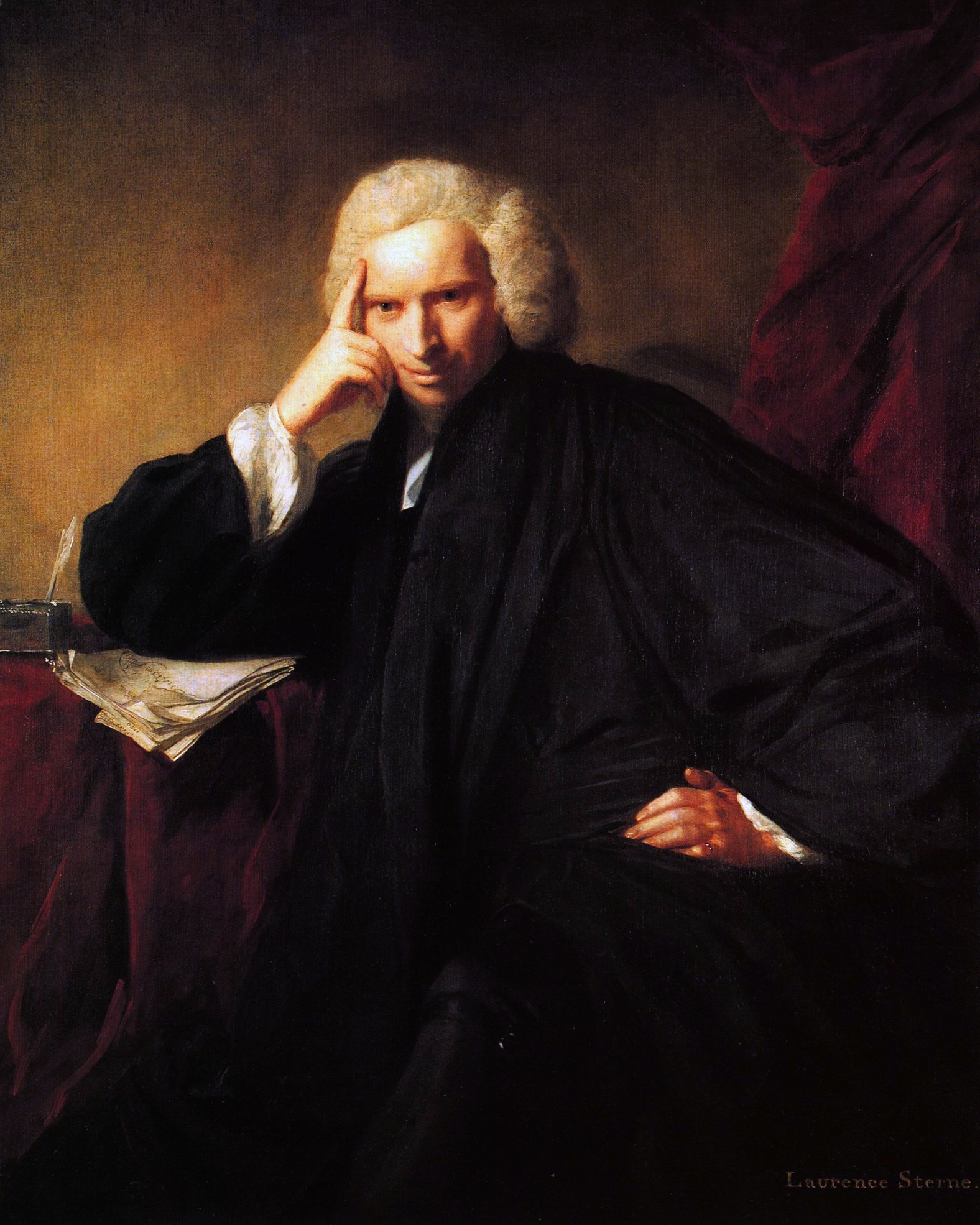
Laurence Sterne

- Samuel Richardson (1689–1761), zakladatel sentimentálního románu v dopisech, např. Pamela aneb Odměněná ctnost (1740, Pamela: Or, Virtue Rewarded) nebo Clarissa aneb Příběh mladé dámy (1748, Clarissa: Or the History of a Young Lady),
- Laurence Sterne (1713–1768), autor románu Život a názory blahorodého pana Tristrama Shandyho (1759–1767, The Life and Opinions of Tristram Shandy, Gentleman) a tvůrce sentimentálního cestopisu Sentimentální cesta po Francii a Itálii (1768, A Sentimental Journey Through France and Italy),
- Oliver Goldsmith (1730–1774), autor románu Farář wakefieldský (1766, The Vicar of Wakefield),
- Richard Brinsley Sheridan (1751–1816), jehož divadelní hry, například Soupeři (1775, The Rivals), Škola pomluv (1777, The School for Scandal) nebo Výlet do Scarborough (1777, A Trip to Scarborough) pokračují v tradici tzv. komedie mravů, rozšířené o sentimentální senzibilitu. Hlavním cílem jeho satirického výsměchu je tehdejší vyšší společnost a její přízemní zájmy, pomluvy a pokrytecká morálka.
- představitelé tzv. gotického románu Horace Walpole (1717–1797), Clara Reevová (1729–1807), William Thomas Beckford (1760–1844), Ann Radcliffová (1764–1823), Matthew Gregory Lewis (1775–1818) a Charles Robert Maturin (1782–1824), kteří se inspirovali ve středověkých legendách a pověstech se snahou vyvolat ve čtenáři líčením strašidelného příběhu strach.
- William Godwin (1756–1836), novinář, spisovatel, nakladatel, politický filosof, autor gotických románů a zakladatel filosofického anarchismu.

Angličtí preromantičtí prozaici
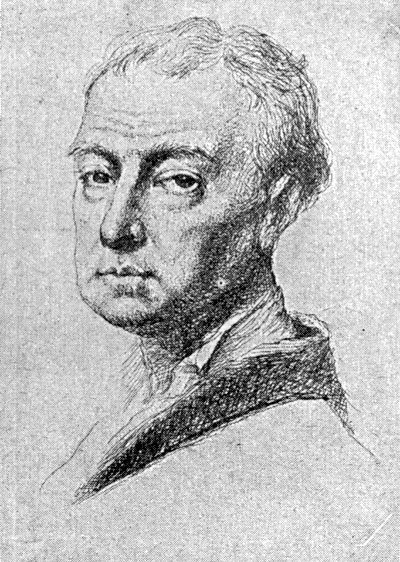
Samuel Richardson
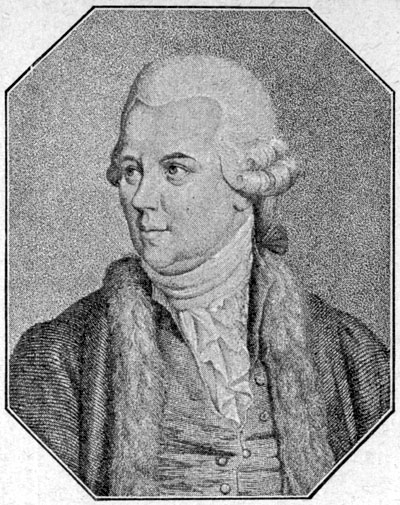
Oliver Goldsmith
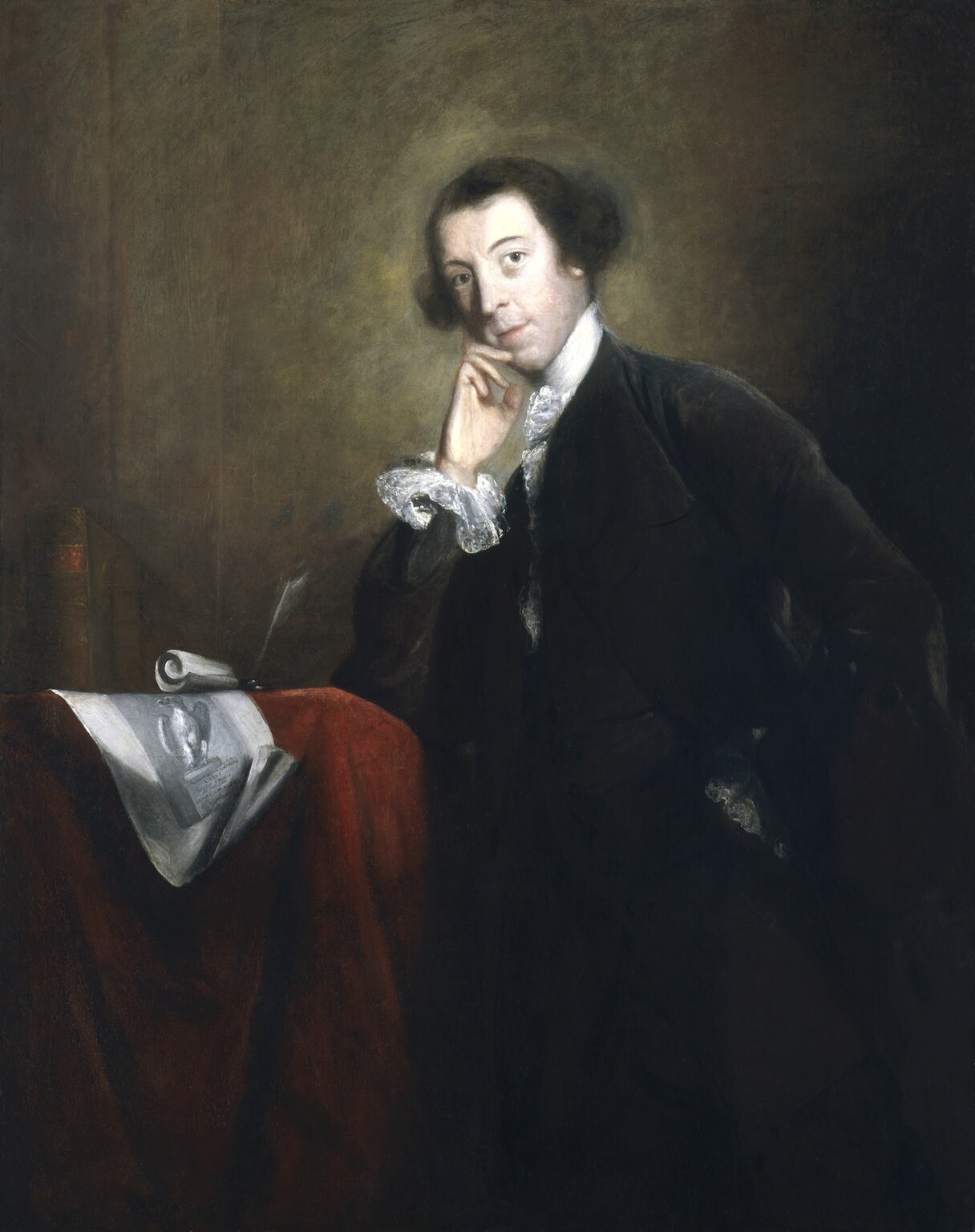
Horace Walpole
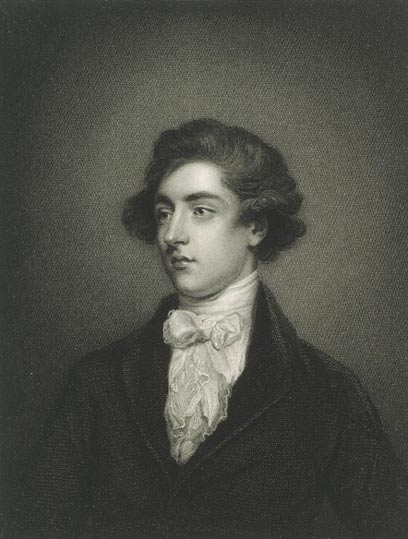
William Beckford
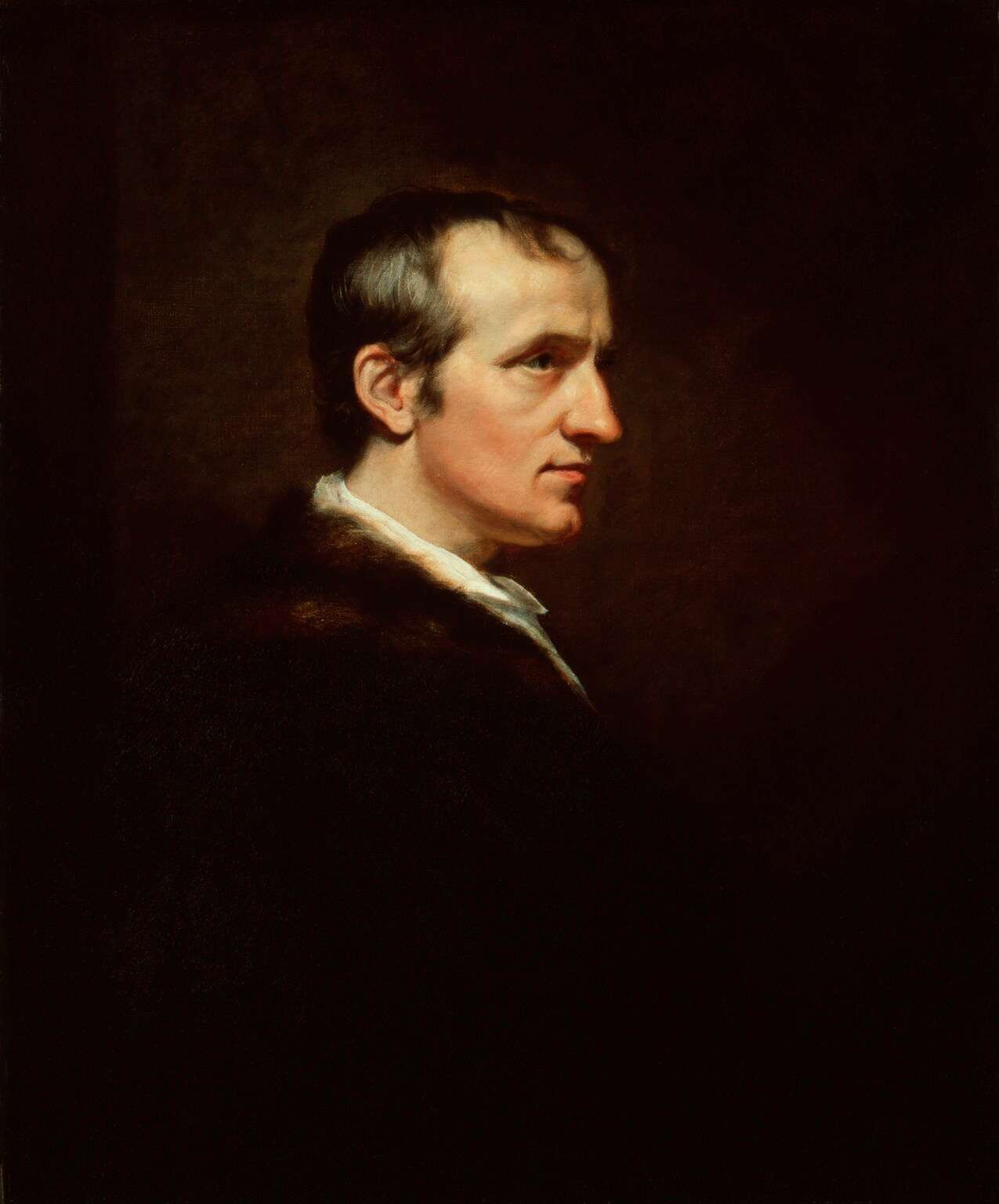
William Godwin

K preromantikům dále patří také tzv. jezerní básníci, z nichž ovšem dva nejproslulejší, Samuel Taylor Coleridge (1772–1834) a William Wordsworth (1770–1850), jsou již považovaní za členy první generace anglických romantiků.

### Francouzská literatura

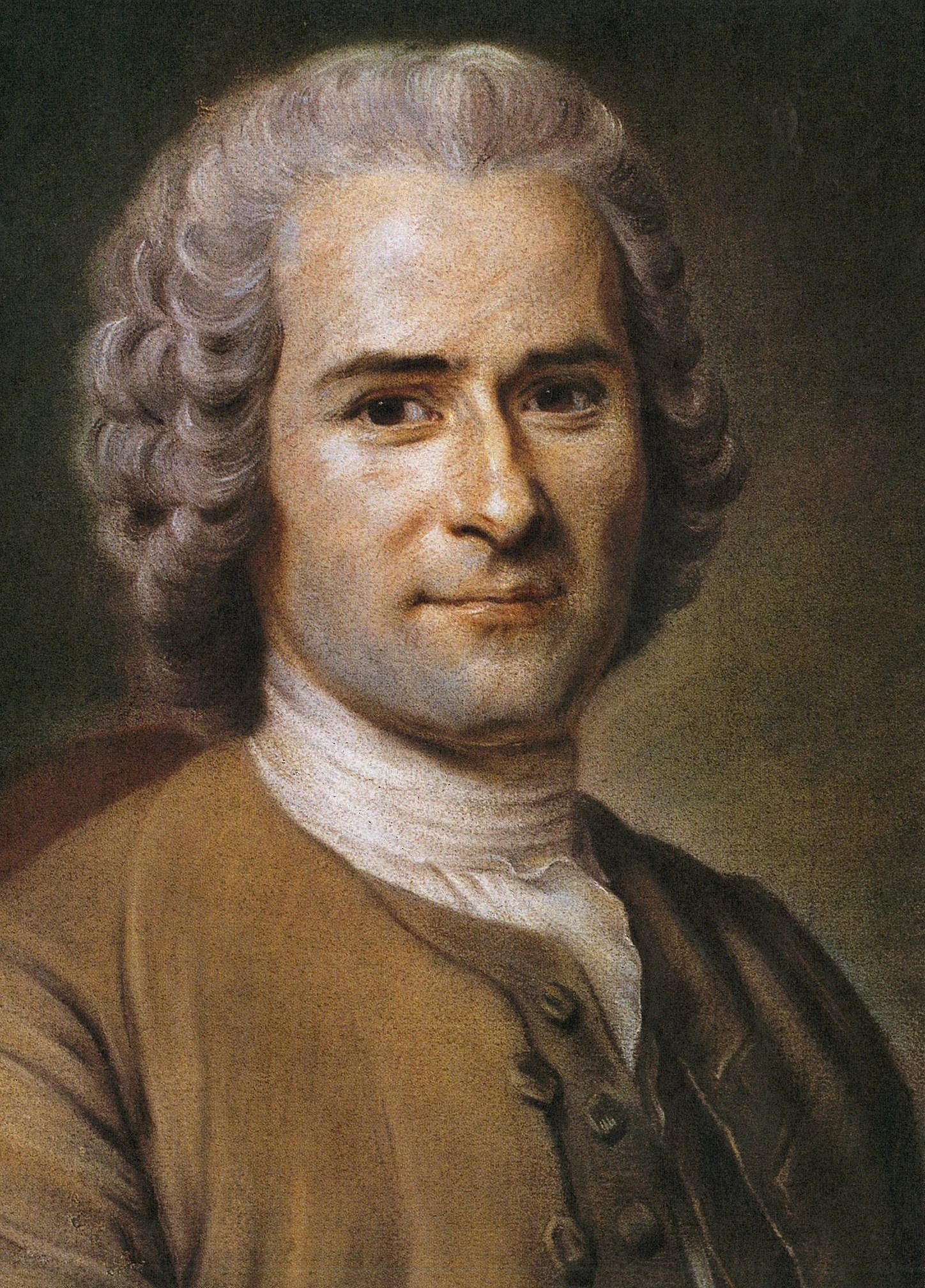
Jean-Jacques Rousseau

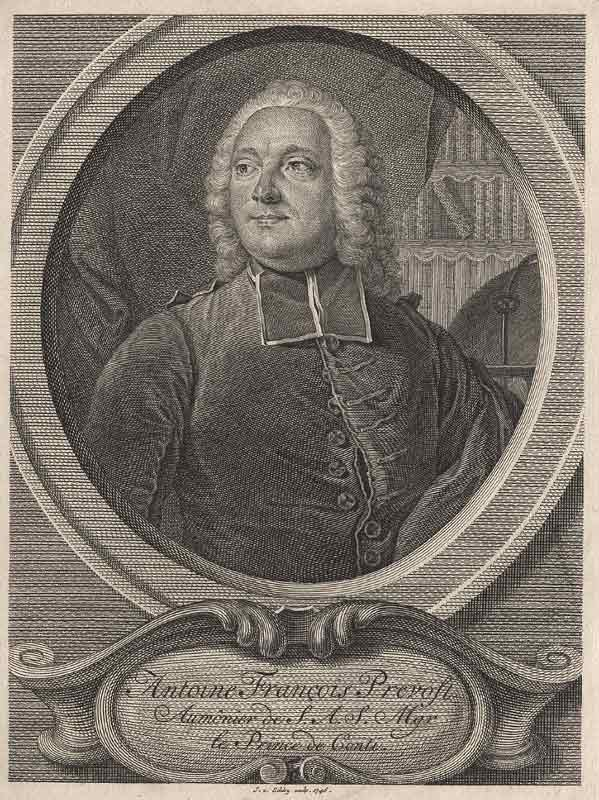
Antoine François Prévost

Nejvýznamnějším představitelem francouzského preromantismu je Jean-Jacques Rousseau (1712–1778), který vycházel z toho, že lidská povaha je dobrá, není-li nakažena civilizací, a žádal proto návrat k přírodě. Své myšlenky zachytil např. v milostném románu v dopisech Julie aneb Nová Heloisa (1761, Julie, ou la nouvelle Héloïse), v pedagogickém románu o přirozeném rozvoji člověka Emil aneb O výchově (1762, Émile ou de l'éducation), ve filozofickém pojednání O společenské smlouvě (1762, Du contrat social ou principes du droit politique) nebo ve svém posmrtně vydaném autobiografickém Vyznání (1781–1788, Confessions).
K významným představitelům patří Antoine François Prévost (1697–1763), autor románu Manon Lescaut (1731, Histoire du chevalier des Grieux et de Manon Lescaut), v němž odhaluje peníze jako osudovou protisílu lásky, Jacques-Henri Bernardin de Saint-Pierre (1737–1814) známý především svým sentimentálním románem Paul a Virginie (1787, Paul et Virginie), Madame de Staël (1766–1817), nadšená propagátorka rané německé romantiky, a básník André Chénier (1762–1794).
Další prozaici zobrazovali ve svých dílech rozporuplné hrdiny, kterými silně ovlivnili nastupující romantickou generaci. Patří k nim především:
- François René de Chateaubriand (1768–1848), často řazený již k romantikům), který se obracel do minulosti, k náboženským mýtům i do exotické přírody. Ve své novele Atala aneb Láska dvou divochů na poušti (Atala, ou les Amours de deux sauvages dans le désert) z roku 1801 vylíčil tragický příběh lásky Indiána a křesťanské dívky, a v novele René (1802) popsal osud rozervané duše, která bezútěšné bloudí životem, pohrdá banalitou světa a nemůže najít místo, kde by mohla žít.
- Étienne Pivert de Senancour (1770–1846), autor epistolárního románu Obermann (1804), obžaloby lidského osudu plné hořkosti a pesimismu, ve které je lidská malost srovnávána s věčnou krásou a silou přírody, která popisována jako velkolepý řád harmonie v kontrastu s rozporuplnou lidskou existencí.
- Benjamin Constant (1767–1830), který ve svém psychologickém autobiografickém románu Adolf (1816) zobrazil neúprosný rozklad citového vztahu mladého životního ztroskotance ke starší ženě.

Francouzští preromantičtí spisovatelé
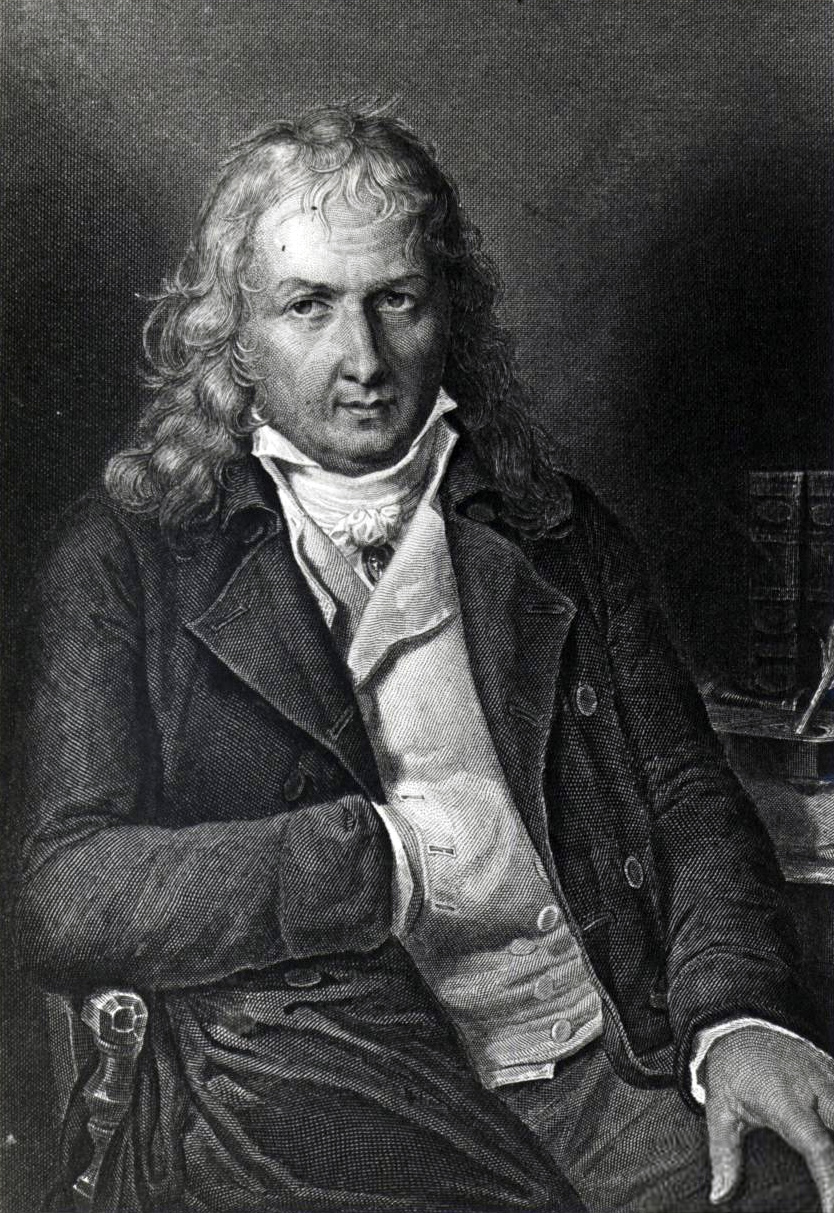
Jacques-Henri Bernardin de Saint-Pierre
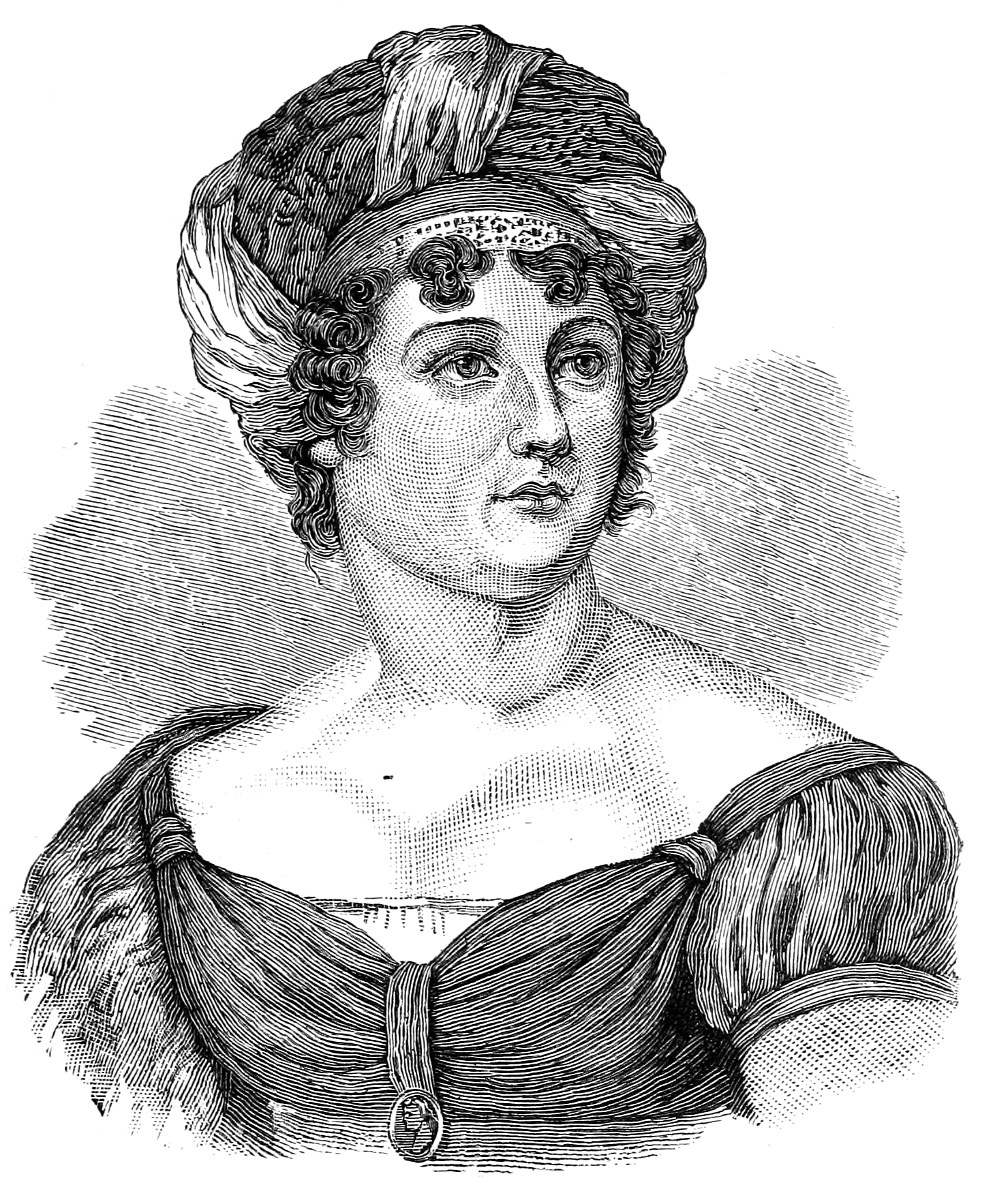
Madame de Staël
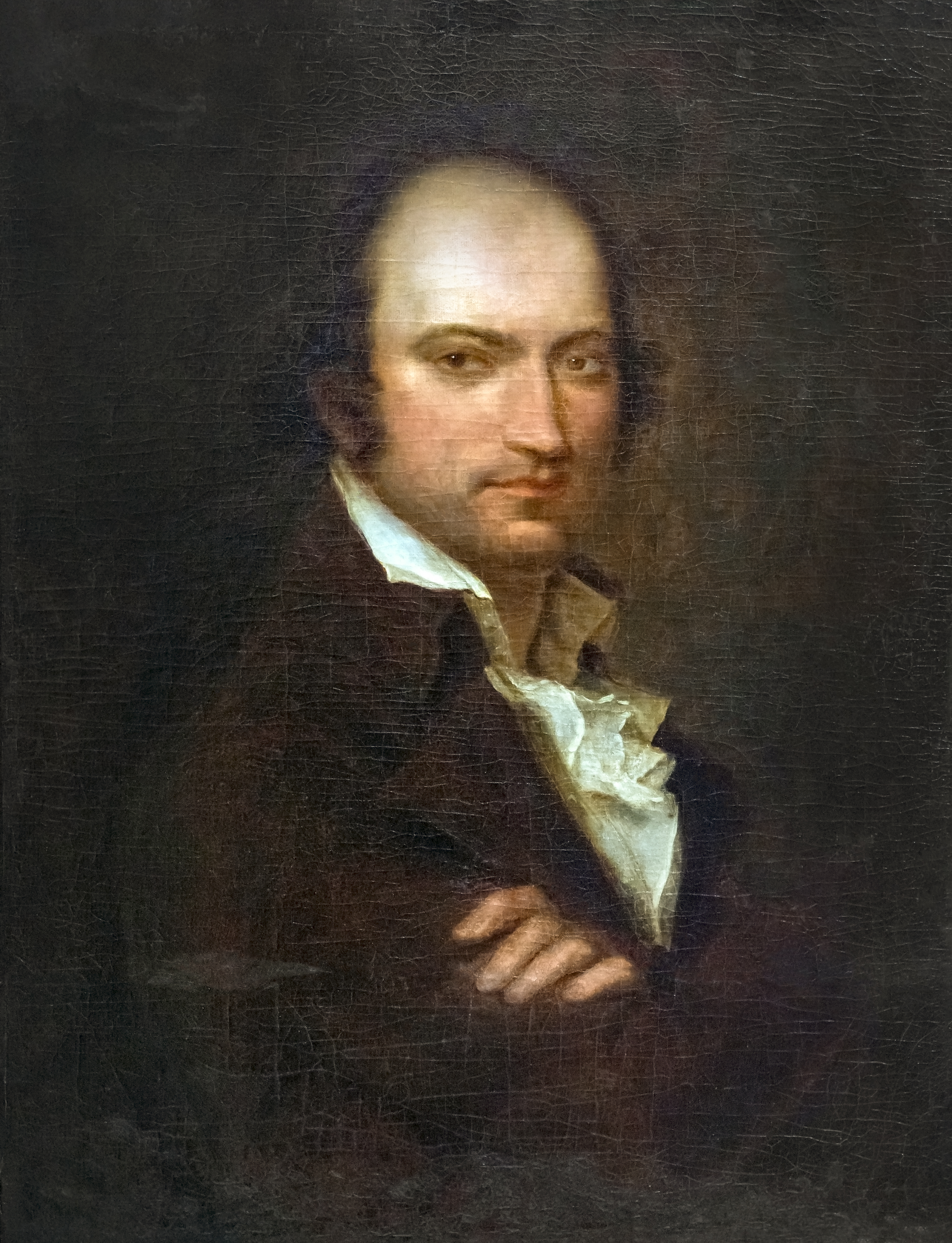
André Chénier
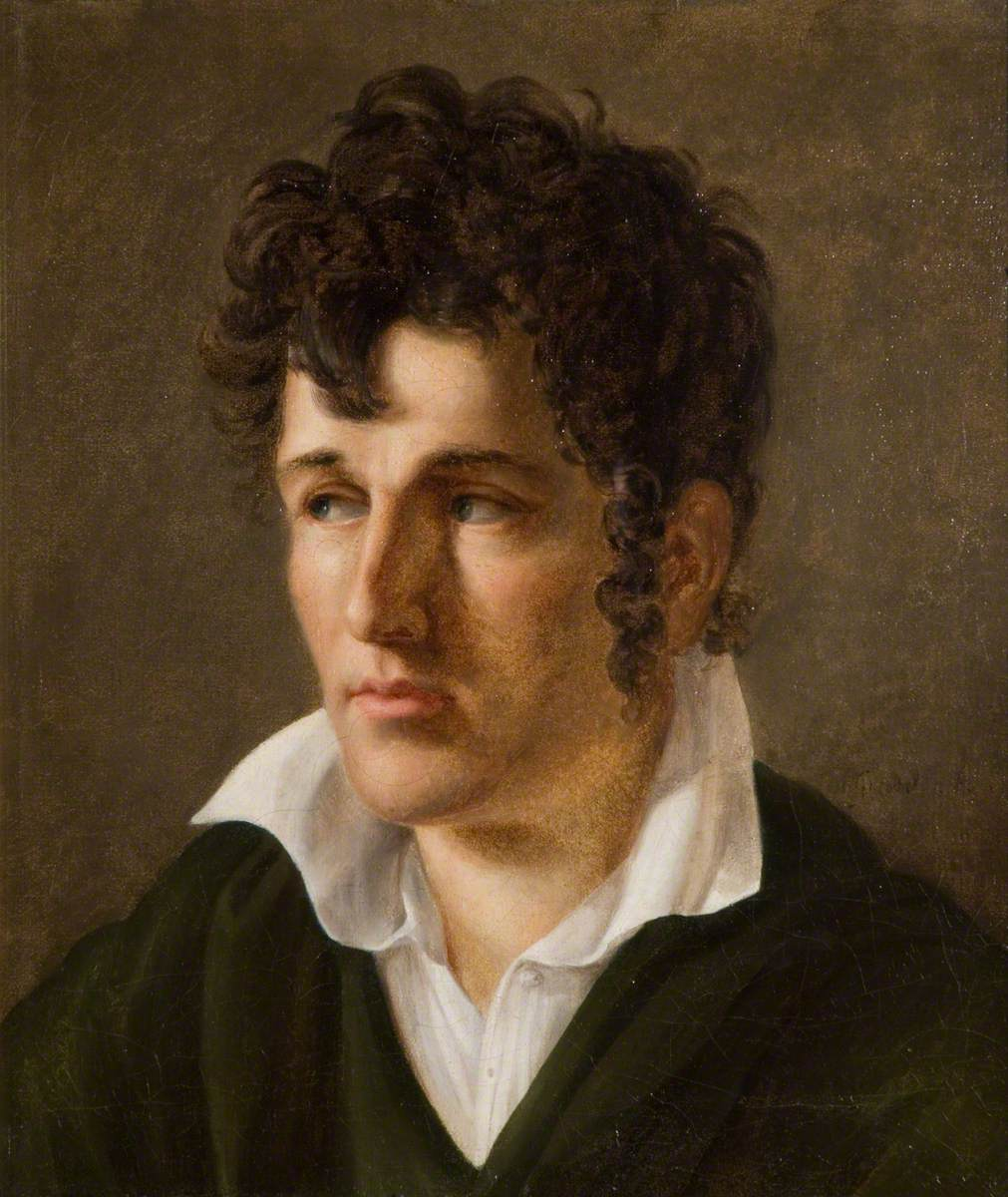
François René de Chateaubriand
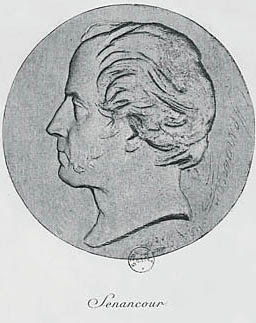
Étienne Pivert de Senancour
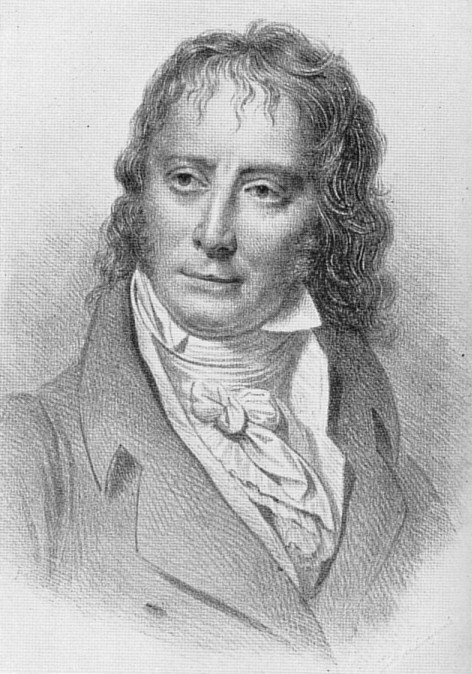
Benjamin Constant

### Německá literatura

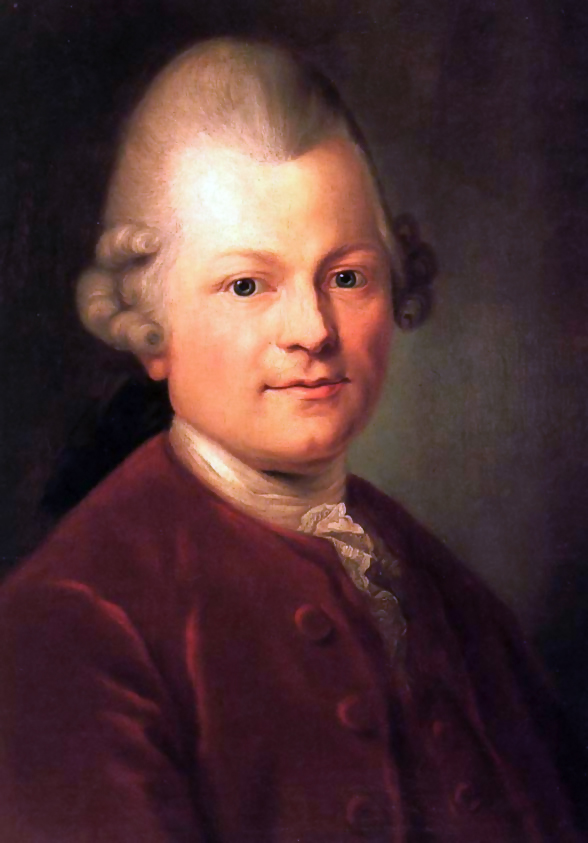
Gotthold Ephraim Lessing

Jako první v Německu vystoupil s kritikou klasicismu básník, svobodný novinář a myslitel Gotthold Ephraim Lessing (1729–1781). Jako kritik a dramaturg prvního německého národního divadla v Hamburku bojoval proti napodobování francouzského klasicismu, který již podle něho nevyhovoval potřebám emancipačního boje měšťanské třídy.

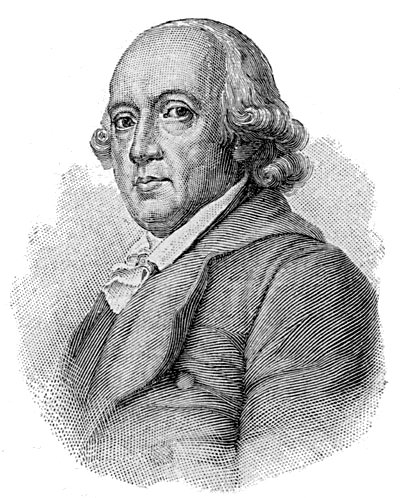
Johann Gottfried Herder

Silné preromatické prvky v sobě obsahuje dílo básníka a jazykovědce Friedricha Gottlieba Klopstocka (1724-1803), jehož duchvoní epos Mesiáš (1748, Der Messias) se vyznačuje hlubokou citovostí, vášnivostí a rozervaností.
Na Lessinga navázal průkopník nové preromantické estetiky filozof Johann Gottfried Herder (1744–1803), zamýšlející se nad otázkami národní individuality, národní kultury a vztahu k lidstvu
Úsilí o vyjádření nových životních pocitů a o zachycení problémů nově se formujícího měšťanského světa nalezlo pak nejvýznamnější umělecký výraz v hnutí Sturm und Drang (Bouře a vzdor). Šlo o skupinu mladých umělců vedených Johannem Wolfgangem Goethem (1749–1832), kteří pojali uměleckou tvorbu jako výraz umělcovy osobnosti, jeho citů a temperamentu a neuznávali žádná závazná pravidla, jimiž by se měl tento výraz řídit. Jako Herder byli i oni přitahováni příkladem anglické literatury, v níž jim William Shakespeare představoval ideál živelné tvůrčí svobody. Hlavní formou tvorby básníků tohoto období bylo proto drama jako útvar umožňující stavět ostře charakterizované a individualizované postavy do vyhraněných a zpravidla tragických konfliktů. Jde o raná dramata Goethova (zejména o tragédie Götz von Berlichingen z roku 1773 a Torquato Tasso z let 1780 až 1790) a Schillerova a dále např. o hry Heinricha Wilhelma von Gerstenberga (1737–1823), Jakoba M. Lenze (1751–1792) nebo Friedricha M. Klingera (1752–1831), podle jehož hry Sturm und Drang (1776, Bouře a vzdor)dostalo celé hnutí svůj název. n.

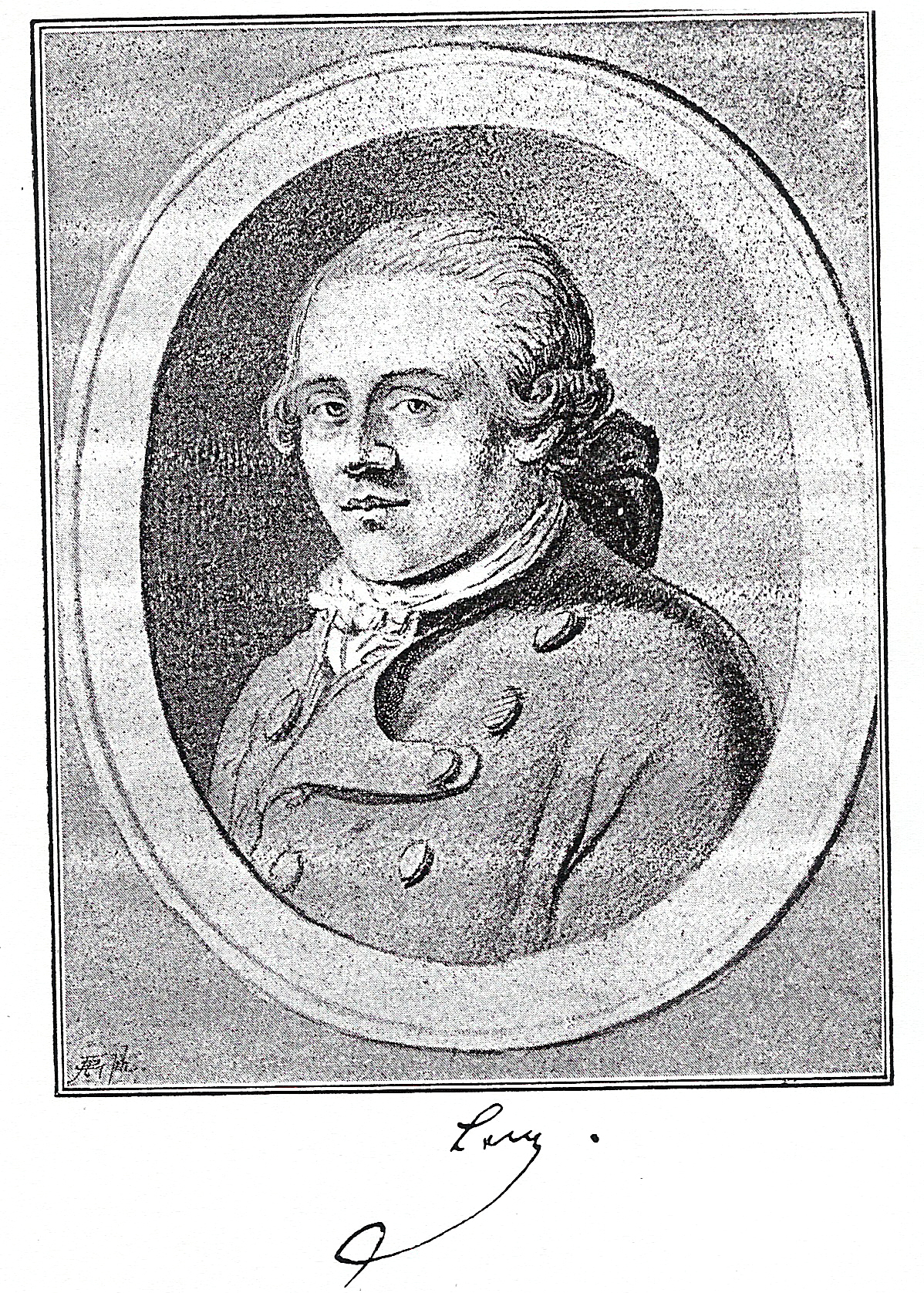
Jakob Michael Reinhold Lenz

V poezii se básníci hnutí Sturm und Drang přikláněli k volné tradici lidové tvorby, zejména písňové a baladické – např. balady Goethovy a Schillerovy nebo Lenora (1773, Lenore) Gottfrieda Augusta Bürgera (1747–1794). Nejmenšího významu dosáhlo hnutí Sturm und Drang na poli prózy, z níž vynikl pouze Goethův sentimentální román Utrpení mladého Werthera (1774, Die Leiden des jungen Werthers) a Bürgerův fantastický cestopis s pohádkovými motivy Baron Prášil (1786, Wunderbare Reisen zu Wasser und zu Lande: Feldzüge und lustige Abenteuer des Freiherrn von Münchhausen). Mimo hnutí stál tzv. básník hrůzy Christian Heinrich Spiess (1755–1799) původem německý ale v Čechách naturalizovaný pokračovatel anglického  gotického románu .
Hnutí Sturm und Drang končí nástupem tzv. německé klasiky, která představuje vyvrcholení německého preromantismu. Jde o zralá díla Johanna Wofganga Goetha, tj. především dvoudílný výchovný román Viléma Meistera léta učednická (1796, Wilhelm Meisters Lehrjahre) a Viléma Meistera léta tovaryšská (1821, Wilhelm Meisters Wanderjahre), psychologický román Spříznění volbou (1809, Die Wahlverwandtschaften) a zejména dvoudílná filozofická báseň v dramatické formě Faust (první díl 1806, druhý díl 1832), a básníka a dramatika Friedricha Schillera (1759–1805), mimo jiné autora básně Óda na radost (1785, An die Freude) a dramat Loupežníci (1781, Die Räuber), Úklady a láska (1784, Kabale und Liebe), Don Carlos (1787), Valdštejn (1799, Wallenstein, trilogie), Messinská nevěsta (1803, Die Braut von Messina), Vilém Tell (1804, Wilhelm Tell) a dalších. Kromě Goetha a Schillera se mezi autory německé klasiky řadí také Christoph Martin Wieland (1733–1813), autor rozsáhlého veršovaného eposu Oberon (1780), satirického díla Příběh Abdéřanů (1781, Geschichte der Abderitwen) a vývojového románu Osudy Agathonovy (1794, Geschichte des Agathon).

Němečtí preromantičtí spisovatelé
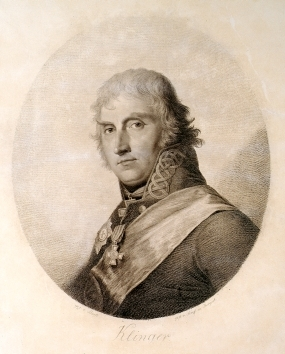
Friedrich Maxmilian Klinger
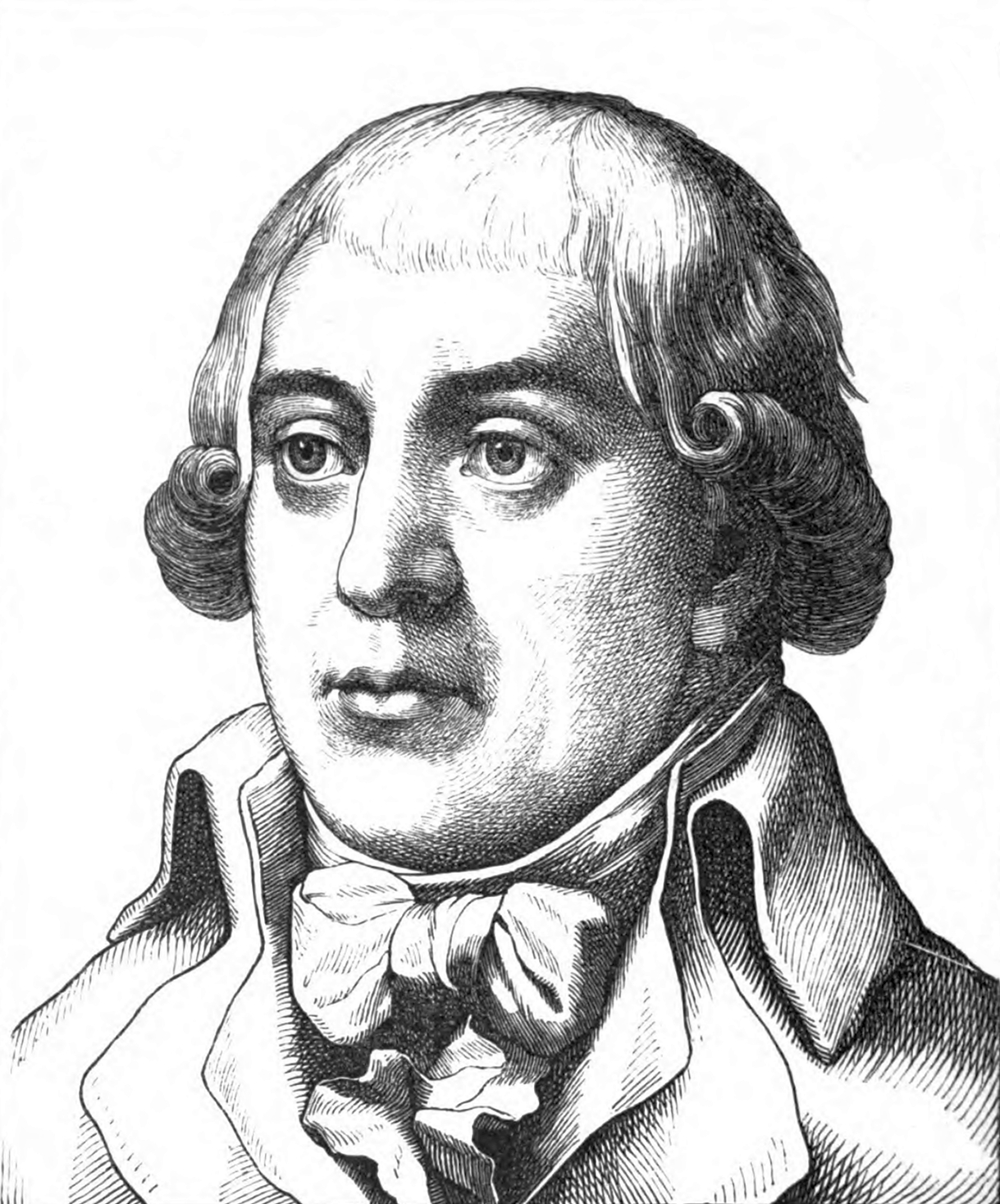
Gottfried August Bürger
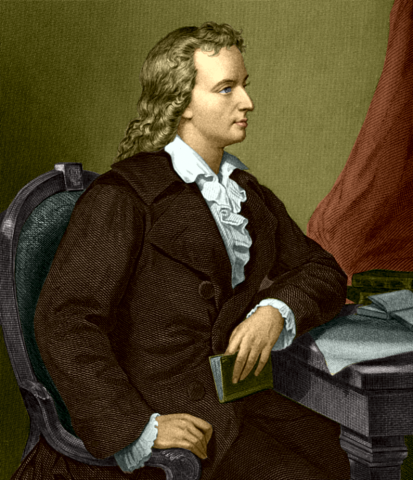
Friedrich Schiller
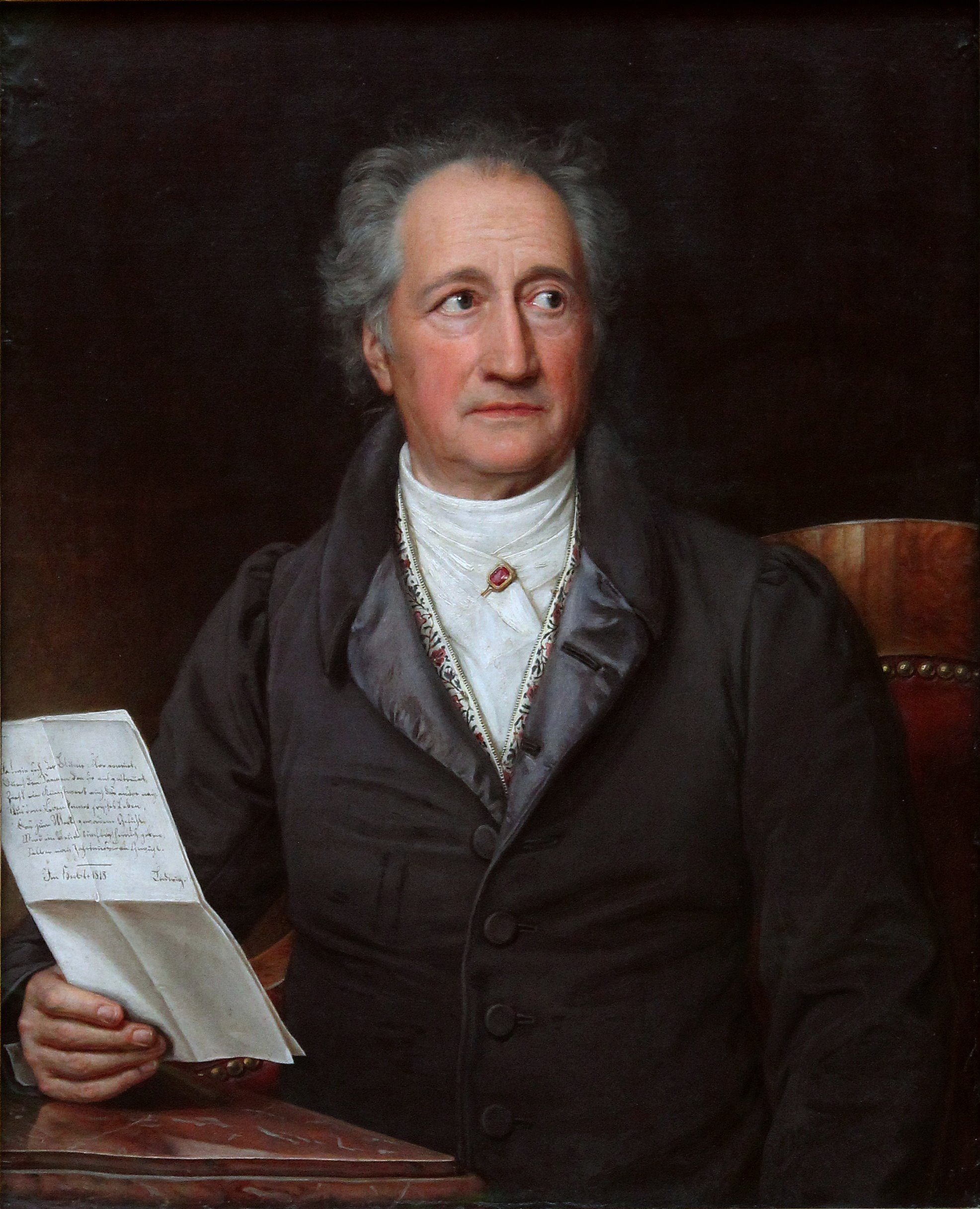
Johann Wolfgang Goethe
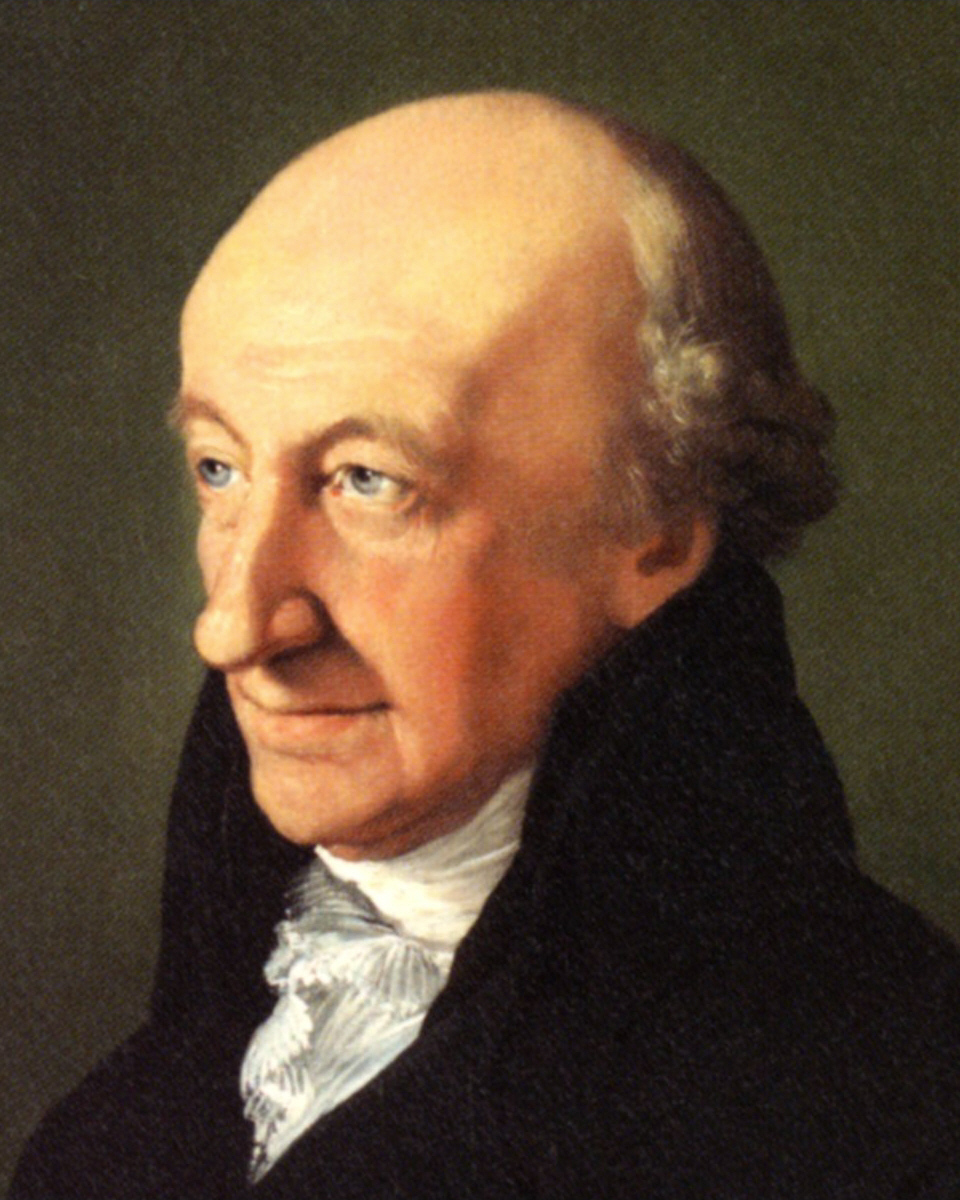
Christoph Martin Wieland

### Italská literatura
V italské literatuře se termín preromantismus nevžil tak silně jako například v anglické, francouzské nebo německé literatuře. Nebyl tak výrazný jako v těchto zemích, ale jeho vliv na formování italského romantismu a na rozvoj italské literatury byl nepochybně důležitý. K jeho představitelům lze řadit autory, kteří zdůrazňovali emocionální stránku lidského života a citové prožitky a považovali je za zdroj pravých morálních hodnot. 
Patří mezi ně:
- prozaik a dramatik Alessandro Verri (1741–1816), který ve svých románech evokujících starověké Řecko a Řím spojil klasicistický rámec s preromantickou citovostí.
- dramatik Vittorio Alfieri (1749–1803), stojící mezi osvícenským liberalismem a romantismem, v jehož strukturou klasicistních hrách jsou zobrazeny iracionální osobní konflikty autority a svobody.
- básník a dramatik Ippolito Pindemonte (1753–1828), jehož díla jsou sice klasicistní, ale plná preromantické senzibility.
- básník Vincenzo Monti (1754-1828), představitel neoklacissmu, který se ve své tvorbě inspiroval antickými vzory. Přikláněl se však také k citovějšímu vyjadřování.

K italským preromantikům je také často řazen iniciátor italského romantismu prozaik, básník, kritik a publicista Ugo Foscolo (1778–1827), z jehož díla je nejznámější román Poslední dopisy Jakuba Ortise (1798–1802, Ultime lettere di Jacopo Ortis), který je současně vlasteneckou elegií i psychologickou analýzou lásky.

Italští preromantičtí spisovatelé
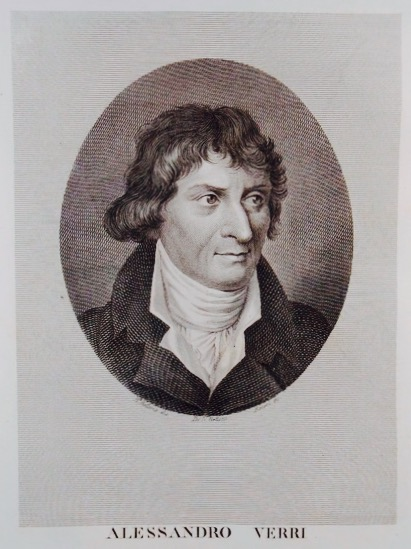
Aleesandro Verri
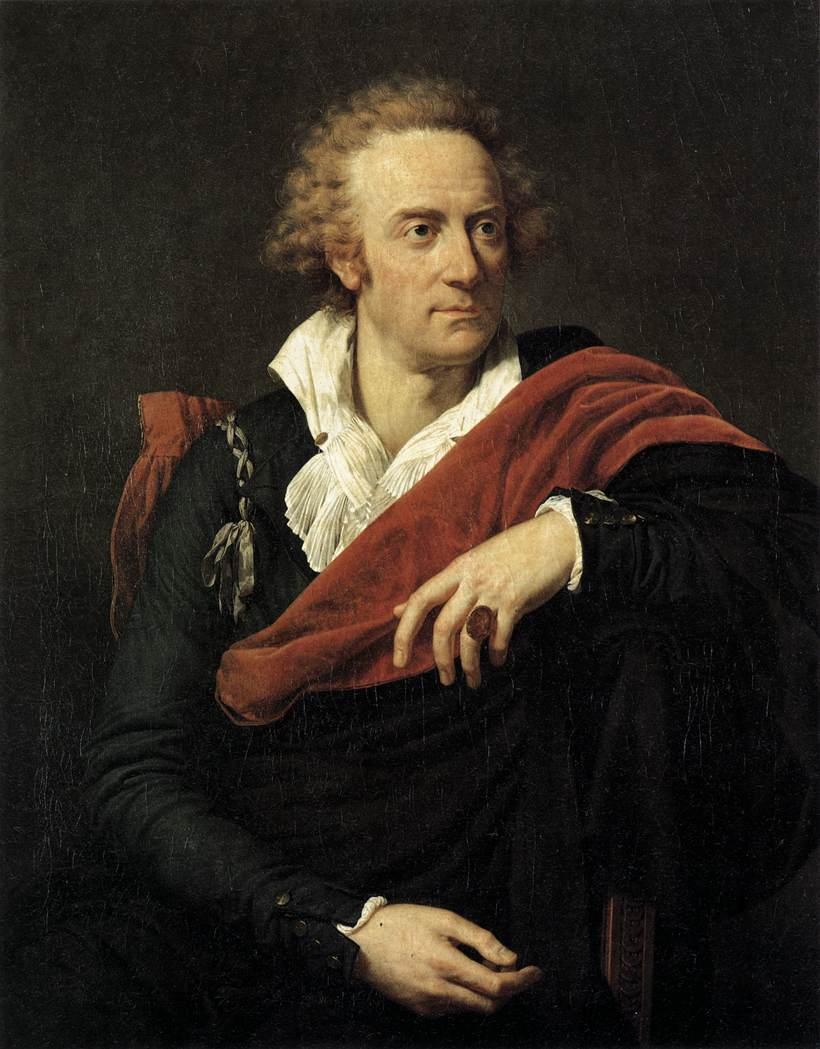
Vittorio Alfieri
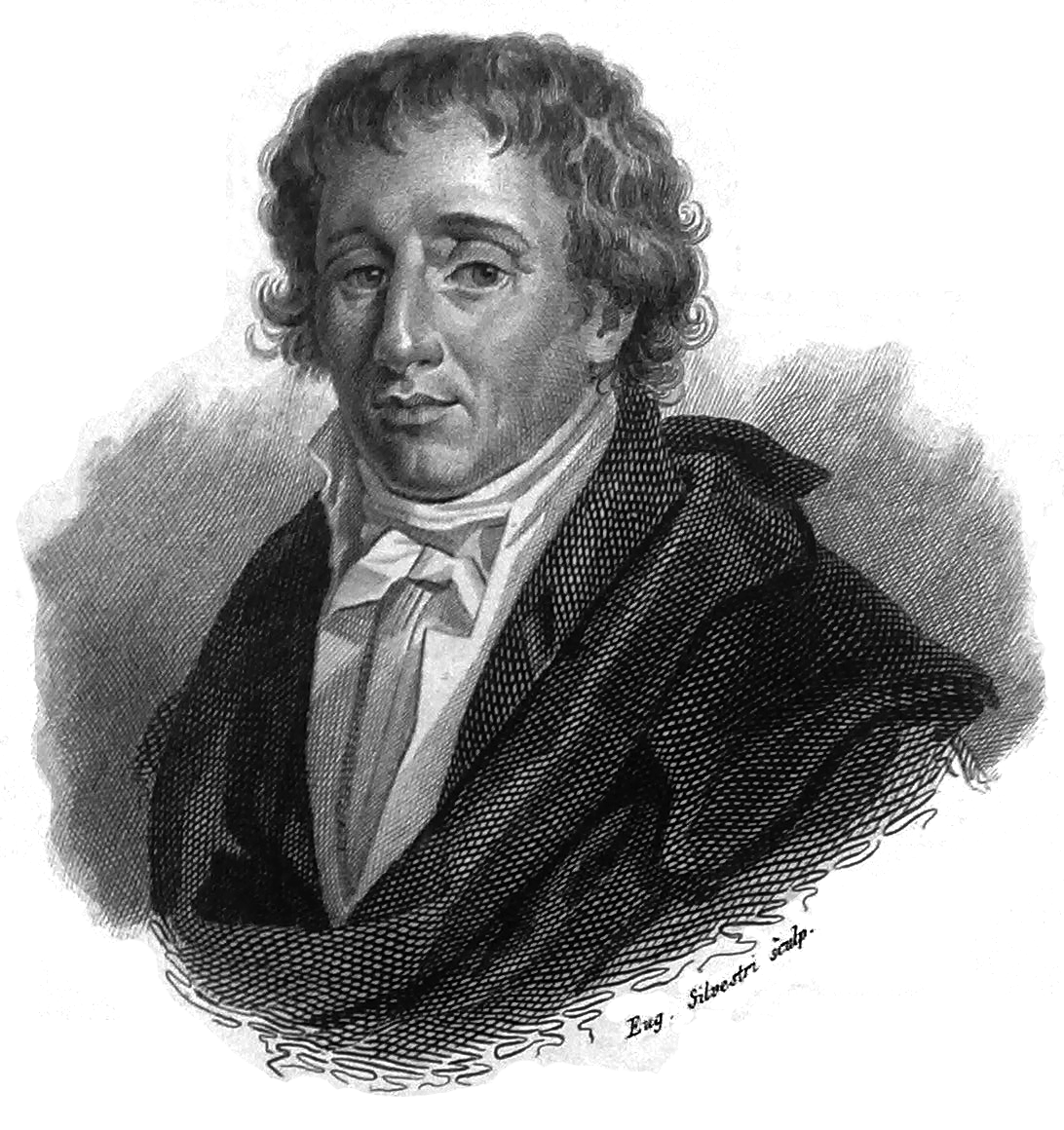
Ippolito Pindemonte
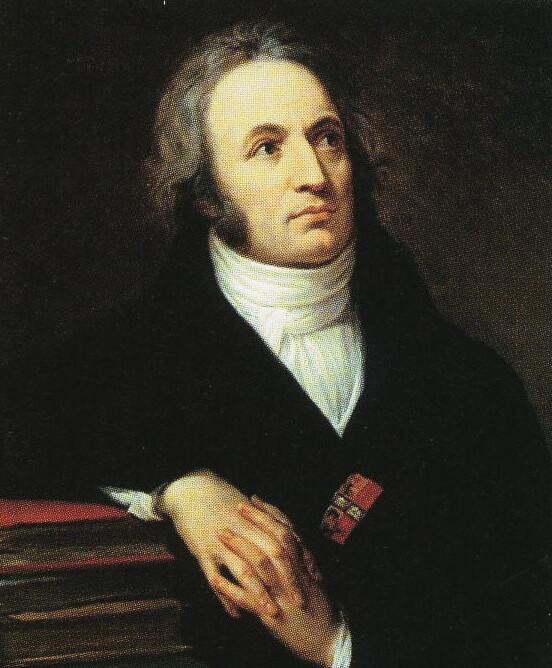
Vincenzo Monti
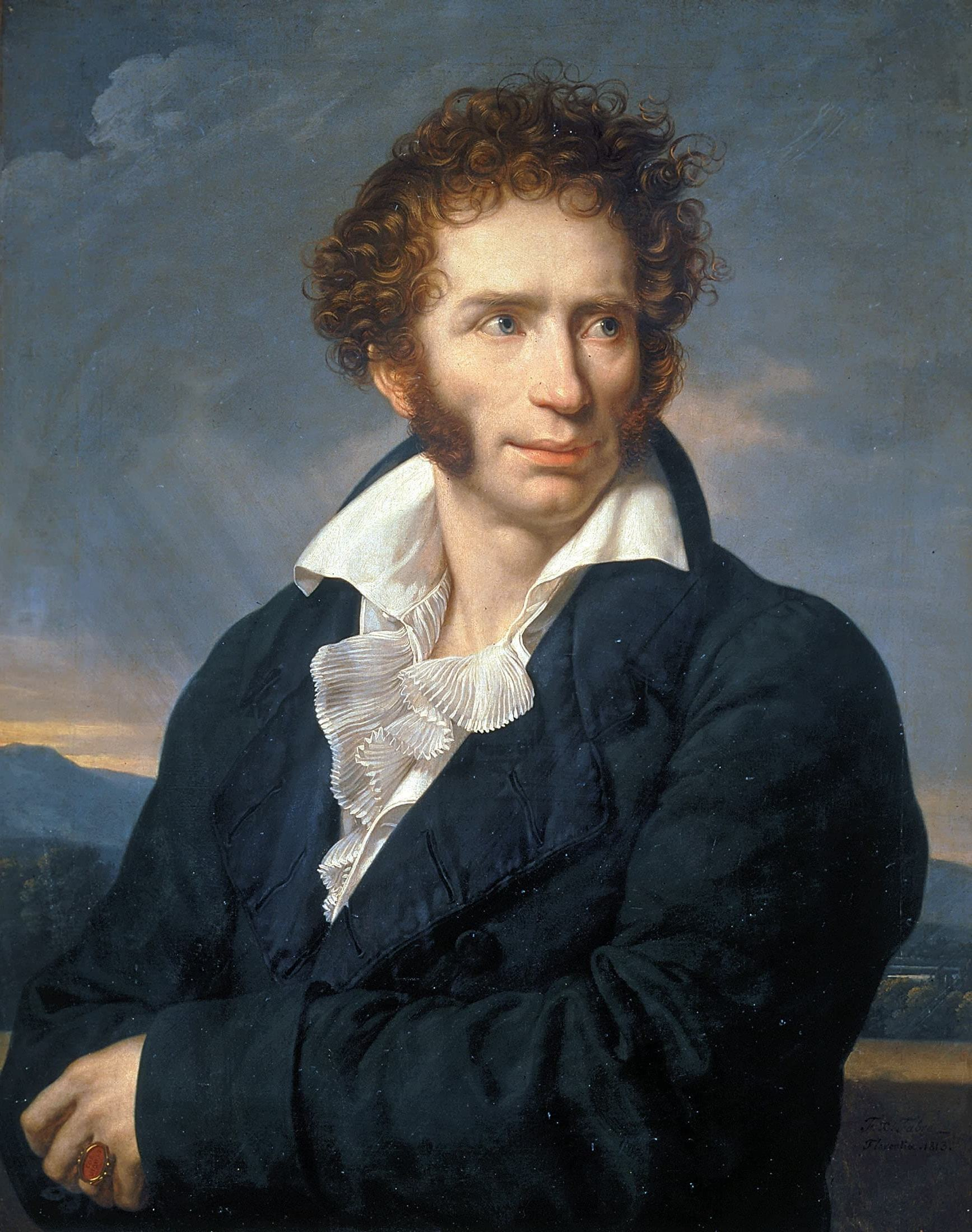
Ugo Foscolo

### Ruská literatura

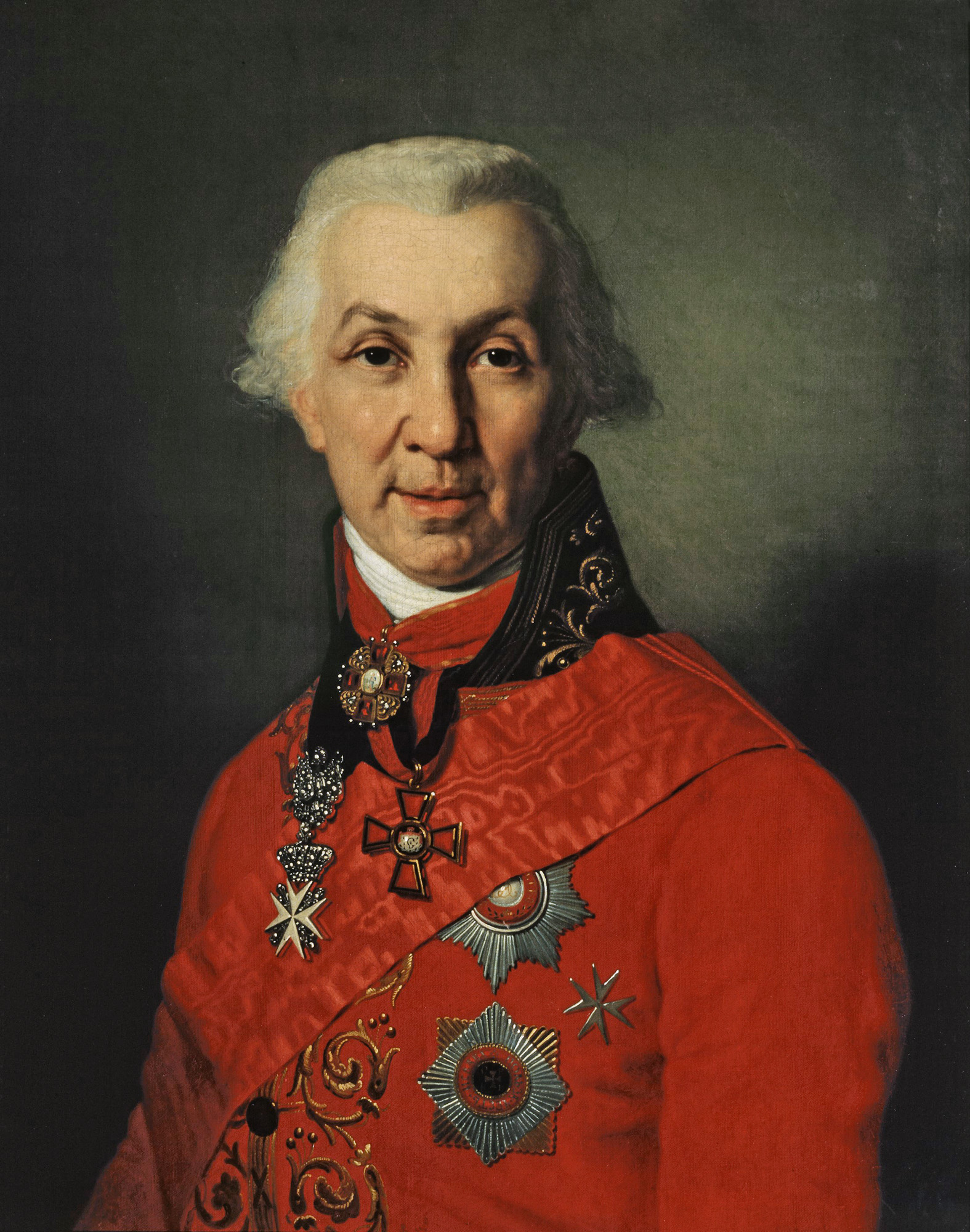
Gavrila Romanovič Děržavin

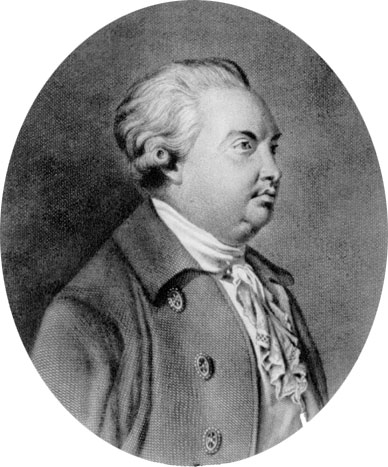
Denis Ivanovič Fonvizin

V ruské literatuře je možno za autory, kteří připravili přechod od klasicismu k romantismu považovat básníka Gavrilu Romanoviče Děržavina (1743–1816), který obohatil básnický jazyk o prvky lidové řeči, dramatika Denise Ivanoviče Fonvizina (1744–1792), který ve svých sociálně satirických komediích Brigadýr (1769, Бригадир) a Výrostek (1782 Недоросль) odsoudil nevolnictví a primitivnost venkovské šlechty, prozaika a sociálního kritika Alexandra Nikolajeviče Radiščeva (1749–1802), autora knihy Cesta z Petrohradu do Moskvy (1790, Путешествие из Петербурга в Москву) s drastickými obrazy ponižování nevolníků, autora bajek Ivana Andrejeviče Krylova (1769–1844), básníka a politika Ivana Ivanoviče Dmitrijeva (1760–1837), spisovatele, novináře a vydavatele Nikolaje Ivanoviče Novikova (1744–1818), dramatika Vladislava Alexandroviče Ozerova (1769–1816) a konečně spisovatele a historika Nikolaje Michajloviče Karamzina (1766–1826), tvůrce sentimentálních povídek, cestopisu Listy ruského cestovatele (1791, Письма русского путешественника), napsaného ve Sternově duchu, a rozsáhlých Dějin Říše ruské (1816–1829, История государства Российского), ve kterých zpracoval ruské dějiny do počátku 17. století.

Ruští preromantičtí spisovatelé
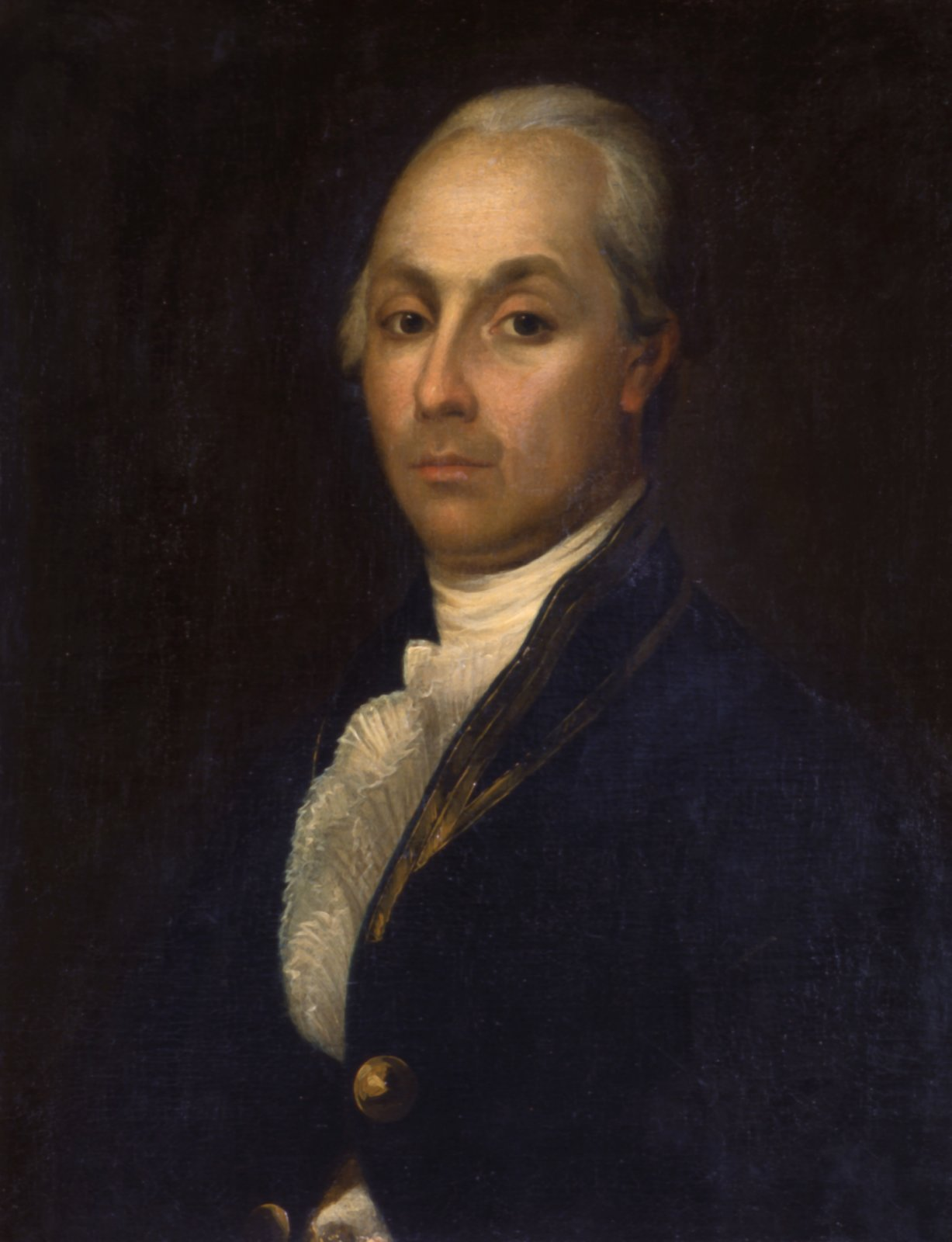
Alexandr Nikolajevič Radiščev
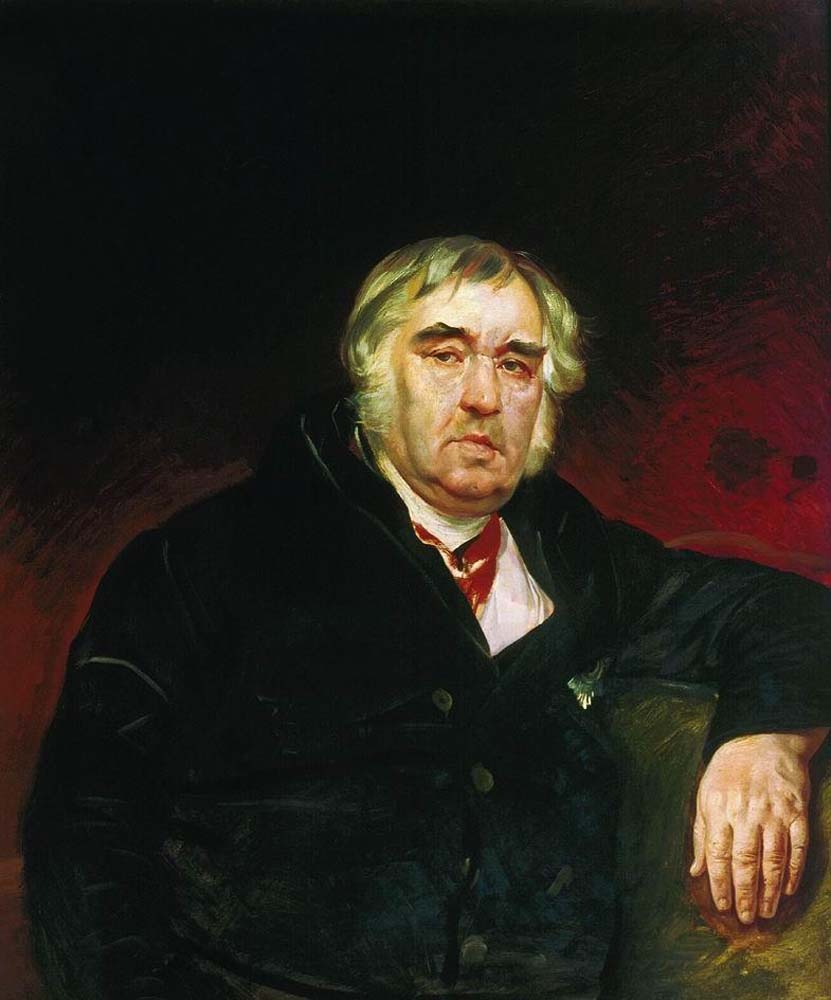
Ivan Andrejevič Krylov
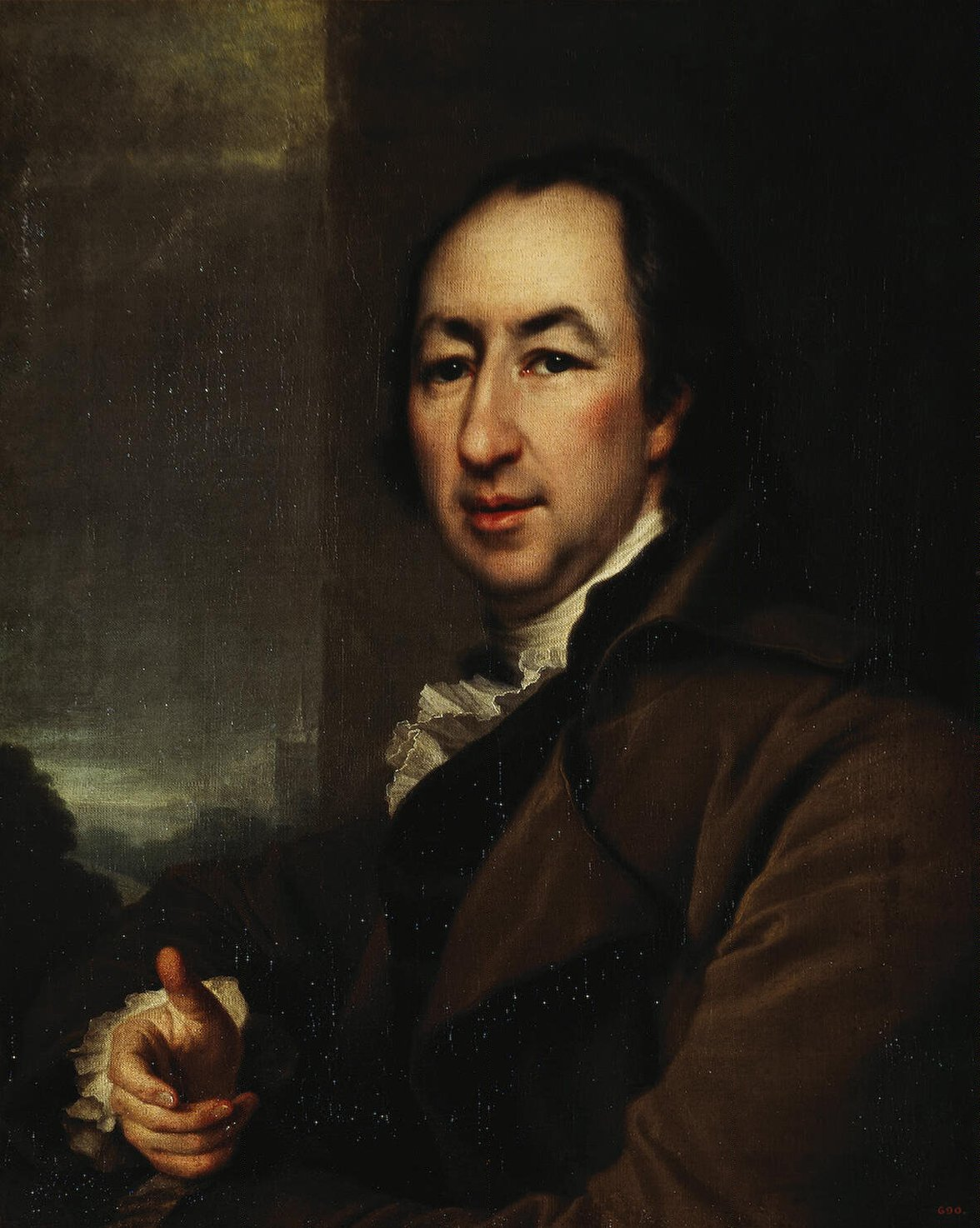
Nikolaj Ivanovič Novikov
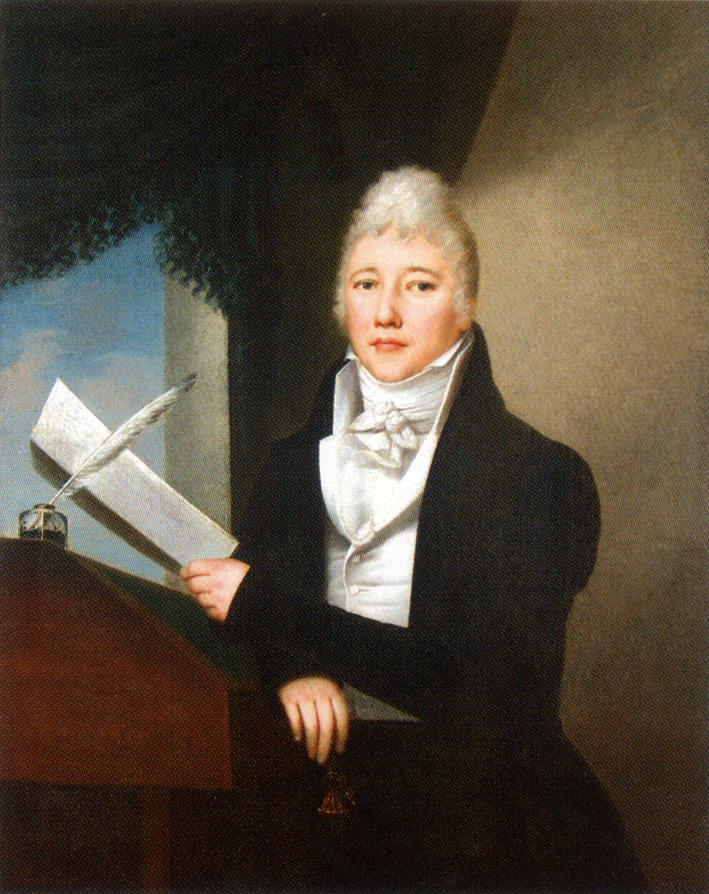
Vladislav Alexandrovič Ozerov
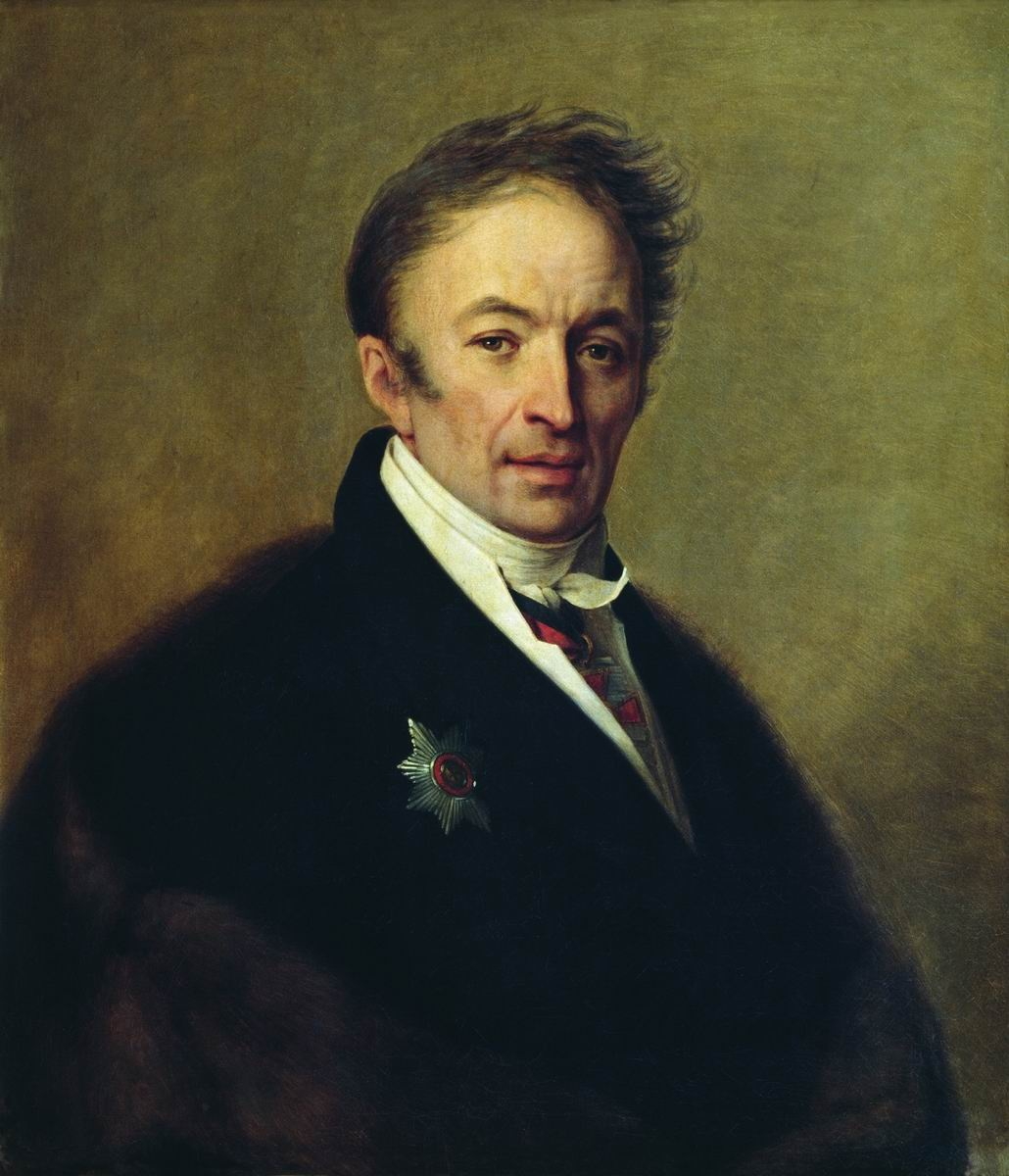
Nikolaj Michajlovič Karamzin

### Ukrajinská literatura

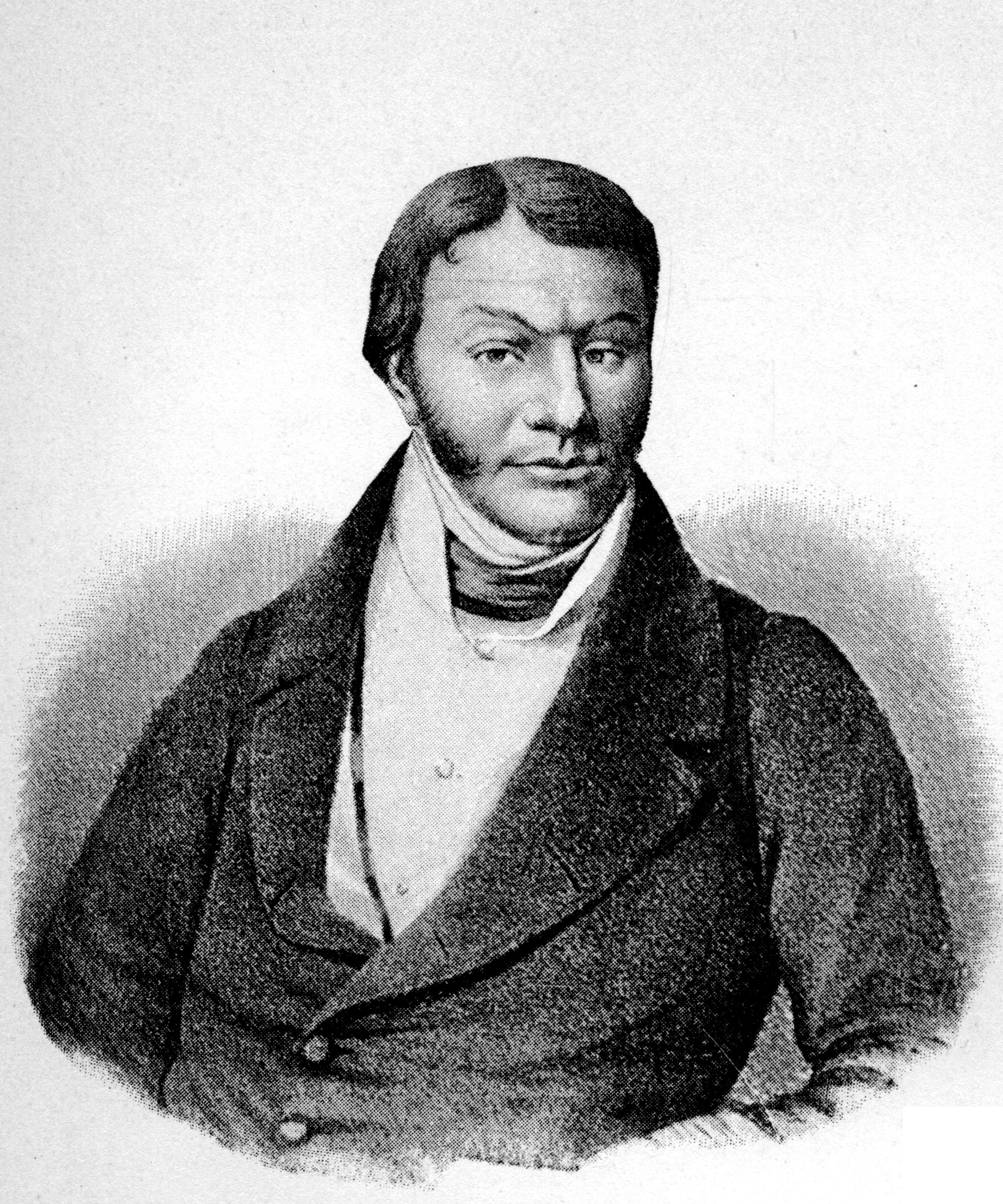
Kvitka-Osnovjanenko

Za otce ukrajinského sentimentalismu je považován Hryhorij Kvitka-Osnovjanenko (1778–1843), zakladatel umělecké prózy a žánru komedie v klasické ukrajinské literatuře. Byl první, kdo v ukrajinském jazyce upozornil na bohatý vnitřní svět prostého člověka a kdo ukázal, že i v ukrajinštině lze vyjádřit hluboké myšlenky a něžné city.

### Severské literatury

#### Dánská literatura
Preromantismus v dánské literatuře se začal rozvíjet v druhé polovině 18. století. Šlo o směr vyznačující se oproti racionálnímu osvícenství citovostí. Hlavním představitelem tohoto nového stylu byl Johannes Ewald (1743–1781), autor vášnivé osobní lyriky a dramat s náměty ze severské mytologie, a Charlotta Dorothea Biehlová (1731–1788), autorka prvních původních dánských divadelních her po Holbergovi, vyznačujících se sentimentálním a moralistním obsahem. 
Básník Jens Immanuel Baggesen (1764–1826) píšící pod vlivem Rousseaua a Sterna vytvořil lyricko-epický cestopis Labyrinthen (1792-1793, Labyrint), ve kterém popsal intelektuálního zrání jedince.
Citovost spolu s osvícenskými ideály přinesla koncem 18. století zájem o politické dění a o občanské svobody. Nadšení pro myšlenky francouzské revoluce a ostrou kritiku domácích poměrů vyjadřoval ve svých dílech z Dánska za trest vypovězený básník a dramatik Peter Andreas Heiberg (1758–1841).

Dánští preromantičtí spisovatelé
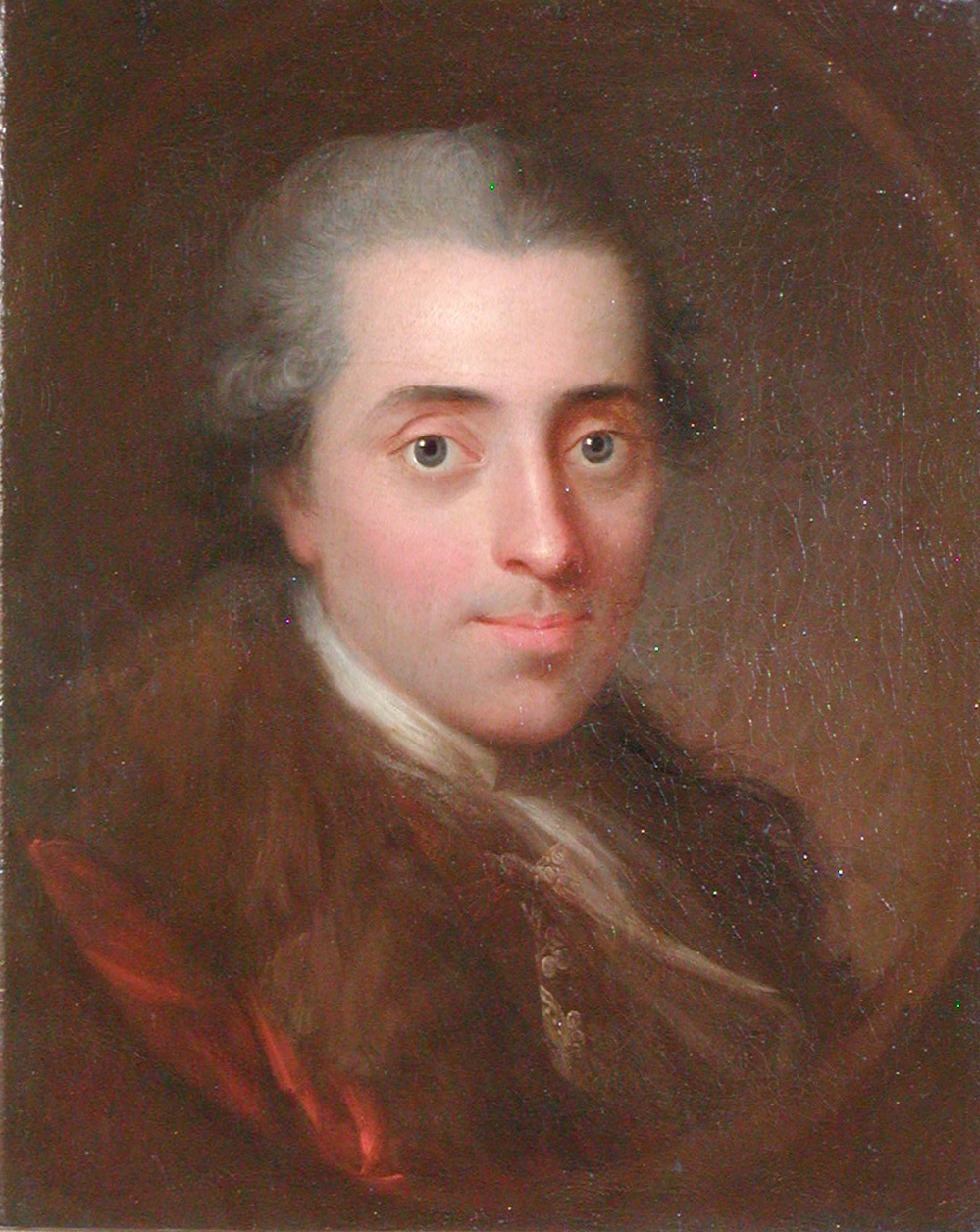
Johannes Ewald
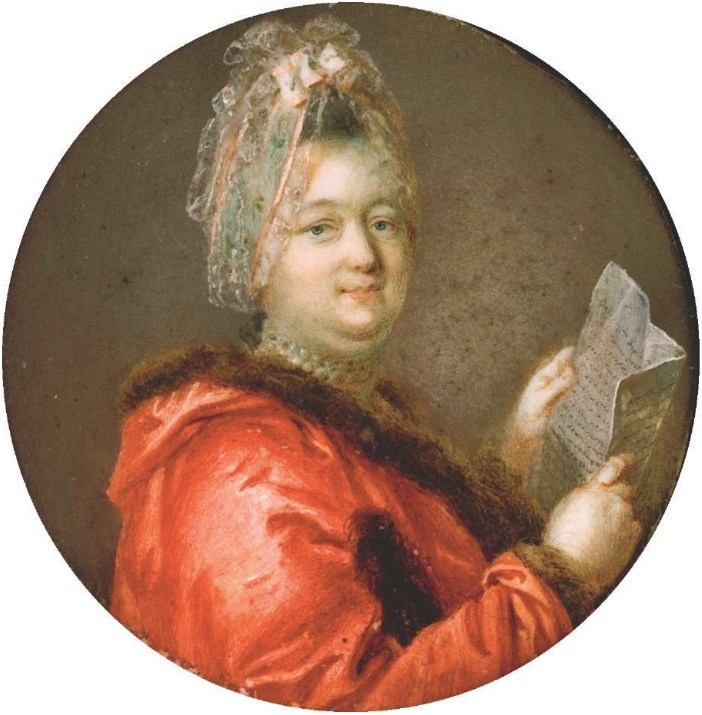
Charlotta Dorothea Biehlová
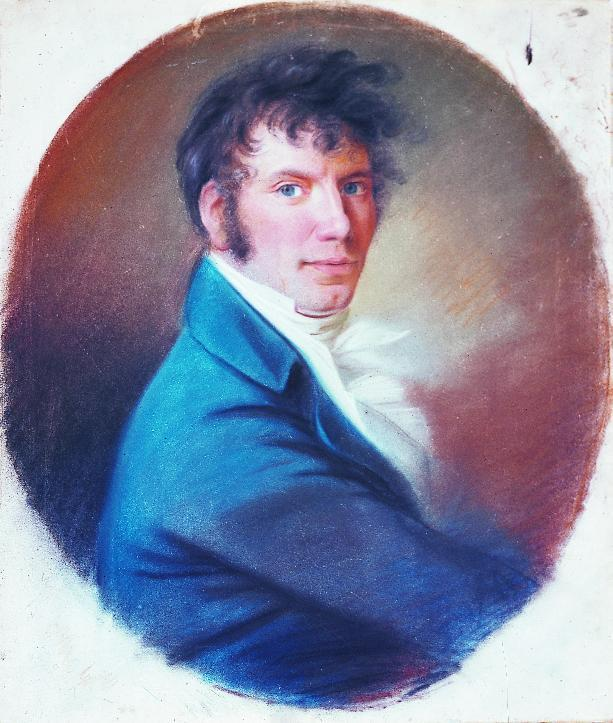
Jens Immanuel Baggesen
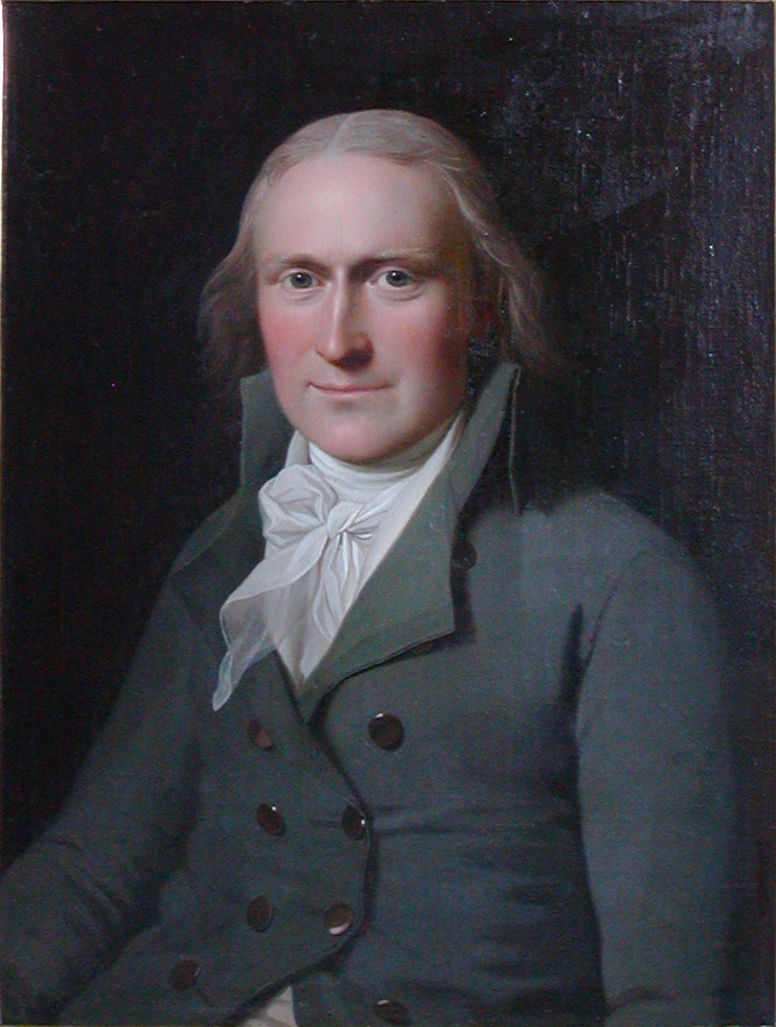
Peter Andreas Heiberg

#### Švédská literatura
Svým subjektivismem a směšováním žánrů předjímá romantismus jinak klasicistní básník Carl Michael Bellman (1740–1795). Mluvčím sentimentálních tendencí ve švédské literatuře byl Thomas Thorild (1759–1808), vystupující svou vírou ve vědu jako osvícenec a svými poetickými metodami a vzpourou proti literárním i společenským konvencím jako preromantický básník a prozaik. Básník a dramatik Bengt Lidner (1757-1793) kladl ve svých dílech důraz na emoce a na soucit s lidmi pronásledovanými osudem. Nástup romantismu ve Švédsku předznamenává svou intimní lyrikou švédsko-finský duchovní a básník  Frans Michael Franzén (1772–1847).

Švédští preromatičtí spisovatelé
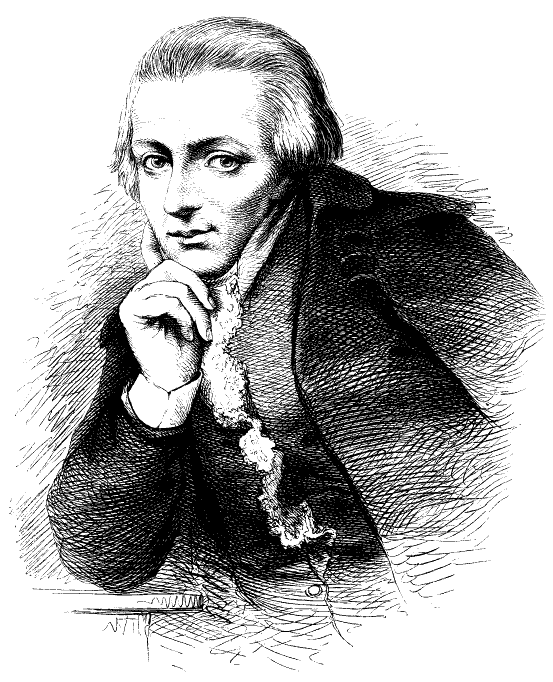
Carl Michael Bellman
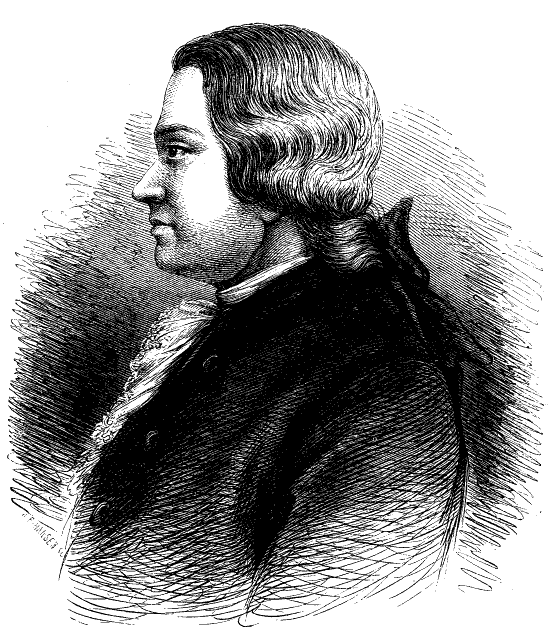
Thomas Thorild
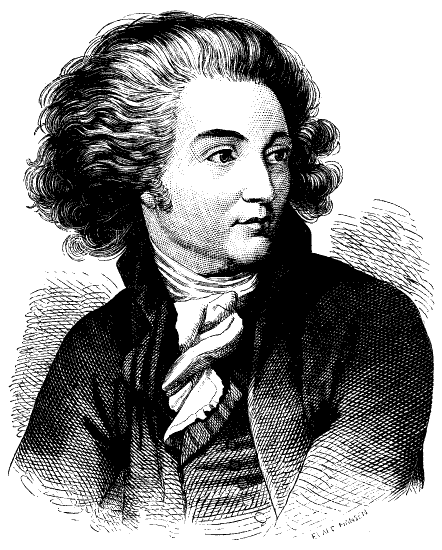
Bengt Lidner
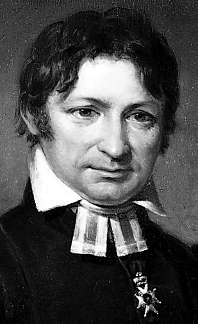
Frans Michael Franzén

### Pobaltské literatury

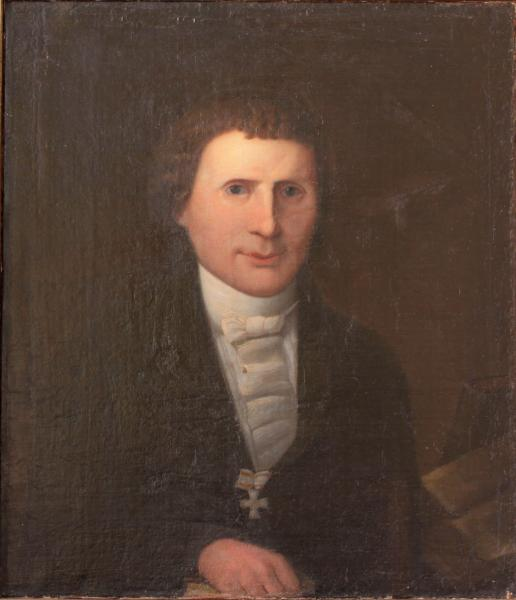
Ludwig Rhesa

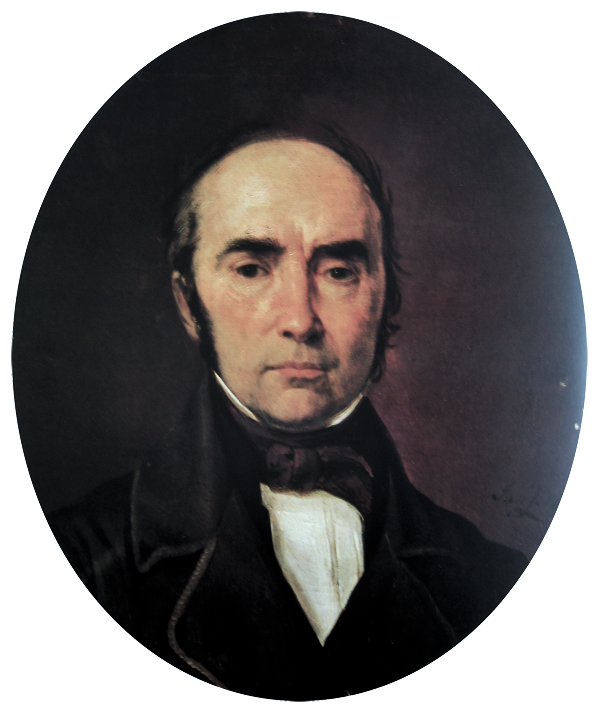
Simonas Daukantas

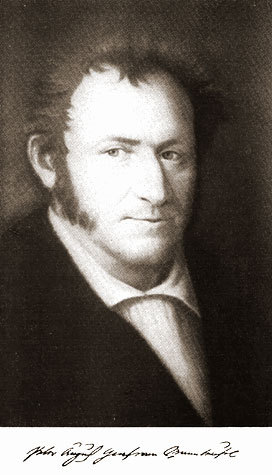
Peter August Friedrich von Manteuffel

V literaturách pobaltských národů (Lotyši, Litevci a Estonci) je preromantismus spojen s počátky jejich národního obrození a projevuje se především jako tendence v rámci osvícenství v zájmu o lidovou kulturu.

#### Litevská literatura
Litevský národ žil na počátku 19. století na území tří států. Nejvíce Litevců tehdy žilo v Ruském impériu a další obývali Kongresové Polsko a území ve Východním Prusku tradičně nazývané Malá Litva. Díky tomu byli Litevci vystaveni silné rusifikaci, polonizaci a germanizaci, takže litevština byla v této době pouze jazykem lidových vrstev. 
Na bohatství litevské poezie upozornil evropskou veřejnost především pruský profesor litevského původu Ludwig Rhesa (1776–1840), když v roce 1818 vydal v Královci básnickou sbírku Roční doby (Metai), dílo prvního velkého litevského básníka Kristijonase Donelaitise (1714–1780) a o sedm let později v litevštině a v německém překladu sbírku Dainy aneb litevské lidové písně (1825, Dainos oder Litthauische Volkslieder). Za lidového pěvce, který navázal na tradice lidové slovesnosti a položil základy litevské lyrické poezii je považován katolický kněz Antanas Strazdas (1760-1833). 
Zvýšený zájem o litevský jazyk a kulturu je v této době spojen s univerzitou ve Vilniusu a se Žemiatskem, odkud pocházela většina významných představitelů litevského národního obrození, jako byli Dionizas Poška (1764–1830), Silvestras Valiūnas (1789–1831) Simonas Daukantas (1793–1864) nebo Simonas Stanevičius (1799–1848).

#### Estonská literatura
V Estonsku se o rozvoj estonského jazyka zasloužili především pastor Otto Wilhelm Masing (1753–1832), původem německý hrabě Peter August Friedrich von Manteuffel (1768–1842) a učitel Jaan Suve (1777-1851), vlastním jménem Johann Friedrich Sommer. Hlavní proud estonského národního obrození je však již spojen s romantismem.

#### Lotyšská literatura
V Lotyšsku se o rozvoj národní literatury zasloužili nejprve německy píšící luteránští pastoři, jako byl osvícenec Gotthard Friedrich Stender (1714-1796). Další německy píšící autor Garlieb Merkel (1760-1850) se pod vlivem Johanna Gottfrieda Herdera otevřeně postavil na stranu utlačovaných pobaltských národů. Na ně navázali první spisovatelé lotyšské národnosti, tzv. starolotyši (veclatvieši), kteří chtěli své německé předchůdce napodobit a vyrovnat se jim. Patří mezi ně slepý básník Neredzīgais Indriķis, tj. Slepý Jindřich (1783–1828), dále Ansis Līventāls (1803–1878) nebo Jānis Ruģēns (1817–1876). 

Lotyšští preromantičtí spisovatelé
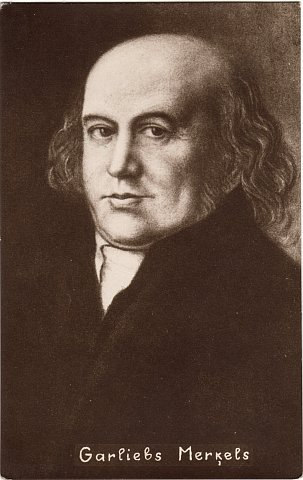
Garlieb Merkel
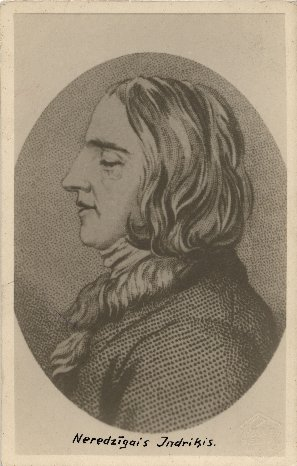
Neredzīgais Indriķis
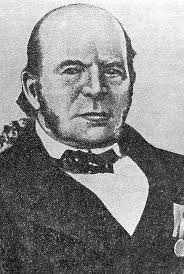
Ansis Līventāls
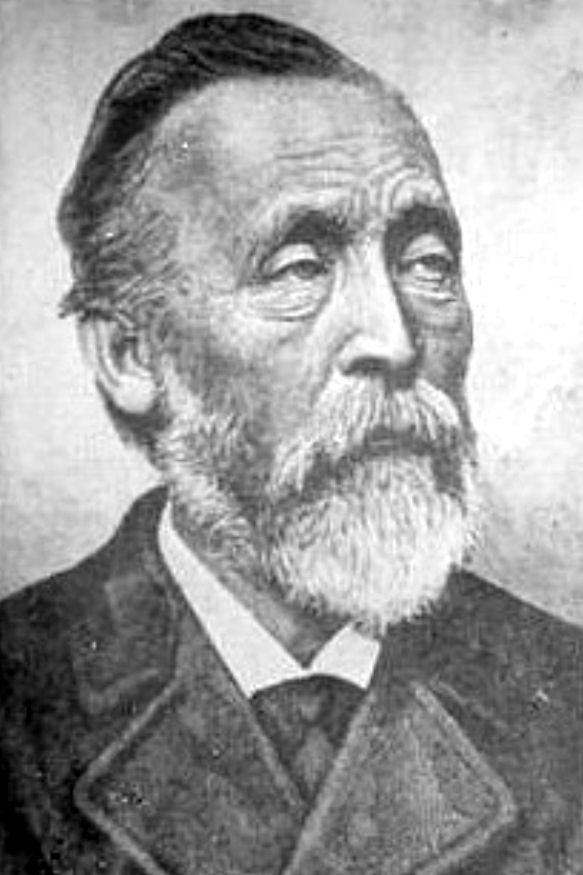
Jānis Ruģēns

### Polská literatura

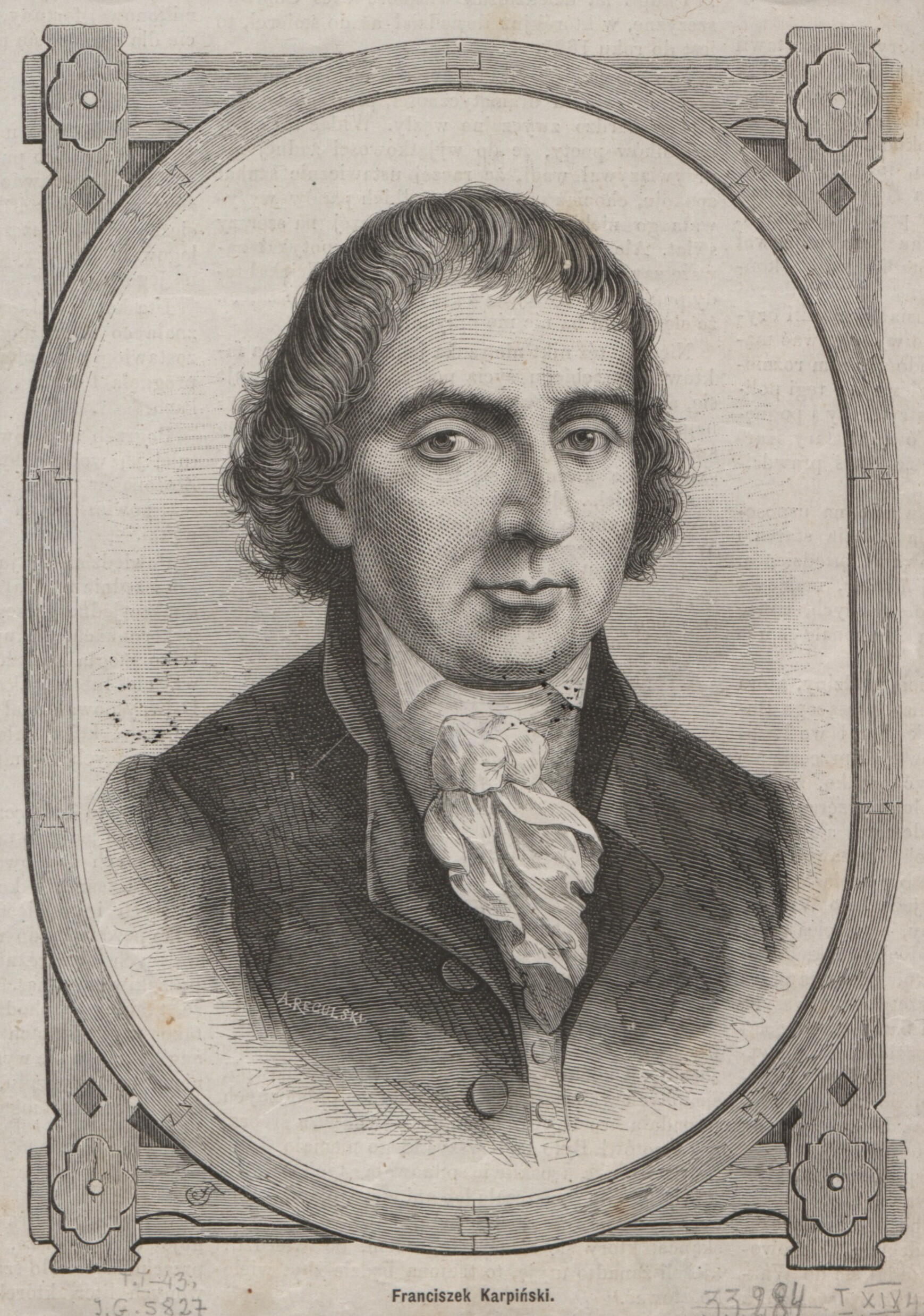
Franciszek Karpiński

Vznik preromantismu v Polsku je spojen se jménem představitele polského osvícenství, jazykovědce a mecenáše umění, knížete Adama Kazimierze Czartoryskáho (1733–1823), z jehož sídla v Puławách se stalo významné kulturní centrum. Přímo zde v určité etapě svého života působili básník Franciszek Karpiński (1741–1825), první a hlavní představitel polského preromantismu, který do polské poezie vnesl svět prostého člověka s touhou po svobodě, rousseaovskou nechuť k městu, oslavu venkovského způsobu života a inspiraci lidovou písní, básník, dramatik a překladatel Franciszek Dionizy Kniaźnin (1750–1807) a básník, dramatik a romanopisec Julian Ursyn Niemcewicz (1757–1841).
Pulavskéu dvoru byli velmi blízcí osobním stykem katolický kněz a básník Franciszek Zabłocki (1752–1821) a primas Polského království a básník Jan Paweł Woronicz (1757–1829).
Z dalších autorů lze jmenovat jednoho z nejoriginálnějších spisovatelů své doby, polského vědce, literáta, cestovatele a politika Jana Potockého (1761–1815), známého dnes především jako autora původně francouzsky napsaného románu Rukopis nalezený v Zaragoze (Le Manuscrit trouvé à Saragosse, polsky Rękopis znaleziony w Saragossie), který poprvé vyšel v celku až v roce 1847 v polském překladu v Lipsku a ve kterém Potocki jako první zpracoval upírské téma v beletrii. Jde o velmi zvláštní dílo vystavěné podle vzoru Pohádek tisíce a jedné noci, kdy základní rámcový příběh je prokládán jinými, v nichž jsou vloženy ještě další a v nich zase jiné. V těchto epizodách se pak střídají různé druhy výpravné prózy s rytířskými, dobrodružnými, fantastickými i komickými náměty.

Polští preromantičtí spisovatelé
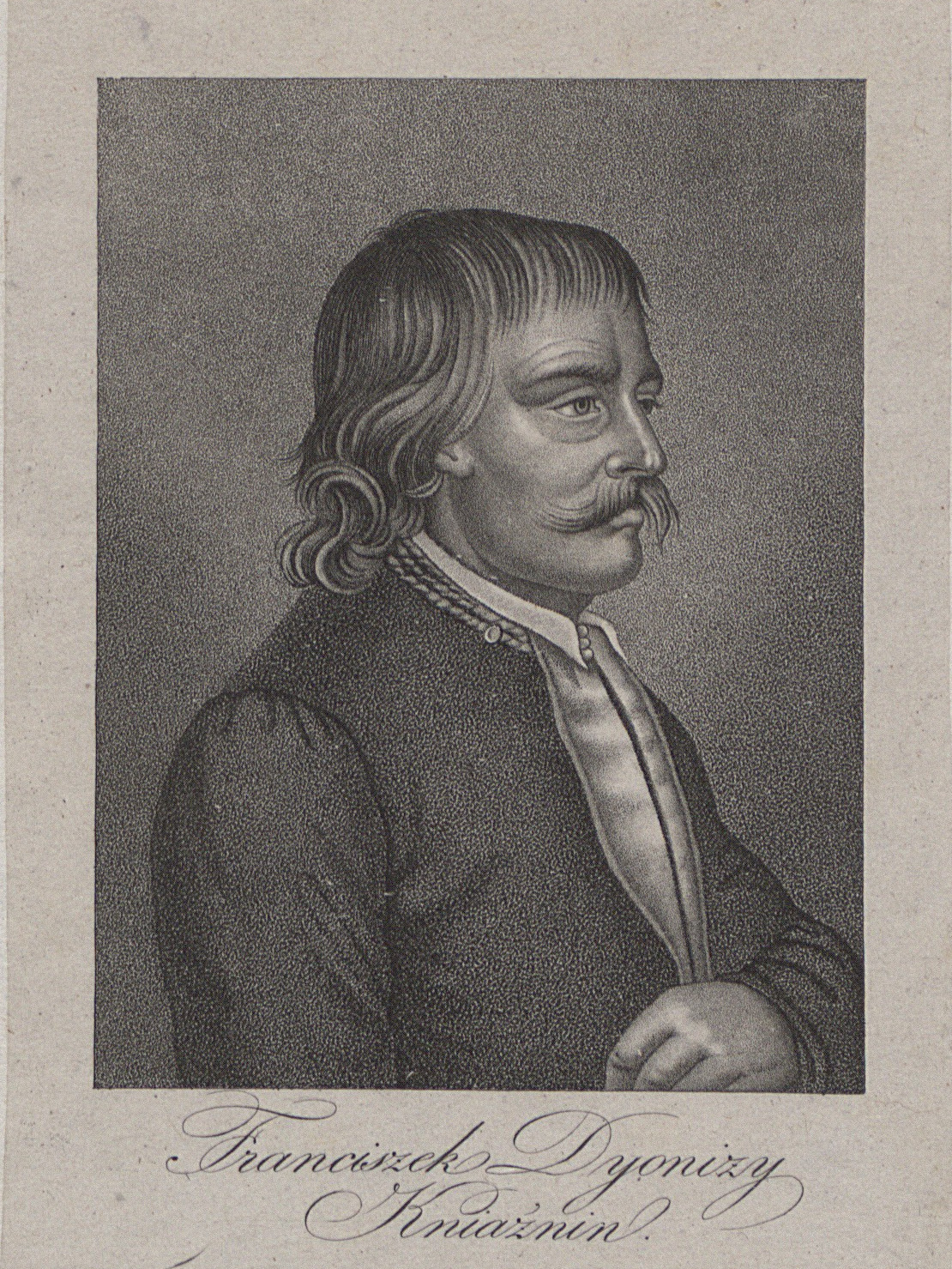
Franciszek Dionizy Kniaźnin
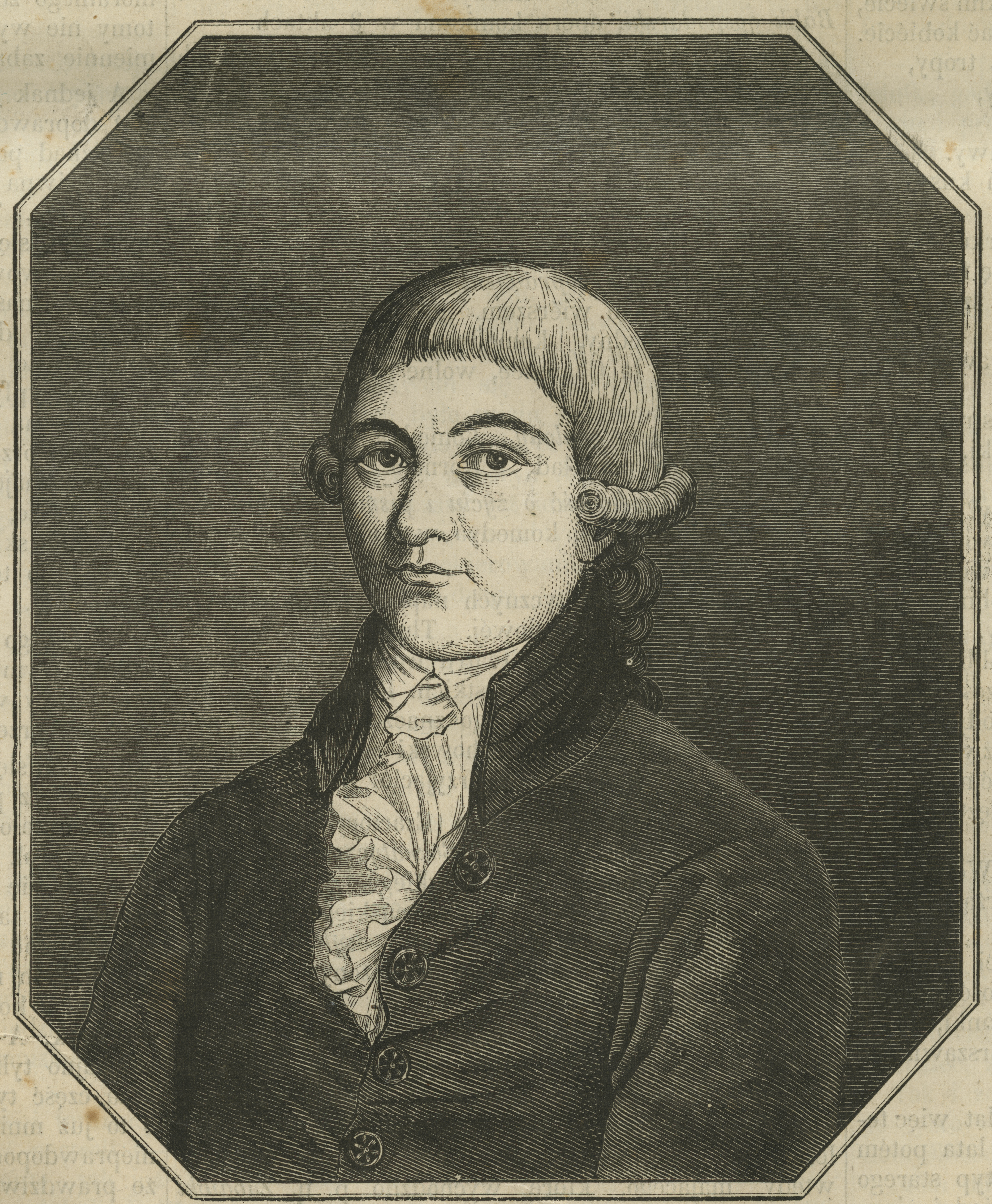
Franciszek Zabłocki
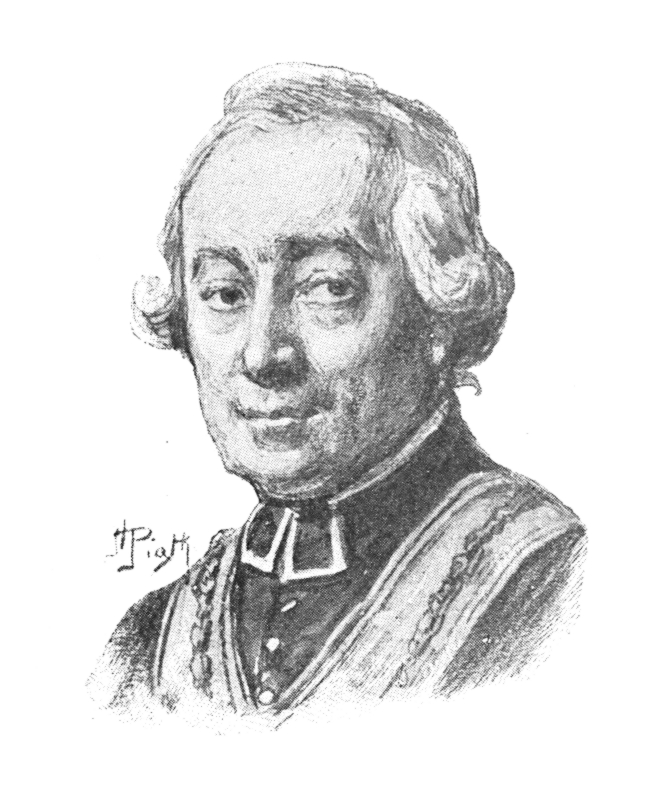
Jan Paweł Woronicz
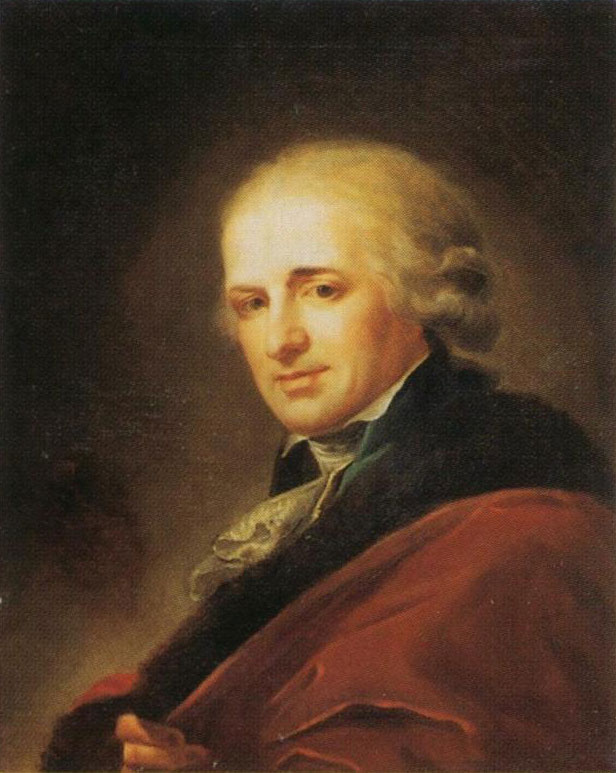
Julian Ursyn Niemcewicz
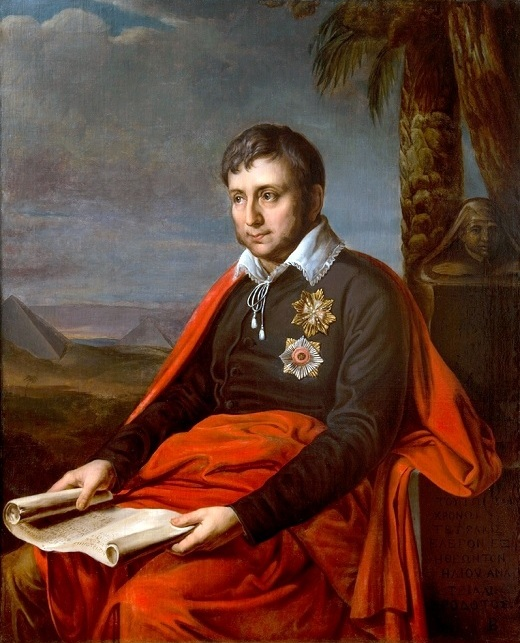
Jan Potocki

### Maďarská literatura

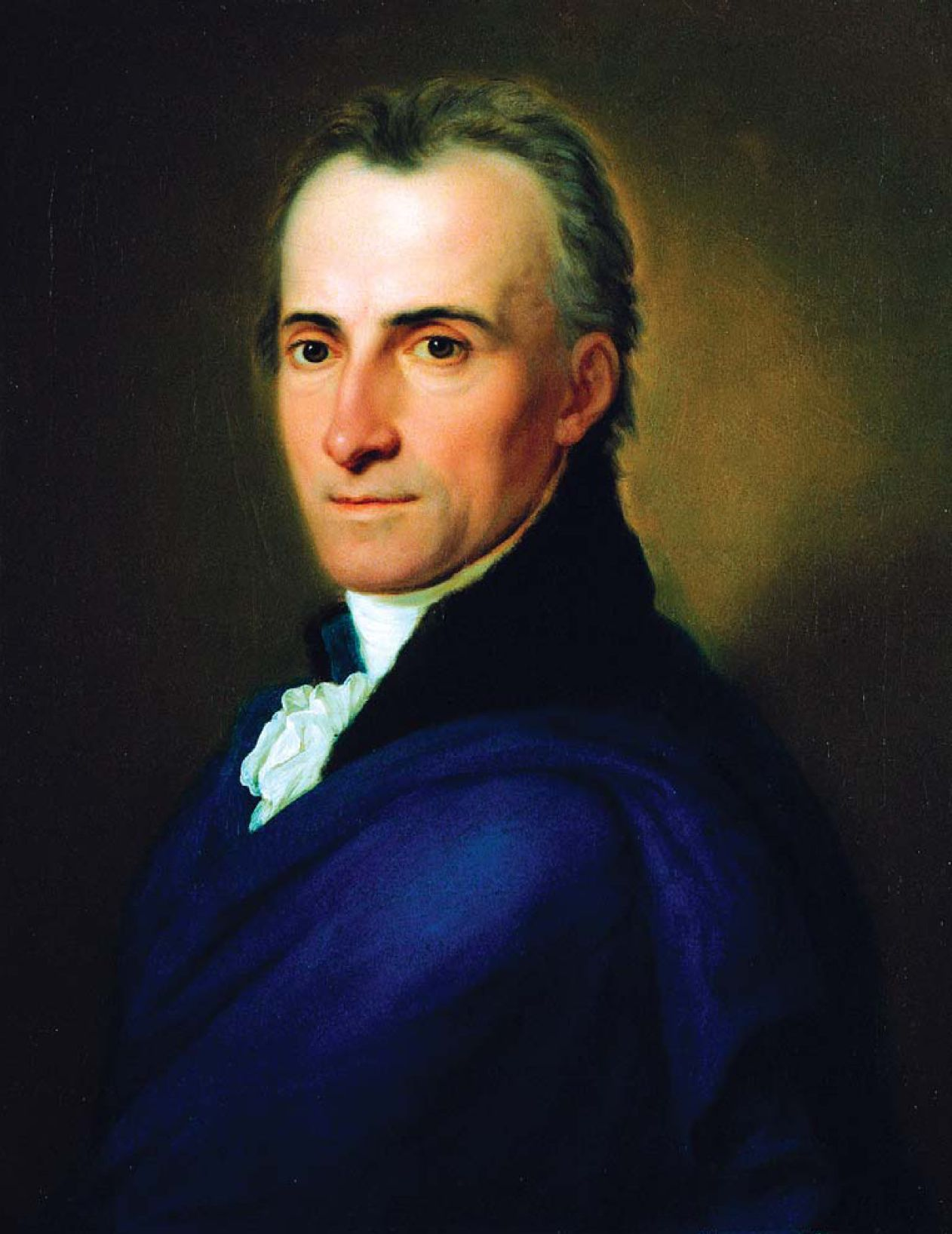
Ferenc Kazinczy

Největší vliv na maďarskou literaturu konce 18. a začátku 19. století měl organizátor maďarského literárního života a jeho ústřední postava, spisovatel, překladatel a představitel hnutí za obnovu maďarštiny Ferenc Kazinczy (1759–1831). Byl sice stoupenec klasicismu a racionalismu, ale svou překladatelskou činností přinášel do Uher díla preromantických autorů. Přeložil mimo jiné Lessinga, Herdera, Wielanda, Goethea, Rousseaua nebo Sterna.
Z tohoto podhoubí vyrostli průkopníci maďarského preromantismu, básníci Pál Ányos (1756–1784), László Szentjóbi Szabó (1767–1795) a Gábor Dayka (1769–1796). Za nejvýznamnějšího představitele maďarské sentimentální prózy je pak považován József Kármán (1769–1795), autor románu v dopisech Fannin odkaz (1794–1795, Fanni hagyományai).

Maďarští preromantičtí spisovatelé
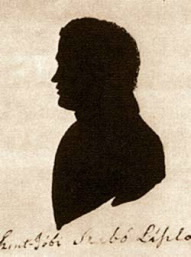
László Szentjóbi Szabó
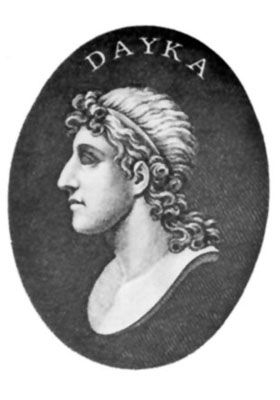
Gábor Dayka
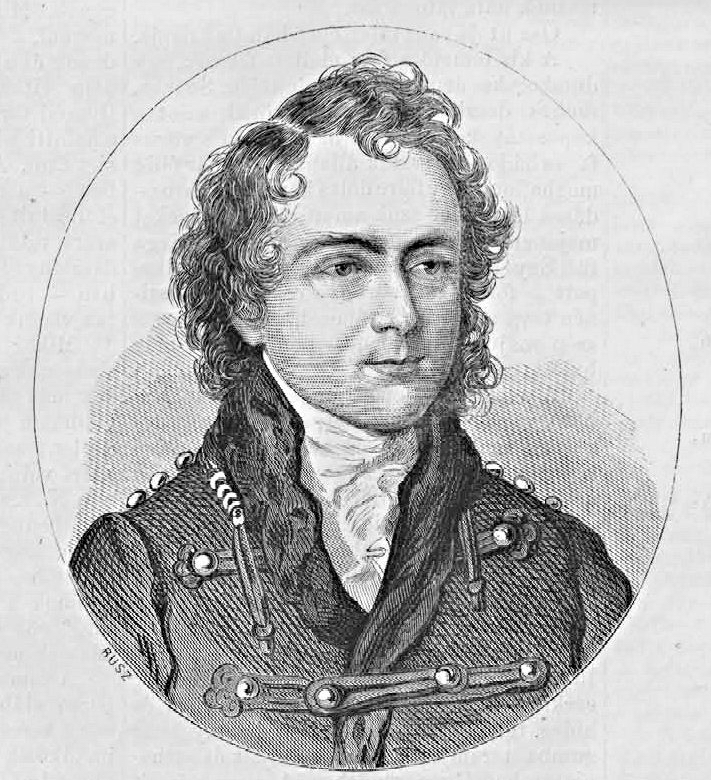
József Kármán

### Španělská literatura

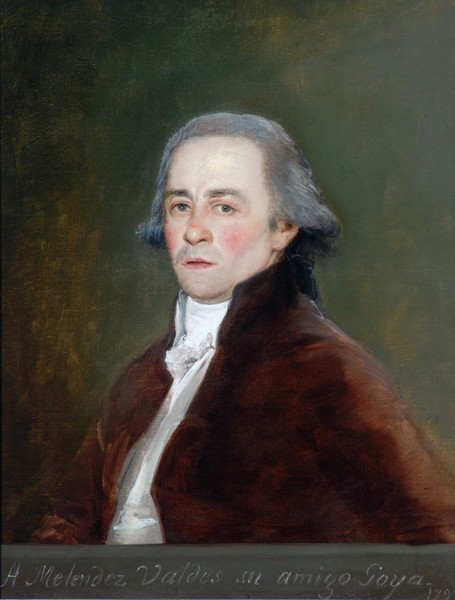
Juan Meléndez Valdés

Počátky preromantismu ve španělské literatuře je možno najít již v tzv. salamanské škole, skupiny básníků soustředěných kolem Univerzity v Salamance, jejímž vrcholným představitelem byl Juan Meléndez Valdés (1754–1817). Jejich počínající preromantické cítění však neznamená roztržku s klasicismem. Jejich díla jsou formou klasicistní, objevují se však v nich individualistické postoje, zdůrazňování citu a přírody jako místa, kde se může člověk osvobodit od městských konvencí a předsudků.
Na salamanskou školu měli velký vliv básníci a dramatici Gaspar Melchor de Jovellanos (1744–1811), jehož meditativní básně jsou poznamenány mírným sentimentalismem a melancholii, a José Cadalso (1741–1852), autor sbírky Truchlivé noci (Noches lúgubres) napsané po smrti jeho mladé milenky roku 1771, které se vyznačují tak hlubokou melancholií a rozbouřenou vášnivostí, že je lze považovat již za romantické dílo.
Na Valdése, Cadalse a Jovellanose pak navázala nová generace básníků, kterým přestaly vyhovovat přísné klasicistní formy:
- Nicasio Álvarez de Cienfuegos (1764–1809), autor poezie, ve které se objevují projevy subjektivního utrpení a chmurného a rozjitřeného sentimentalismu.
- Manuel José Quintana (1772–1857), jehož vlastenecká poezie se zabývá svobodou a ideou pokroku,
- Juan Nicasio Gallego (1777–1853), jehož elegie vynikají básnickou hloubkou a vřelostí citu.

Španělští preromantičtí spisovatelé
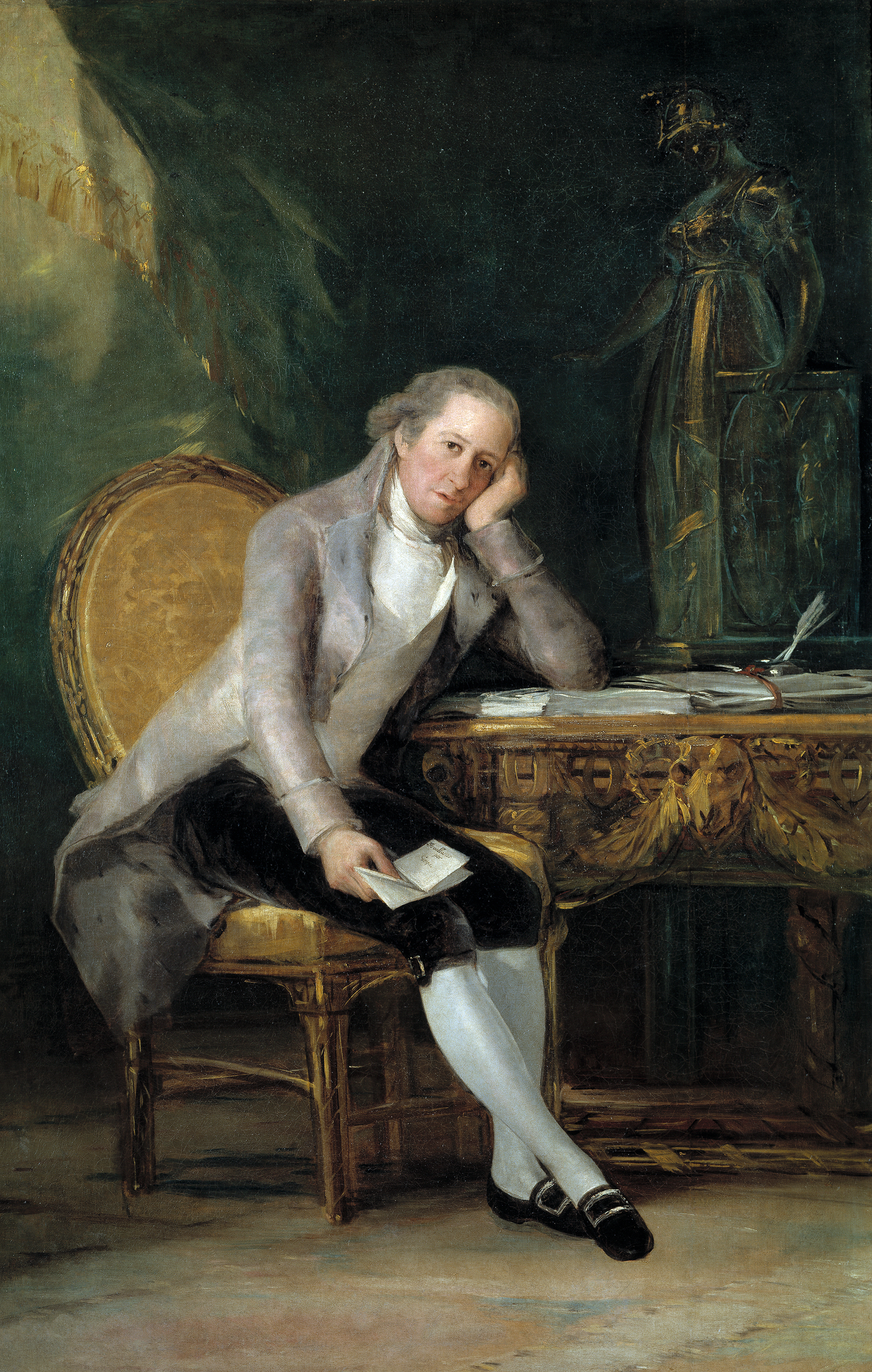
Gaspar Melchor de Jovellanos
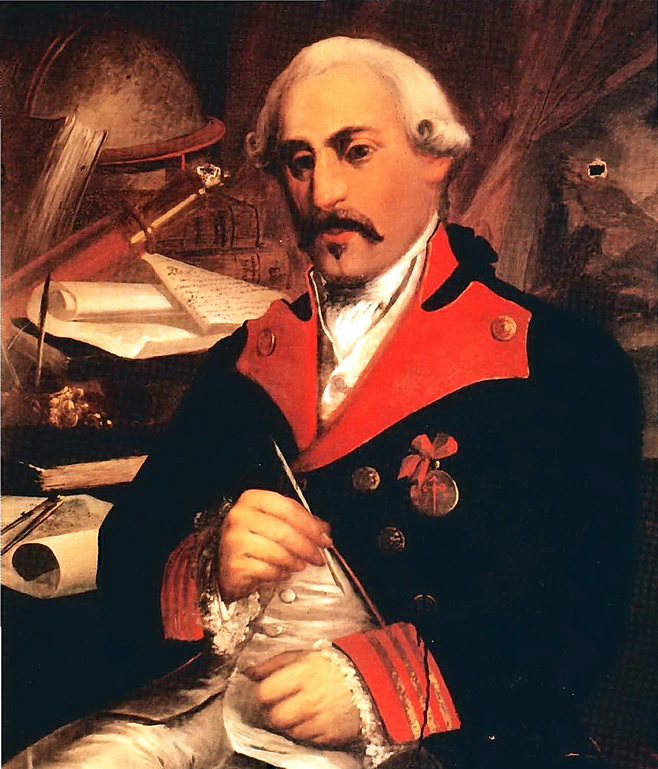
José Cadalso
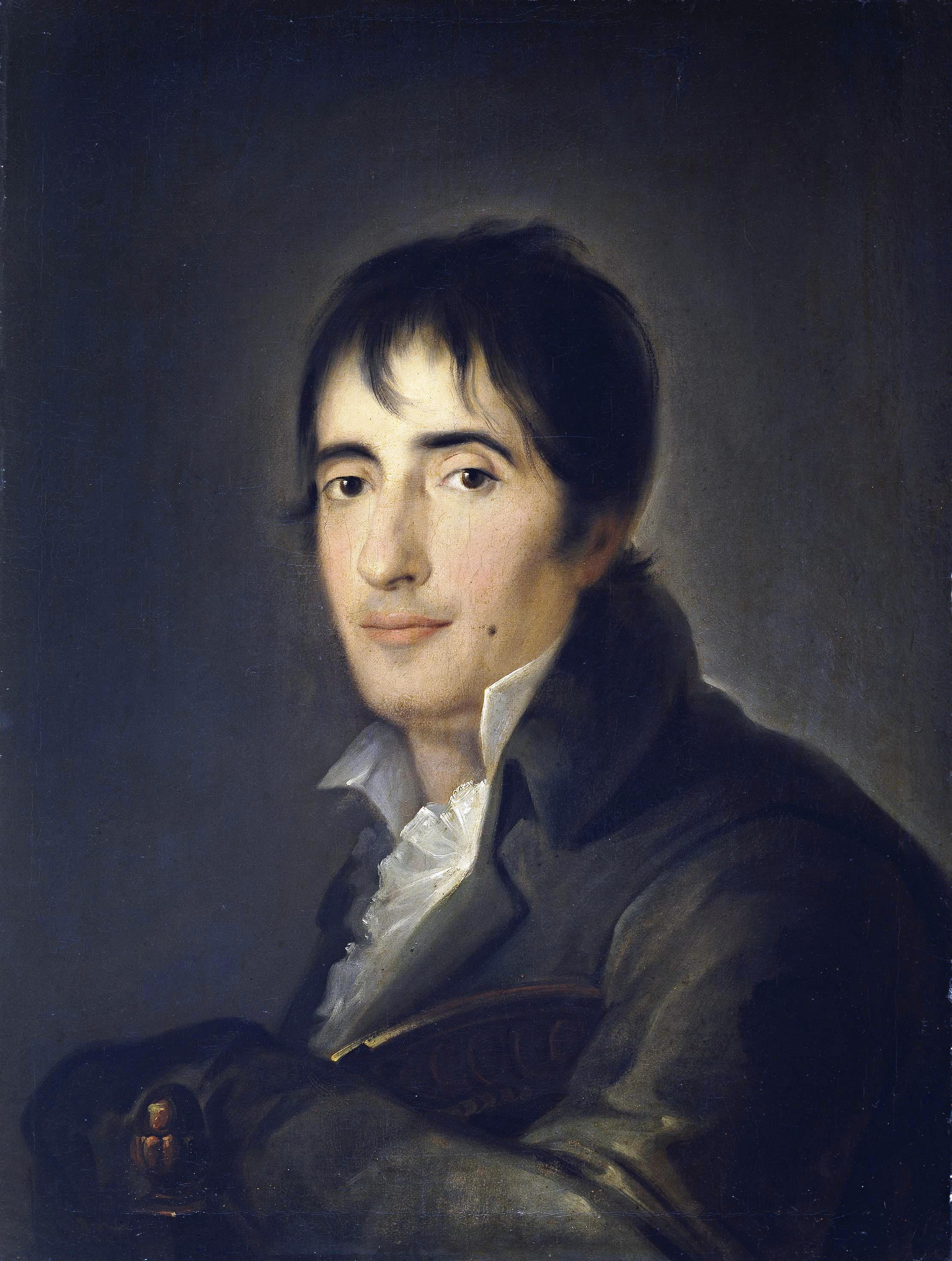
Manuel José Quintana
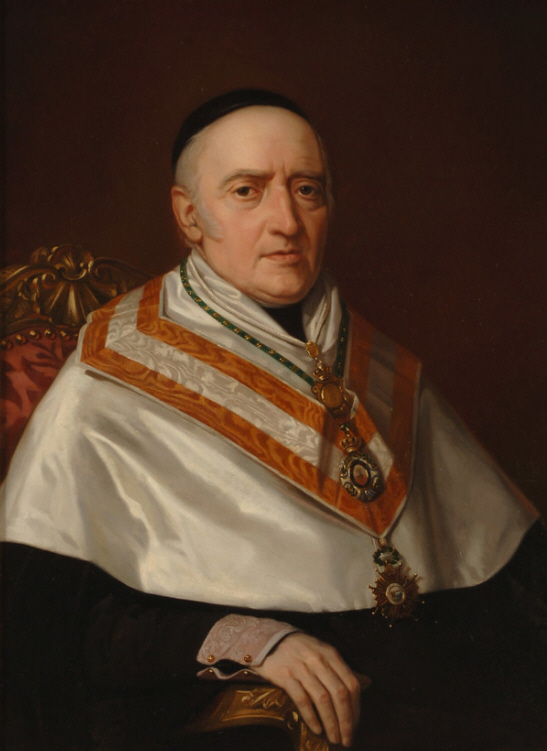
Juan Nicasio Gallego

### Portugalská literatura
- Leonor de Almeida Portugal, markýza de Alorna (1750–1839), nazývaná portugalská Madame de Staël, jejíž verše jsou poznamenány preromantickou senzibilitou.
- Manuel Maria Barbosa du Bocage (1765–1805), nejvýznamnější portugalský básník 18. století.

Portugalští preromantičtí spisovatelé
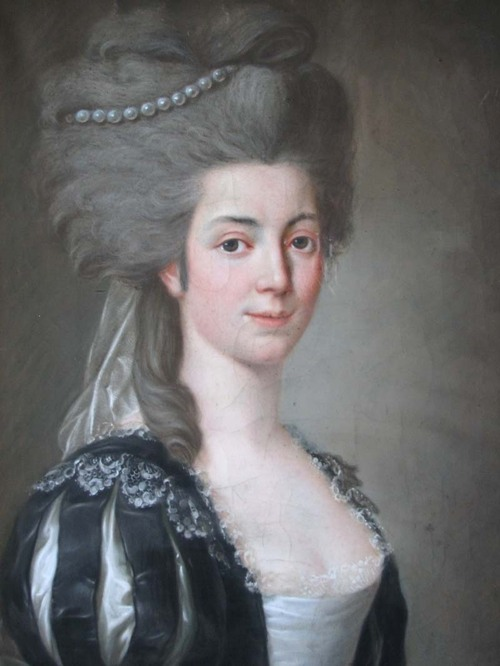
markýza de Alorna
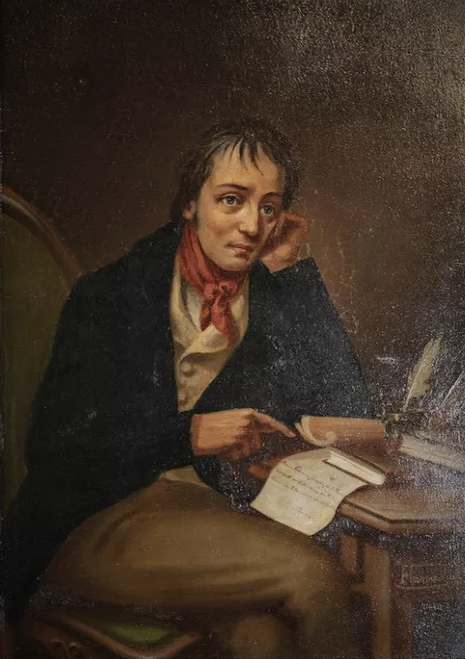
Barbosa du Bocage

### Česká literatura

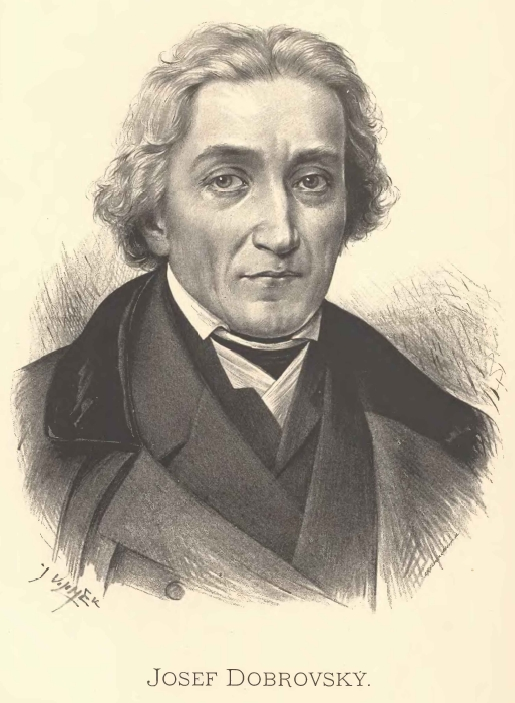
Josef Dobrovský

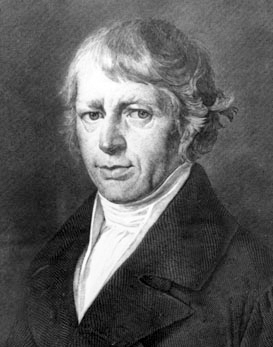
Josef Jungmann

V českém prostředí odpovídá preromantismus první fázi českého národního obrození, která spočívala zejména v národním sebeuvědomění a ve snaze navázat na kulturní hodnoty, které tu již v minulosti byly vytvořeny. Vůdčí osobností široce založeného buditelského hnutí se stal Josef Jungmann (1773–1847), autor monumentálního pětidílného Slovníku česko–německého (1834–1839), který navázal na představitele osvícenské vědy Josefa Dobrovského (1753–1829), jenž svým dílem vytvořil předpoklady pro rozvoj novodobé češtiny.
Z autorů tohoto období je možno jmenovat dramatika Václava Tháma (1765 – okolo 1816), básníky Šebestiána Hněvkovského (1770–1847) a především představitele myšlenky slovanské vzájemnosti Jána Kollára (1793–1852), kterému se v jeho díle Slávy dcera (1824) podařilo dokonale skloubit osobní prožitky s nadosobními ideály. Do tohoto proudu se zařadil i František Ladislav Čelakovský (1799–1852), jenž byl předním reprezentantem literatury, která sbližovala poezii s lidovou slovesností, např. Slovanské národní písně (1822–1827), Ohlas písní ruských (1829), Ohlas písní českých (1839) nebo Mudrosloví národu slovanského v příslovích (1852). Mezi významné představitele českého preromantismu patří i Josef Linda (1789–1834) a Václav Hanka (1791–1861), kteří jsou považování za padělatele Rukopisů.
Zvláštní místo v literatuře českého národního obrození zaujímají tzv. knížky lidového čtení (což je pojmenování pro zábavnou četbu, hlavně pro různé dobrodružné, hrůzostrašné sentimentální příběhy, v nichž děj probíhá bez úvah a bez motivace a končí šťastným rozuzlením na způsob pohádky), které vydával pro nejširší lidové vrstvy od roku 1790 ve svém nakladatelství Česká expedice Václav Matěj Kramerius (1753–1808).

Čeští preromantičtí spisovatelé
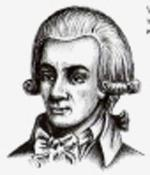
Václav Thám
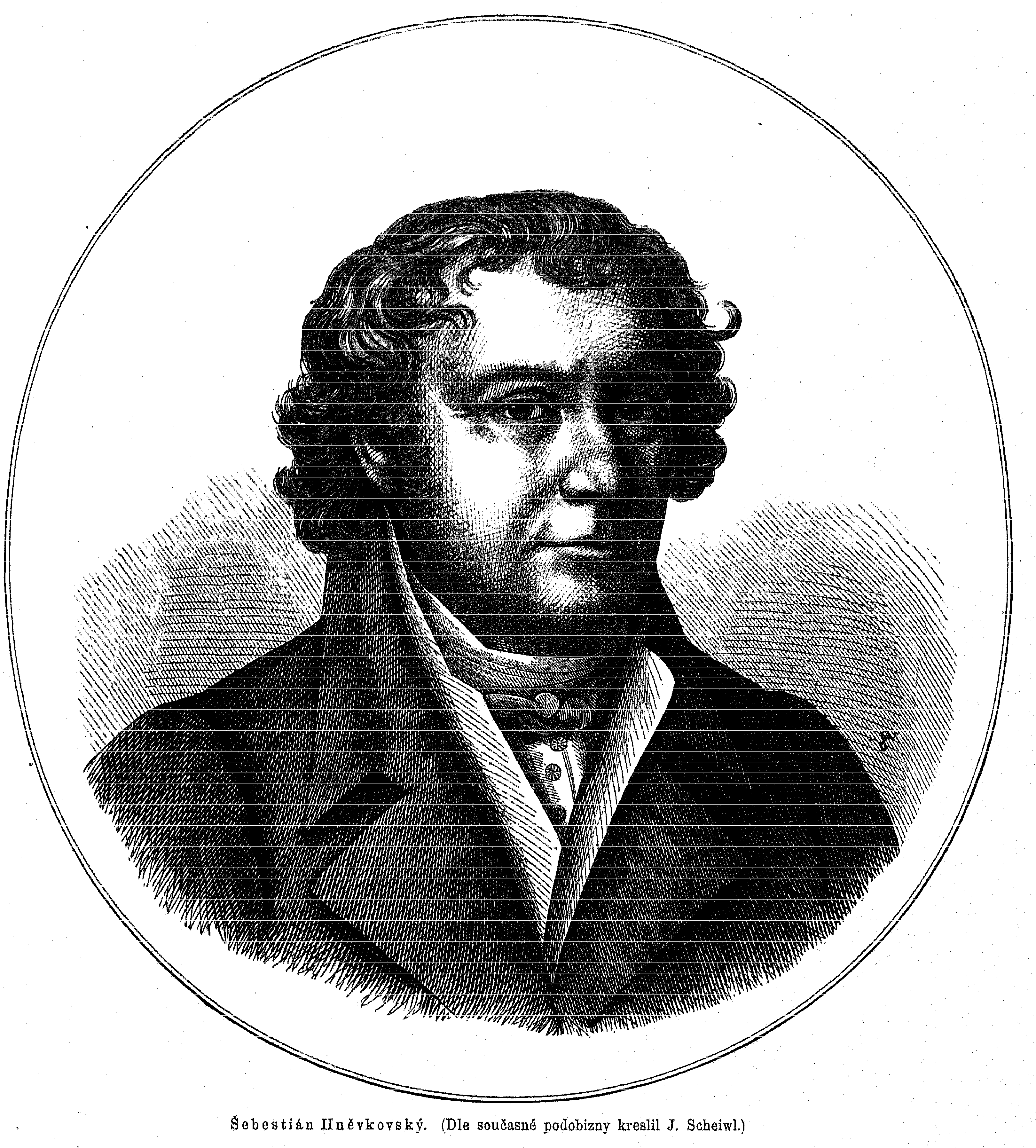
Šebestián Hněvkovský
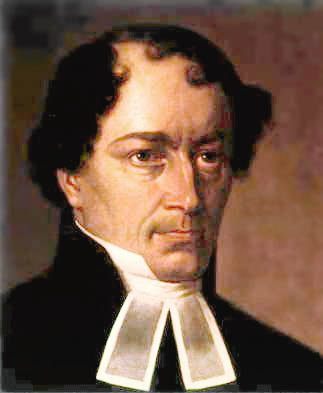
Ján Kollár
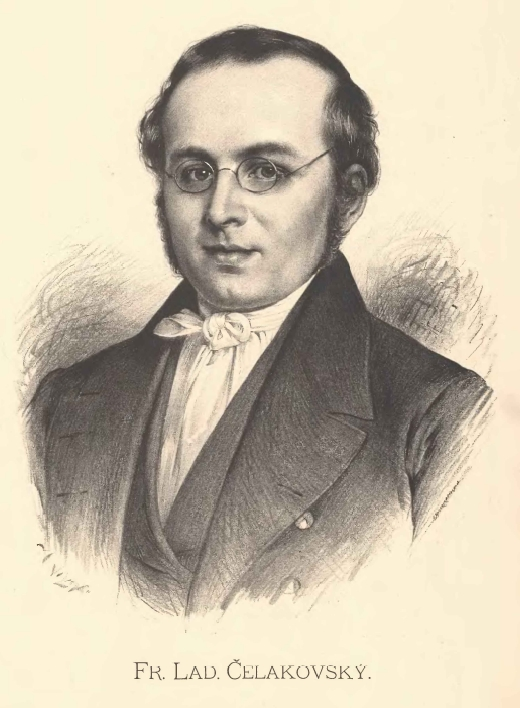
František Ladislav Čelakovský
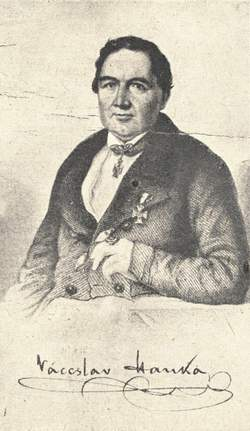
Václav Hanka

### Slovenská literatura

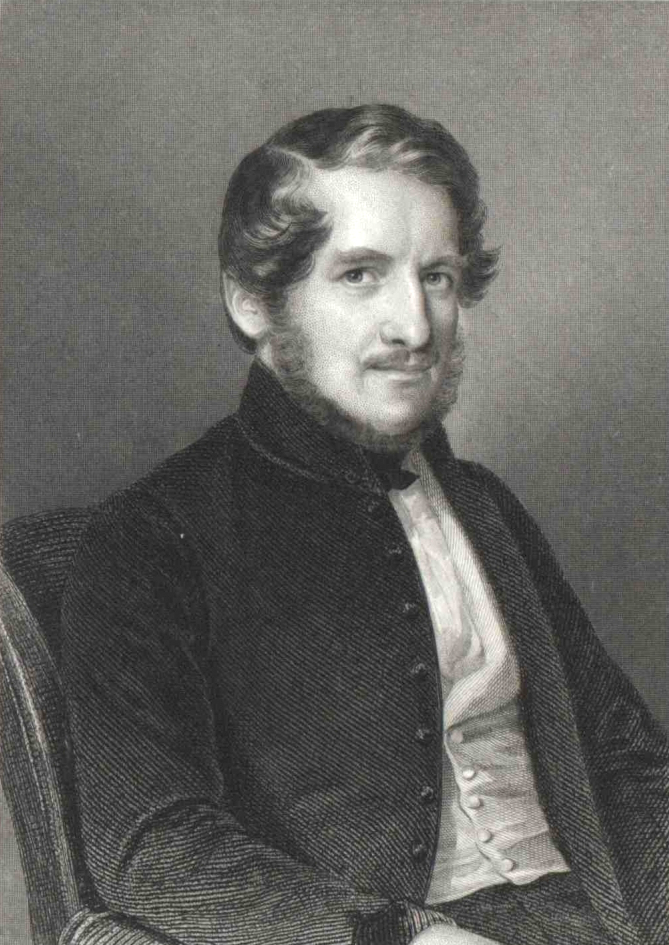
Jozef Ignác Bajza

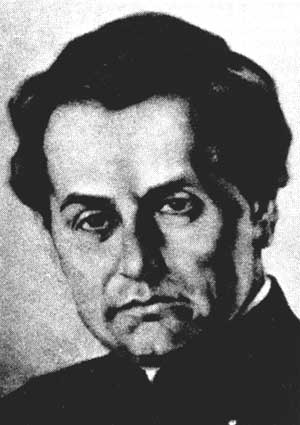
Anton Bernolák

V slovenském prostředí se preromantismus projevuje pouze jako tendence v rámci klasicismu a souvisí rovněž se snahou o kodifikaci slovenštiny jako spisovného jazyka v rámci rané fáze slovenského národního obrození. Velkou úlohu v tomto procesu sehrály rovněž překlady německé a francouzské literatury.
Již v letech 1784–1785 vydal katolický kněz Jozef Ignác Bajza (1755–1836) první román ve slovenštině René mládenca príhody a skúsenosti. Jde o sentimentální dobrodružný příběh napsaný v jazyce, který si jeho autor sám vytvořil na základě západoslovenského nářečí a se kterým se dostal do sporu s představiteli pozdějších snah o vytvoření spisovné slovenštiny, především s okruhem vytvořeným kolem katolického kněze Antona Bernoláka (1762–1813), tvůrce tzv. bernolákovštiny založené rovněž na západoslovenském nářečí. Z děl, napsaných v bernolákovské slovenštině. ve kterých se projevují preromantické tendence, lze jmenovat především Selanky Jána Hollého (1785–1849)
Další skupina autorů prosazovala jako spisovný slovenský jazyk biblickou češtinu. Kromě představitele myšlenky slovanské vzájemnosti Jána Kollára, zmíněného v kontextu českého preromantismu, k nim patřil především
- propagátor preromantické představy ideálního života a první moderní slovenský básník Bohuslav Tablic (1769–1832), jinak svým dílem pevně zakotvený v klasicismu, který doplňoval rokokovými prvky.
- jazykovědec, literární historik a etnograf Pavel Josef Šafařík (1795–1861), mimo jiné autor panslovanských děl Geschichte der slawischen Sprache und Literatur nach allen Mundarten (1826, Dějiny slovanské řeči a literatury podle všech nářečí), Slovanské starožitnosti (1837–1865) a Slovanský národopis (1842) a společně Jánem Kollárem vydavatel dvoudílné sbírky lidových písní Písně světské lidu slovenského v Uhřích (1823–1827).

Slovenští preromantičtí spisovatelé
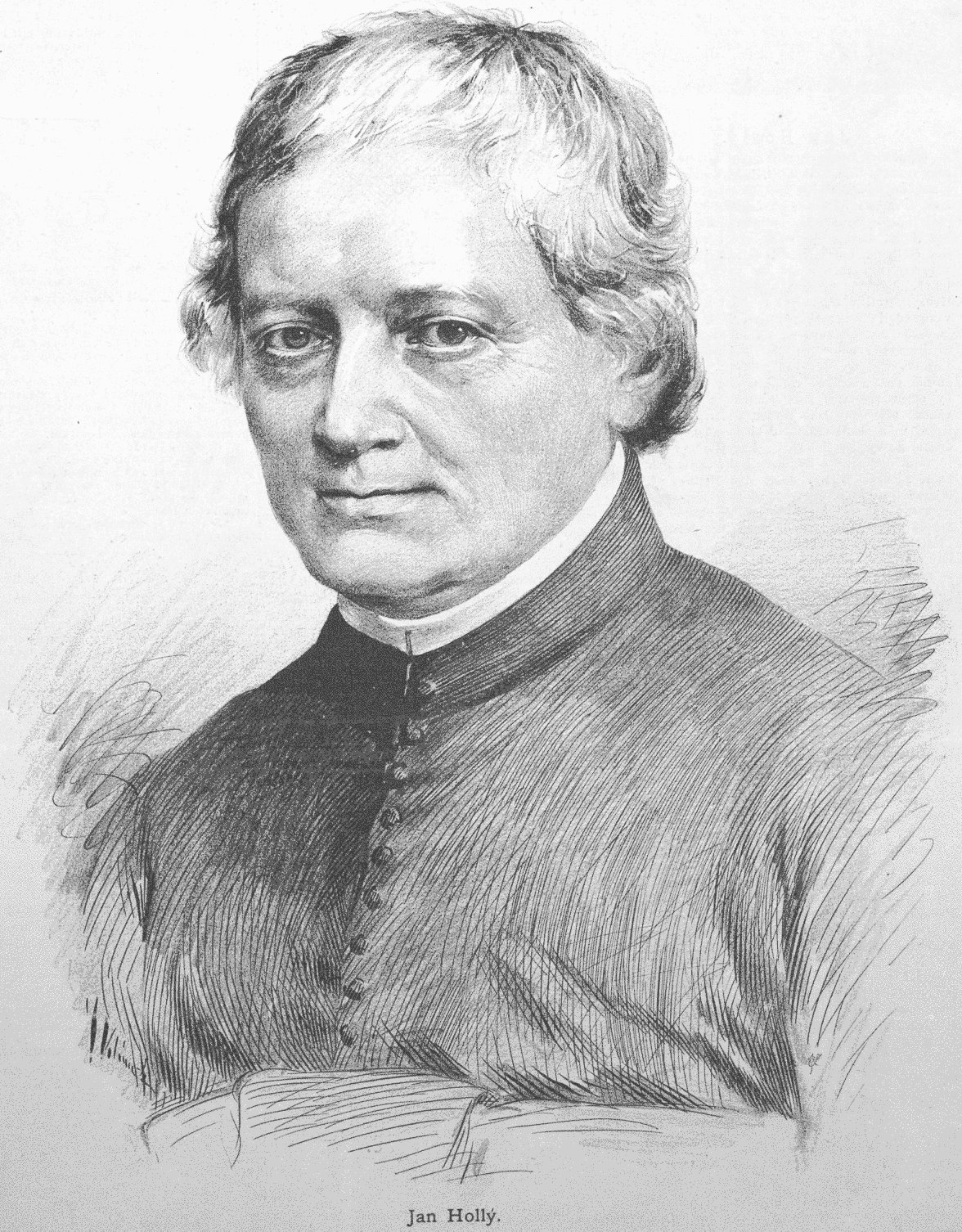
Ján Hollý
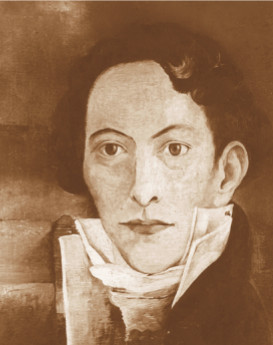
Bohuslav Tablic
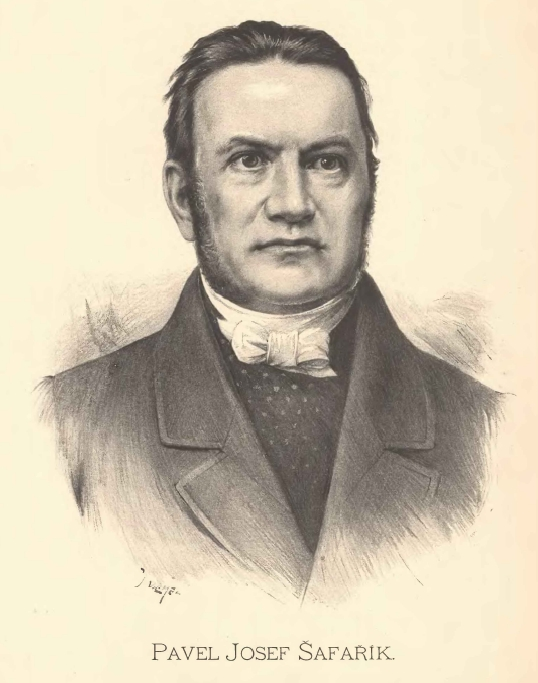
Pavel Josef Šafařík

Na tyto snahy o vytvoření spisovné slovenštiny pak úspěšně navázala skupina romantických autorů s dominantní postavou Ľudovíta Štúra (1815–1856).